# Império Romano
O Império Romano (em latim: Imperium Romanum) foi o período pós-republicano da antiga civilização romana, caracterizado por uma forma de governo autocrática liderada por um imperador e por extensas possessões territoriais em volta do mar Mediterrâneo na Europa, África e Ásia. A república que o antecedeu ao longo de cinco séculos encontrava-se numa situação de elevada instabilidade, na sequência de diversas guerras civis e conflitos políticos, durante os quais Júlio César foi nomeado ditador perpétuo e foi assassinado em 44 a.C. As guerras civis culminaram na vitória de Otávio, filho adotivo de César, sobre Marco António e Cleópatra na batalha de Áccio em 31 a.C. Detentor de uma autoridade inquestionável, em 27 a.C. o senado romano atribuiu a Otávio poderes absolutos e o novo título Augusto, assinalando desta forma o fim da república.
O período imperial prolongou-se por cerca de 500 anos. Os primeiros dois séculos foram marcados por um período de prosperidade e estabilidade política sem precedentes denominado Pax Romana. Na sequência da vitória de Augusto e da posterior anexação do Egito, a dimensão do império aumentou consideravelmente. Após o assassinato de Calígula em 41 d.C., o senado considerou restaurar a república, o que levou a guarda pretoriana a proclamar Cláudio imperador. Durante este período, assistiu-se ao maior alargamento do império desde a época de Augusto. Após o suicídio de Nero em 68, teve início um breve período de guerra civil, durante o qual foram proclamados imperadores quatro generais. Em 69, Vespasiano triunfou sobre os restantes, estabelecendo a dinastia flaviana. O seu filho, Tito, inaugurou o Coliseu de Roma, pouco após a erupção do Vesúvio. Após o assassinato de Domiciano, o senado nomeou o primeiro dos cinco bons imperadores, período durante o qual o império atingiu o seu apogeu territorial no reinado de Trajano.
O assassinato de Cómodo em 192 desencadeou um período de conflito e declínio denominado ano dos cinco imperadores, do qual Septímio Severo saiu triunfante. O assassinato de Alexandre Severo, em 235, levou à crise do terceiro século, durante a qual o senado proclamou 26 imperadores ao longo de cinquenta anos. A imposição de uma Tetrarquia proporcionou um breve período de estabilidade, embora no final tenha desencadeado uma guerra civil que só terminou com o triunfo de Constantino em relação aos rivais. Agora único governante do império, Constantino mudou a capital para Bizâncio, rebatizada Constantinopla em sua honra, a qual permaneceu capital do oriente até 1453. Constantino também adotou o cristianismo, que mais tarde se tornaria a religião oficial do império. A seguir à morte de Teodósio, o domínio imperial entrou em declínio como consequência de abusos de poder, guerras civis, migrações e invasões bárbaras, reformas militares e depressão económica. A deposição de Rómulo Augusto por Odoacro é o evento geralmente aceite para assinalar o fim do império ocidental. No entanto, o Império Romano do Oriente prolongou-se por mais um milénio, tendo sido conquistado pelo Império Otomano em 1453.
O Império Romano foi uma das mais fortes potências económicas, políticas e militares do seu tempo. Foi o maior império da antiguidade Clássica e um dos maiores da História. No apogeu da sua extensão territorial exercia autoridade sobre mais de cinco milhões de quilómetros quadrados e uma população de mais de 70 milhões de pessoas, à época 21% da população mundial. A longevidade e extensão do império proporcionaram uma vasta influência na língua, cultura, religião, técnicas, arquitetura, filosofia, lei e formas de governo dos estados que lhe sucederam. Ao longo da Idade Média, foram feitas diversas tentativas de estabelecer sucessores do Império Romano, entre as quais o Império Latino e o Sacro Império Romano-Germânico. A expansão colonial europeia, entre os séculos XV e XX, difundiu a cultura romana a uma escala mundial, desempenhando um papel significativo na construção do mundo contemporâneo.

## História
A expansão romana teve início no século VI a.C., pouco após a fundação da república. No entanto, só no século III a.C. é que Roma iniciou a anexação de províncias fora da península Itálica, quatro séculos antes de alcançar a sua maior extensão territorial e, nesse sentido, constituía já um "império", apesar de ainda ser governado enquanto república. A República Romana não era um estado-nação no sentido contemporâneo do termo, mas antes uma rede de cidades, cada uma com diferente grau de autonomia em relação ao senado romano. As províncias republicanas eram administradas por antigos cônsules e pretores, eleitos para um mandato de um ano. O poder militar dos cônsules tinha como base a noção jurídica de imperium, ou comando militar. Ocasionalmente, os cônsules bem-sucedidos eram agraciados com o título imperator (comandante), o qual está na origem do termo "imperador".

### Augusto e transição da república para o império

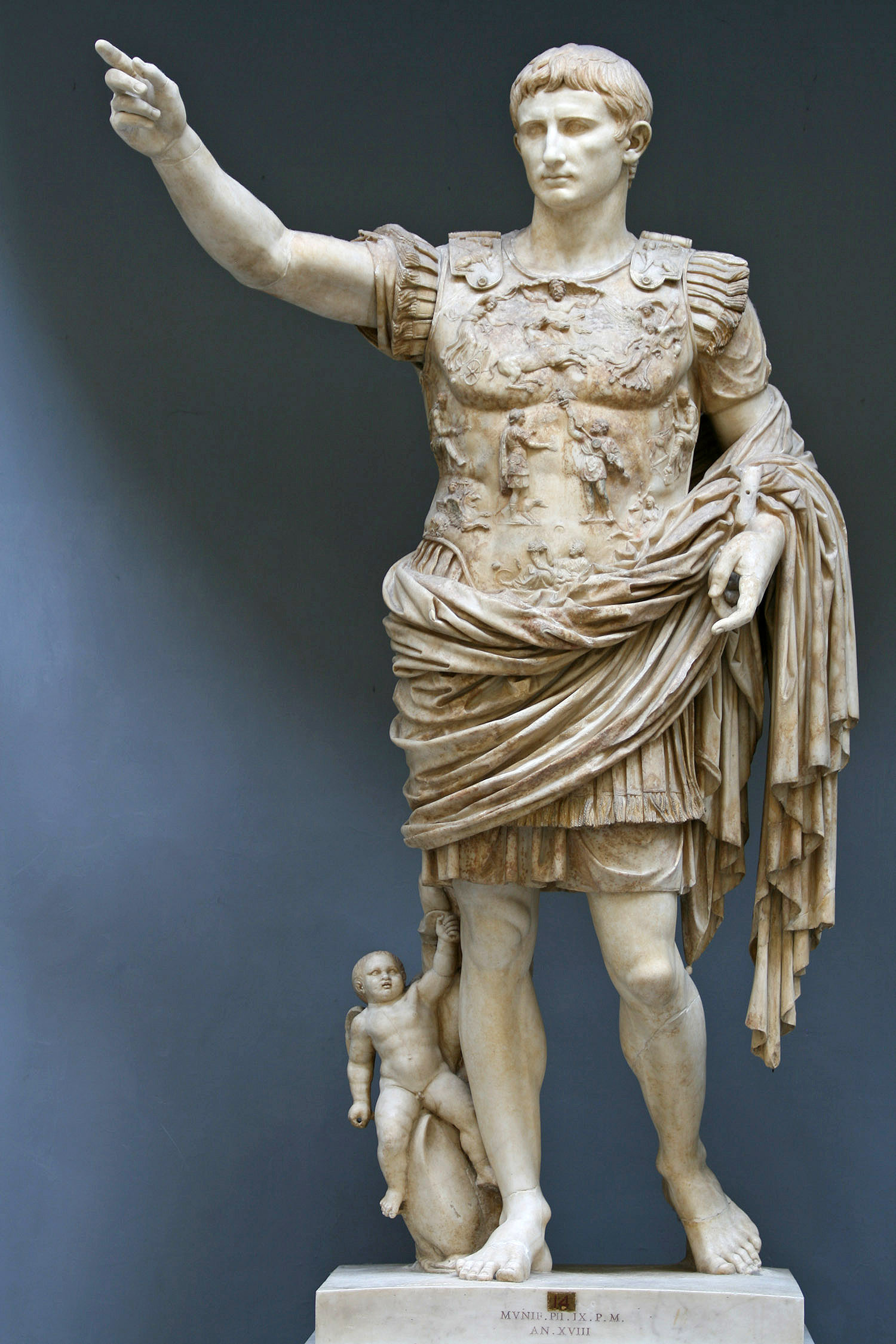
Augusto, o primeiro imperador, na estátua da Prima Porta. O imperador era a máxima autoridade política e religiosa do império

A partir do final do século II a.C., ao mesmo tempo que Roma vivia uma série de conflitos internos, conspirações e guerras civis, a sua influência alargou-se para além de Itália. O século I a.C. foi um período de instabilidade, marcado por diversas revoltas políticas e militares que abriram caminho para a implementação de um regime imperial. Em 44 a.C., Júlio César foi aclamado ditador perpétuo antes de ser assassinado. No ano seguinte, Otávio (futuro Augusto), sobrinho-neto e filho adotivo de César e um dos mais destacados generais republicanos, tornou-se um dos três membros do Segundo Triunvirato — uma aliança política com Lépido e Marco António. A divisão do império entre António e Otávio foi efémera. As tensões entre ambos no período que se seguiu à Batalha de Filipos (42 a.C.) levaram à dissolução do triunvirato em 32 a.C. e ao confronto na Batalha de Áccio (31 a.C.), da qual Marco António e a rainha Cleópatra saíram derrotados. O subsequente confronto em Alexandria (30 a.C.) proporcionou a anexação do Reino Ptolemaico por Otávio.

### Principado
Em 27 a.C., o Senado e Povo de Roma proclamaram Otaviano príncipe (em latim: princeps; romaniz.: lit. "primeiro [cidadão]") com imperium proconsular e o título Augusto (em latim: augustus; lit. "o venerado"). Este evento assinala o início do Principado, a primeira época do período imperial entre 27 a.C. e 284 d.C.. O governo de Augusto pôs fim a um século de guerra civil, dando início a uma época sem precedentes de estabilidade social, prosperidade económica e Pax Romana ("paz romana"), que se prolongou durante os dois séculos seguintes. As revoltas nas províncias eram pouco frequentes e rapidamente controladas. Sendo agora o único governador de Roma, Augusto iniciou uma série de reformas militares, políticas e económicas em larga escala. O senado atribuiu-lhe o poder de nomear os próprios senadores e autoridade sobre os governadores de província, criando de facto o cargo que mais tarde seria denominado imperador.
Augusto implementou princípios de sucessão dinástica, sendo sucedido na dinastia júlio-claudiana por Tibério (r. 14–37), Calígula (r. 37–41), Cláudio (r. 41–54) e Nero (r. 54–68). Por 54, Roma foi assolada por um Grande incêndio e por 68, Nero suicidou-se sem deixar sucessores. Em 69 d.C., durante o ano dos quatro imperadores, Vespasiano (r. 69–79) ascendeu ao poder e fundou a efémera dinastia flaviana, muito lembrada pela construção do Coliseu de Roma, sucedida pela dinastia nerva-antonina e da qual fizeram parte os imperadores Nerva (r. 96–98), Trajano (r. 98–117), Adriano (r. 117–138), Antonino Pio (r. 138–161) e Marco Aurélio (r. 161–180). Em 212, durante o reinado de Caracala (r. 211–217), foi concedida cidadania romana a todos os cidadãos livres do império. Mas apesar deste gesto de universalidade, a dinastia severa foi marcada por vários tumultos ao longo da crise do terceiro século, uma época de invasões, agitação social, dificuldades económicas e peste. No contexto da periodização da História, esta crise é geralmente considerada o momento de transição entre a Antiguidade Clássica e a Antiguidade Tardia.

### Dominato

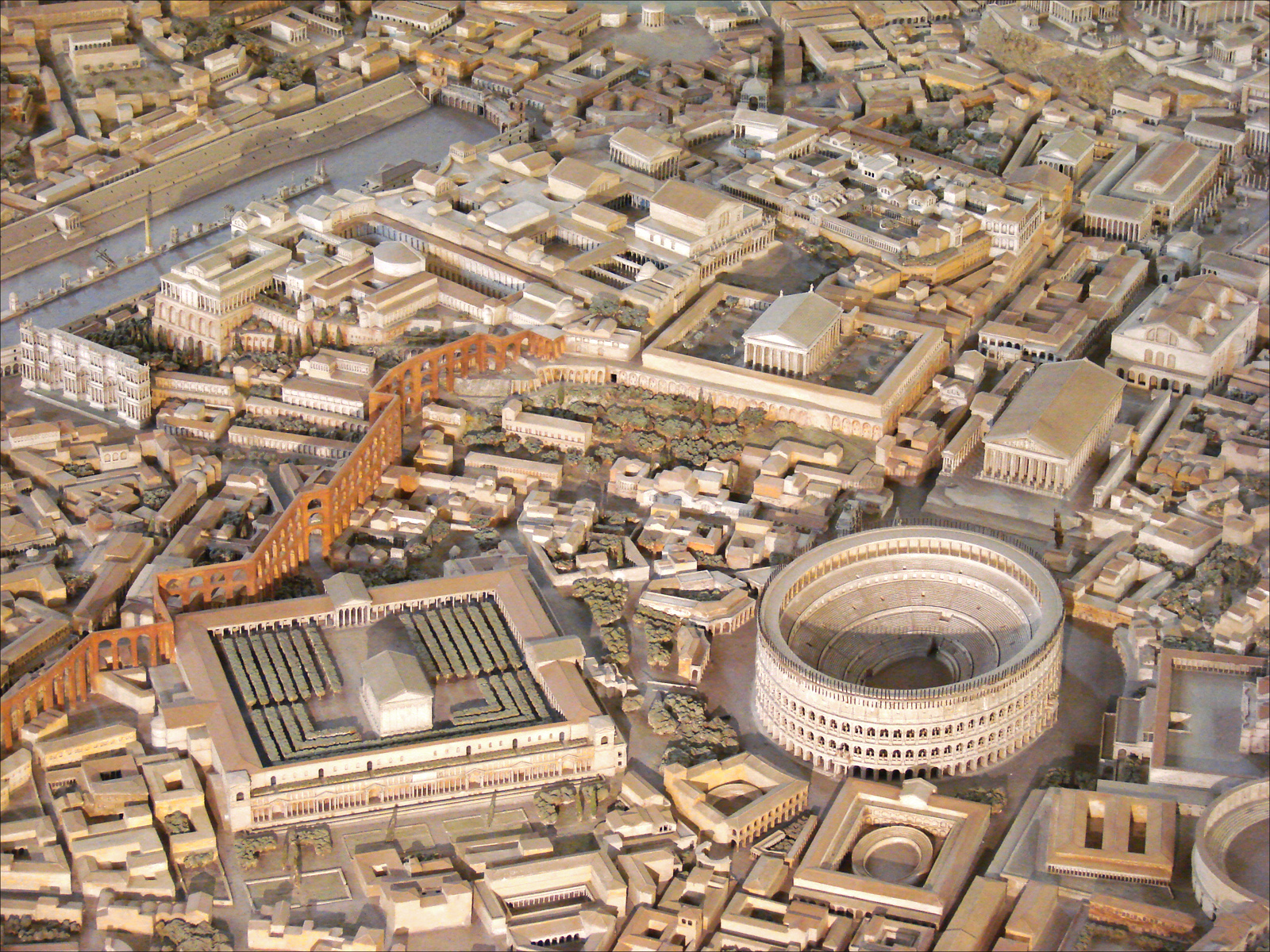
Maquete de Roma durante o reinado de Constantino (306-337)

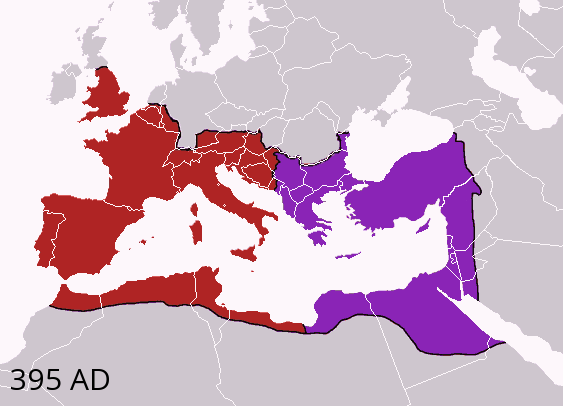
Divisão do império após a morte de Teodósio, em 395, sobreposta às fronteiras modernas.
Império Romano do Ocidente
Império Romano do Oriente

Diocleciano (r. 284–305) renunciou ao papel de príncipe e adotou o título domine (mestre ou lorde), marcando a transição do principado para o dominato — um estado de monarquia absoluta que se prolongaria desde 284 até à queda do Império Romano do Ocidente em 476. Diocleciano impediu o colapso do império, embora o seu reinado tenha sido marcado pela perseguição ao cristianismo. Durante o seu reinado, o império foi dividido numa Tetrarquia de quatro regiões, cada uma governada por um imperador distinto. Em 313, a tetrarquia entrou em colapso. Após uma série de guerras de sucessão, Constantino (r. 306–337) emergiu como único imperador e o primeiro a converter-se ao cristianismo, estabelecendo Constantinopla como capital do Império do Oriente. Ao longo das dinastias constantina e valentiniana, o império encontrava-se dividido numa metade ocidental e outra oriental, sendo o poder partilhado por Roma e por Constantinopla. A sucessão de imperadores cristãos foi brevemente interrompida por Juliano (r. 361–363), que tentou restaurar as religiões romana e helenística. Teodósio (r. 378–395), o último imperador a governar o império oriental e ocidental, morreu em 395, após ter decretado o cristianismo a religião oficial do império.

### Fragmentação e declínio
A partir do início do século V o Império Romano começou a fragmentar-se, uma vez que o elevado número de migrações dos povos germânicos era superior à capacidade do império em assimilar os migrantes. Embora o exército romano fosse eficaz a repelir os invasores, o mais notável dos quais Átila, o Huno (r. 434–453), o império tinha assimilado de tal forma povos germânicos com lealdade duvidosa a Roma que o império se começou a desmembrar a partir de si próprio. A maior parte dos historiadores data a Queda do Império Romano do Ocidente em 476, ano em que Rómulo Augusto (r. 475–476) foi deposto pelo líder hérulo Odoacro (r. 476–493). No entanto, em vez de assumir para si o título de imperador, Odoacro submeteu-se ao domínio do Império Romano do Oriente, terminando assim a linha de imperadores ocidentais. Ao longo do século seguinte, o império oriental, conhecido atualmente como Império Bizantino, foi perdendo progressivamente o domínio da parte ocidental. O Império Bizantino terminou em 1453, com a morte de Constantino XI (r. 1449–1453) e a conquista de Constantinopla pelo Império Otomano.

## Geografia e demografia

Linha do tempo da expansão territorial da República Romana (vermelho) de (fim do Reino de Roma), do Império Romano (roxo), do Império Romano do Ocidente (azul) e do Império Bizantino (verde oliva) até 1453 (Queda de Constantinopla). E também dos Estados Cruzados (Latinocracia) (verde), após o Cerco de Constantinopla (1204) durante a Quarta Cruzada (veja Partitio Romaniae), foram considerados a continuação do Império Bizantino até a sua reconstrução após a Reconquista de Constantinopla em 1261. Porém os demais estados independentes continuaram a reivindicar o trono bizantino até o seu fim definitivo na conquista Otomana do Despotado da Moreia (1460), do Império de Trebizonda (1461) e do Principado de Teodoro (1475) (ambos em verde).

O Império Romano foi um dos maiores da História e dominava uma extensão territorial contínua ao longo da Europa, Norte de África e Médio Oriente, desde a muralha de Adriano na chuvosa Inglaterra até às margens soalheiras do rio Eufrates na Síria, desde as planícies férteis da Europa Central até às luxuriantes margens do vale do Nilo no Egito. A noção de imperium sine fine ("império sem fim") manifestava a ideologia romana de que o seu império não era limitado no espaço e no tempo. A maior parte da expansão romana ocorreu durante a república, embora algumas partes do norte e centro da Europa tenham sido conquistadas no século I d.C., período que corresponde à consolidação do poder romano nas províncias. A Res Gestae, narrativa das conquistas de Augusto, destacava o número de povos e regiões do império. A administração imperial realizava frequentemente censos e mantinha registos geográficos meticulosos.

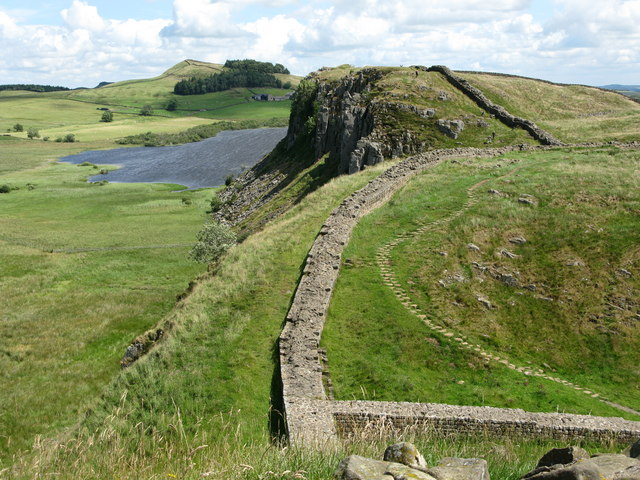
A muralha de Adriano no norte de Inglaterra, que dividia o império romano da constante ameaça dos bárbaros, é o principal testemunho sobrevivente da política de consolidação do território e controlo de fronteiras.

O império atingiu a sua maior extensão territorial durante o reinado de Trajano (r. 98–117), correspondente a uma área de cerca de cinco milhões de quilómetros quadrados e atualmente repartida por quarenta países. A população deste período é tradicionalmente estimada entre 55 e 60 milhões de habitantes, o que correspondia a entre 1/6 e 1/4 da população mundial e à maior população de qualquer unidade política do Ocidente até meados do século XIX. No entanto, estudos mais recentes têm estimado um pico demográfico entre 70 e 100 milhões de habitantes. Cada uma das três maiores cidades do império — Roma, Alexandria e Antioquia — tinham o dobro do tamanho de qualquer cidade europeia durante o início do século XVII. Adriano, o sucessor de Trajano, abandonou a política expansionista e optou por uma política de consolidação do território, definindo, fortificando e patrulhando as regiões de fronteira.

## Língua

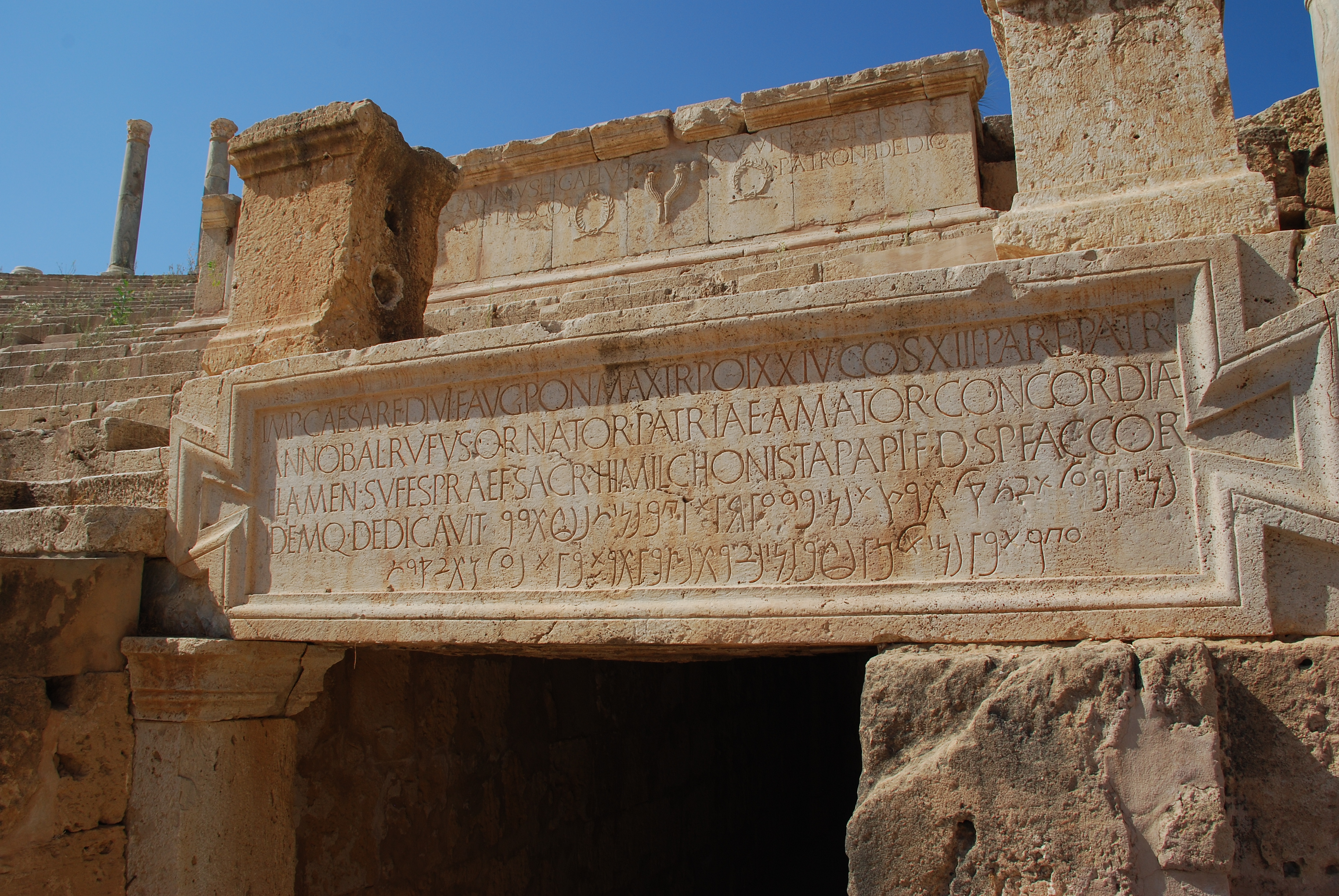
Inscrição bilíngue em latim e púnico no teatro de Léptis Magna na província de África. Apesar de o latim ser a língua franca dos negócios e aquela em que eram redigidos os documentos oficiais do império, coexistia com uma grande diversidade de línguas locais como a língua púnica, gaulesa, aramaica ou língua copta

A língua dos romanos era o latim, que Virgílio destacou como fonte da unidade e tradição romanas. Embora o latim fosse a língua corrente nos tribunais e administração pública no Império do Ocidente e no exército de todo o império, não era imposto de forma oficial aos povos sob domínio romano. Ao conquistar novos territórios, os romanos preservavam as tradições e línguas locais, introduzindo gradualmente o latim através da administração pública e documentos oficiais. Esta política contrasta com a de Alexandre, o Grande, que impôs o grego helenístico como língua oficial do seu império. Isto fez com que o grego antigo viesse a ser a língua franca da metade oriental do Império Romano, ao longo de todo o mediterrâneo oriental e da Ásia Menor. No ocidente, o latim vulgar substituiu progressivamente as línguas celtas e itálicas, relativamente às quais partilha a mesma raiz indo-europeia, o que facilitou a sua adoção.
Embora os imperadores júlio-claudianos incentivassem o uso de latim na realização de negócios oficiais em todo o império, o grego continuou a ser a língua literária entre a elite cultural romana, e a maior parte dos governantes era fluente em grego. Cláudio tentou limitar o uso de grego, chegando a revogar a cidadania para aqueles que não soubessem latim, embora no próprio senado houvesse embaixadores nativos em grego. No Império do Oriente, as leis e os documentos oficiais eram regularmente traduzidos de latim para grego. A utilização simultânea de ambas as línguas pode ser observada em inscrições bilíngues em grego e latim. Em 212, quando foi concedida cidadania a todos os homens livres do império, era esperado que os cidadãos que não soubessem latim adquirissem algumas noções básicas da língua. No início do século V, Justiniano esforçou-se por promover o latim enquanto língua do Direito no oriente, embora o latim tenha perdido progressivamente influência e existência enquanto língua viva.
A constante referência a intérpretes na literatura e nos documentos oficiais indica a vulgaridade e prevalência no Império Romano de uma grande quantidade de línguas locais. Os próprios juristas romanos preocupavam-se em assegurar que as leis e os juramentos eram corretamente traduzidos e compreendidos nas línguas locais, como a língua púnica, gaulesa, aramaica, ou ainda a língua copta, predominante no Egito, ou as línguas germânicas, predominantes nas regiões do Reno e do Danúbio. Em algumas regiões, como na província de África, o púnico era usado em moedas e inscrições nos edifícios públicos, algumas bilíngues com o latim. No entanto, a predominância do latim entre as elites e como língua oficial de documentos escritos comprometeu a continuidade de diversas línguas locais, uma vez que todas as culturas no interior do império eram de tradição predominantemente oral.

## Governo
Os três principais elementos do estado imperial romano foram o governo central, as forças armadas e os governos provinciais. As forças militares impunham o domínio sobre um território através de campanhas militares. No entanto, depois de uma cidade ou povo assinarem tratados de cooperação, as missões militares convertiam-se em missões de policiamento, protegendo cidadãos romanos e, a partir de 212, todos os homens livres do império, os campos de cultivo e locais religiosos. Sem recursos modernos de comunicação ou destruição em massa, os romanos não dispunham de capital humano suficiente para impor o seu domínio apenas através da força. Era necessária a cooperação com as elites locais para manter a ordem, recolher informações e cobrar impostos. Os romanos muitas vezes exploravam divisões políticas internas entre os povos assimilados, apoiando uma facção contra outra. As comunidades que demonstrassem a sua lealdade perante Roma podiam manter as suas próprias leis, cobrar os seus próprios impostos e, em casos excecionais, estavam isentas dos impostos centrais. Os privilégios jurídicos e a relativa independência constituíam um incentivo a que fosse do interesse da população manter a sua reputação perante Roma. Assim, o poder do governo central romano era limitado, embora eficiente no uso dos recursos disponíveis.

### Governo central

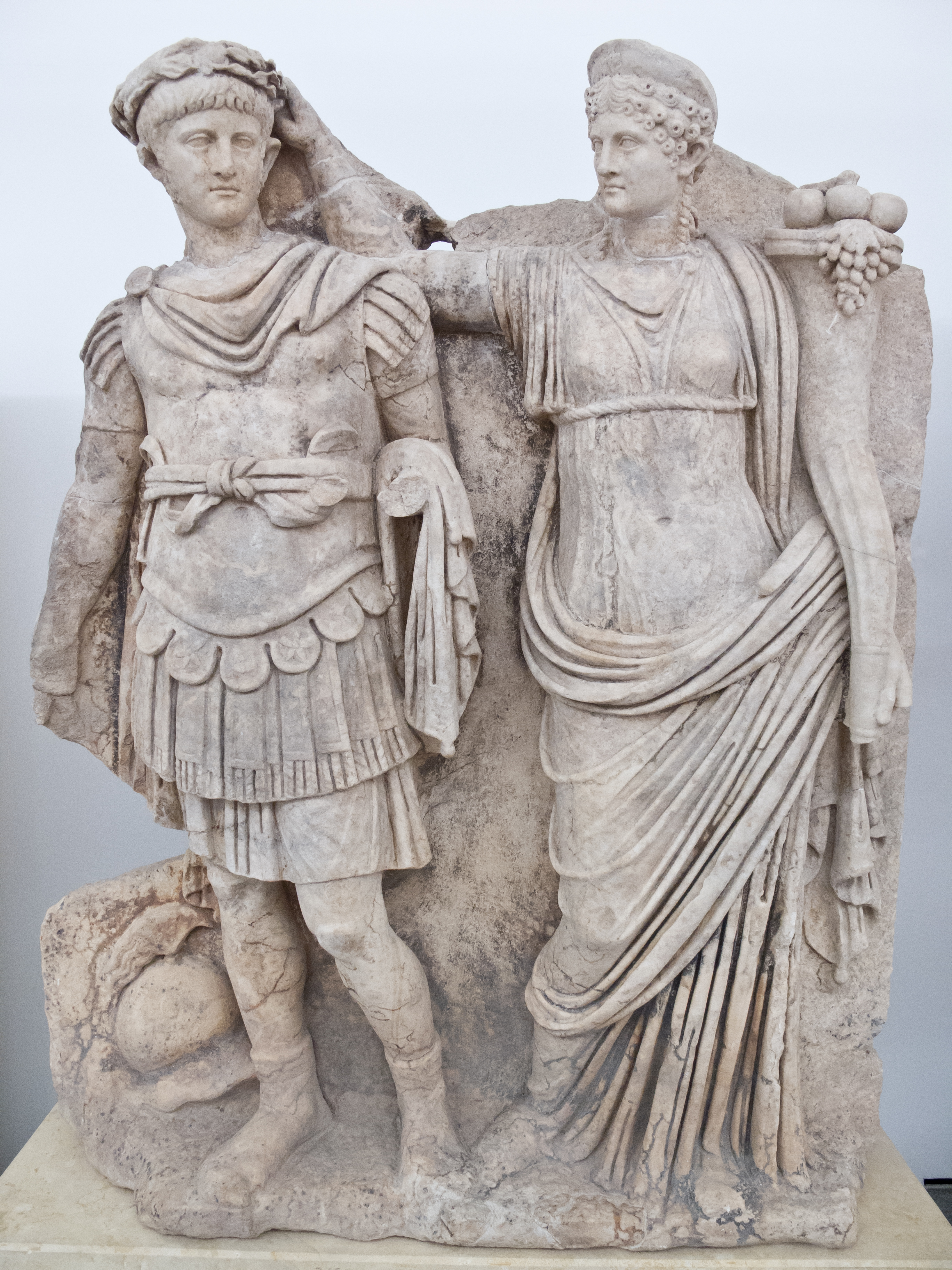
Coroação de Nero como imperador pela sua mãe, a imperatriz Agripina, em 54. O imperador era a autoridade política e religiosa máxima do Império Romano, tendo autoridade sobre o próprio senado. Ao longo do tempo, o poder do imperador foi-se afastando do modelo constitucional do principado e aproximando do modelo despótico do dominato

O imperador era a suprema autoridade religiosa e política do império, reservando para si competências que durante a república eram atribuição do senado, como o direito de declarar guerra, ratificar tratados e negociar com líderes estrangeiros. A autoridade do imperador baseou-se na concentração dos poderes de vários cargos republicanos, entre os quais a inviolabilidade e autoridade sobre o poder civil dos tribunos da plebe, a autoridade sobre o exército dos procônsules e a autoridade dos censores para manipular a hierarquia da sociedade romana e controlar o senado. Embora as funções do imperador tenham sido definidas durante o principado, ao longo do tempo o poder do imperador foi se afastando do modelo constitucional e aproximando-se progressivamente do modelo do despotismo característico do dominato. A morte de um imperador provocava um período de incerteza e crise. A maior parte dos imperadores indicava o seu sucessor, geralmente um membro familiar chegado ou herdeiro adotivo. O novo imperador deveria garantir a lealdade do aparelho de estado para estabilizar o cenário político.
Os imperadores da dinastia júlio-claudiana eram assistidos por um corpo informal de conselheiros, que incluía não só senadores e equestres, como também escravos e libertos de confiança. Após o reinado de Nero, a influência deste conselho era vista com desconfiança e o consílio (consilium) passou a ser escolhido por indicação oficial. Embora até ao fim da dinastia antonina os senadores assumissem o papel de destaque nas decisões políticas, a influência dos equestres no conselho foi aumentando progressivamente. As mulheres da família do imperador intervinham frequentemente nas suas decisões. Fora do seu círculo reservado, o acesso ao imperador tinha lugar durante uma recepção diária (salutatio), inspirada na tradição romana da homenagem diária dos clientes aos seus patronos, e durante a qual se realizavam no palácio cerimónias religiosas e banquetes públicos. Os cidadãos comuns sem acesso a estas recepções podiam manifestar-se em grupo durante os jogos realizados nos grandes recintos. Por volta do século IV, à medida que os centros urbanos entravam em declínio, os imperadores cristãos tornaram-se figuras resguardadas do público, promulgando decretos generalistas e deixando de responder a petições individuais.
O senado sobreviveu à restauração de Augusto e ao turbulento ano dos quatro imperadores, conservando durante o principado o prestígio político que detinha na república, embora não tivesse suficiente poder político para se opor à vontade do imperador. Era o senado que legitimava o domínio do imperador, e o imperador necessitava da experiência dos senadores enquanto legados para as funções de generais, diplomatas e administradores. O exército era a fonte pragmática do poder e autoridade do imperador. Os legionários eram pagos pelo tesouro imperial e todos os anos juravam lealdade ao imperador durante o sacramentum. Nenhum imperador conseguia reinar sem o apoio da guarda pretoriana e das legiões, pelo que era comum o pagamento de um donativum para garantir o seu apoio. Em teoria, o senado era livre para escolher o novo imperador, embora na prática o fizesse de acordo com o desejo dos pretorianos.

### Governo provincial

Províncias do Império Romano em 117 A rosa, as províncias senatoriais governadas por magistrados eleitos em Roma pelo senado. A verde, as províncias imperiais em que o governador era nomeado pelo imperador

Para que um território anexado se tornasse uma província era necessária a realização de um inventário das cidades, de um censo da população e de um levantamento topográfico. A administração passava então a manter diversos registos, entre os quais dos nascimentos e mortes, das transações de propriedade e dos procedimentos jurídicos. As províncias eram administradas por governadores romanos. As províncias senatoriais eram governadas por magistrados eleitos em Roma em nome do povo romano. As províncias imperiais, excluídas do controlo do senado, eram governadas por membros da ordem equestre que administravam o imperium em nome do imperador. Um governador devia ser acessível à população governada, embora pudesse delegar várias tarefas, para as quais dispunha de um quadro de funcionários públicos: aparitores (apparitores; assessores), entre os quais se incluíam lictores, mensageiros, escribas e guarda-costas; legados civis e militares, geralmente da ordem equestre; e um conselho não oficial de pessoas de confiança.
As finanças públicas eram supervisionadas por funcionários nomeados para o cargo. Durante o império, procedeu-se a uma reforma do sistema fiscal, separando-o dos tribunais e da administração pública, já que durante a república era comum a exploração da população local. Os procuradores, cuja autoridade era extra-judicial e extra-constitucional, geriam não só a propriedade do Estado, como a vasta propriedade do imperador (res privata). Dado que existiam poucos funcionários nos governos locais, caso um administrador de província necessitasse de apoio para uma disputa jurídica ou caso criminal podia convocar qualquer cidadão romano com alguma competência administrativa, como um procurador ou um oficial militar, desde um centurião até às patentes inferiores.

### Exército e marinha

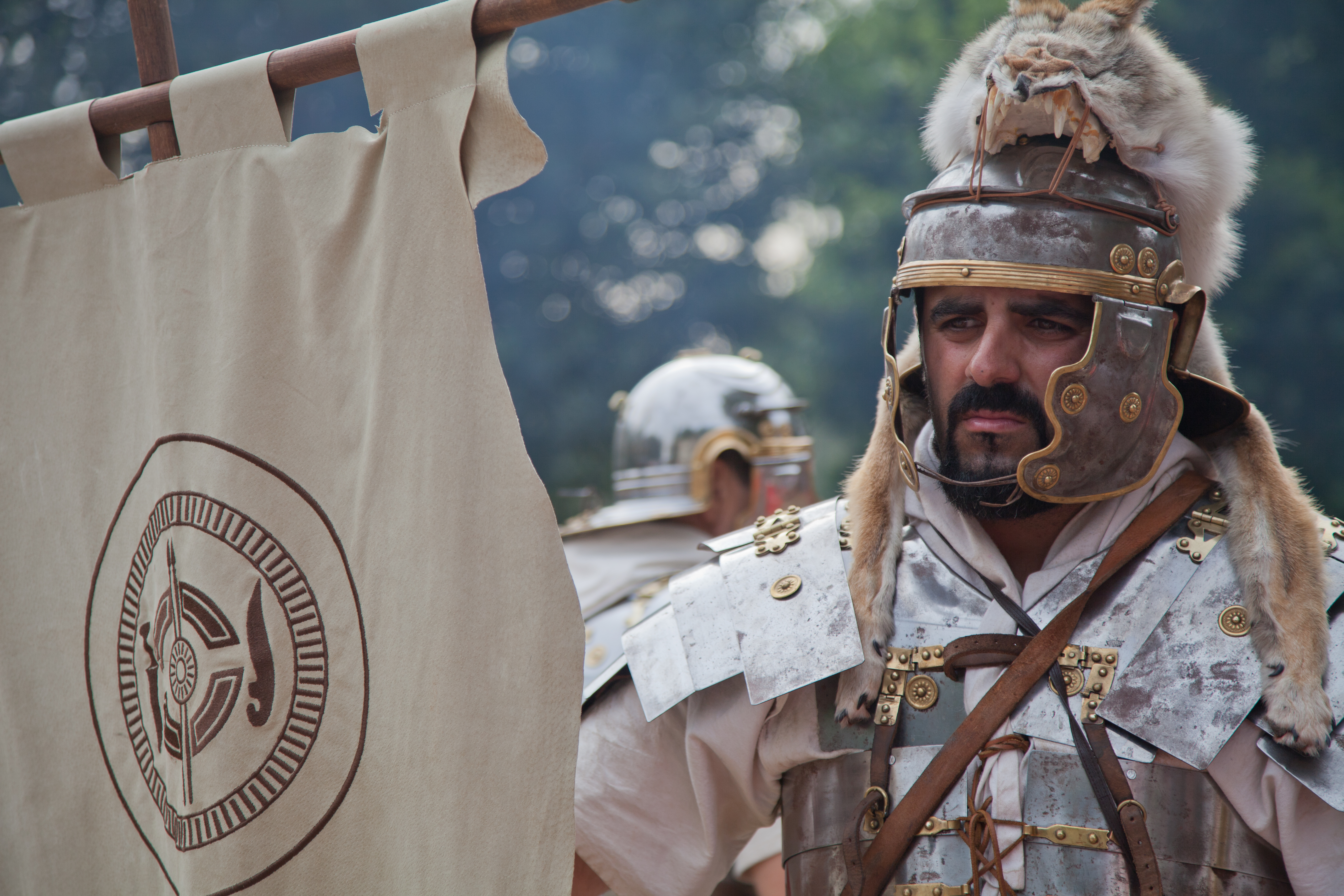
Recriação histórica do equipamento padrão de um legionário do exército romano por volta de, túnica de mangas curtas, capacete imperial e armadura segmentada (lorica segmentata). Os legionários estavam armados com um gládio, um púgio à cinta e dispunham de um escudo (scutum)

Os legionários do exército imperial romano eram profissionais de carreira que se voluntariavam para vinte anos de serviço ativo e cinco na reserva, cujos salários eram pagos através do erário militar. A profissionalização do exército teve início no final do período republicano e substituiu o serviço militar obrigatório, pelo qual se convocavam os habitantes para combater uma ameaça específica. Serviam no exército imperial cerca de 300 mil soldados no século I e menos de 400 mil no século II, um número significativamente menor do que o conjunto das forças armadas dos territórios conquistados e que corresponde a cerca de 2% dos homens adultos residentes no império.
As três principais divisões militares eram a guarnição de Roma, incluindo a guarda pretoriana e os vigiles (polícia e bombeiros); o exército provincial, incluindo as legiões e as tropas auxiliares romanas; e a marinha romana. A omnipresença de guarnições militares em todo o império foi uma das principais influências no processo de romanização. Cada legião organizava-se em dez coortes, cada uma com seis centúrias, que por sua vez eram divididas em dez contubérnios. Estima-se que cada legião tivesse, em média, cinco mil soldados. Durante e após a Segunda Guerra Civil da República Romana, Augusto reduziu o número de legiões, superior a 60, para apenas 28. Durante os três séculos seguintes, o número total de legiões manteve-se em trinta.
Augusto criou também a guarda pretoriana, nove coortes ostensivas guarnecidas em Itália e com a função de manter a ordem pública. Os pretorianos eram melhor remunerados e serviam menos tempo do que os legionários, retirando-se ao fim de dezasseis anos de serviço militar. As tropas auxiliares (auxilia) eram recrutadas entre os não cidadãos e organizavam-se em pequenas unidades com aproximadamente o tamanho de uma coorte. Os soldados recebiam menos do que os legionários, embora ao fim de 25 anos de serviço lhes fosse oferecida e aos filhos a cidadania romana. As tropas auxiliares tinham cerca de 125 mil homens, distribuídos por aproximadamente 250 regimentos auxiliares. Durante o início do império, a cavalaria romana era proveniente principalmente de Hispânia e das regiões celtas e germânicas, influenciando alguns aspetos do treino e do equipamento romanos.
A marinha romana (classis) abastecia e transportava as legiões, auxiliava a proteção das fronteiras ao longo dos rios, protegia as rotas de comércio marítimo contra os ataques de piratas e patrulhava o Mediterrâneo, partes da costa atlântica e o mar Negro. No entanto, o exército era considerado o ramo mais prestigiado. Durante o início do principado, a marinha organizava-se de forma semelhante a uma centúria. Os voluntários podiam se inscrever na infantaria naval ou como remadores, marinheiros ou artesãos, embora todos fossem considerados milites (soldados). A maior parte da tripulação era formada pelos remadores (remiges), que durante o império eram na sua maioria peregrinos (peregrini) das províncias de tradição marítima  A centúria era liderada por um centurião, assistido por um optio e um beneficiário (beneficiarius), que supervisionava os funcionários administrativos, aspirantes e especialistas. Cada navio era comandado por um trierarca e cada esquadrão de dez navios liderado por um navarco. O termo genérico para um navio de guerra a remos era navis longa, distinguindo-o dos veleiros mercantes (navis oneraria) ou das pequenas embarcações (navigia minora). A marinha possuía diversos tipos de embarcações, desde pequenas barcaças de reconhecimento, como as liburnas, até grandes navios de guerra, como o hexarreme. A principal arma do navio era o rostro (rostrum), usado para afundar ou imobilizar os navios inimigos perfurando o seu casco. No convés eram também montadas balistas e catapultas.

### Direito

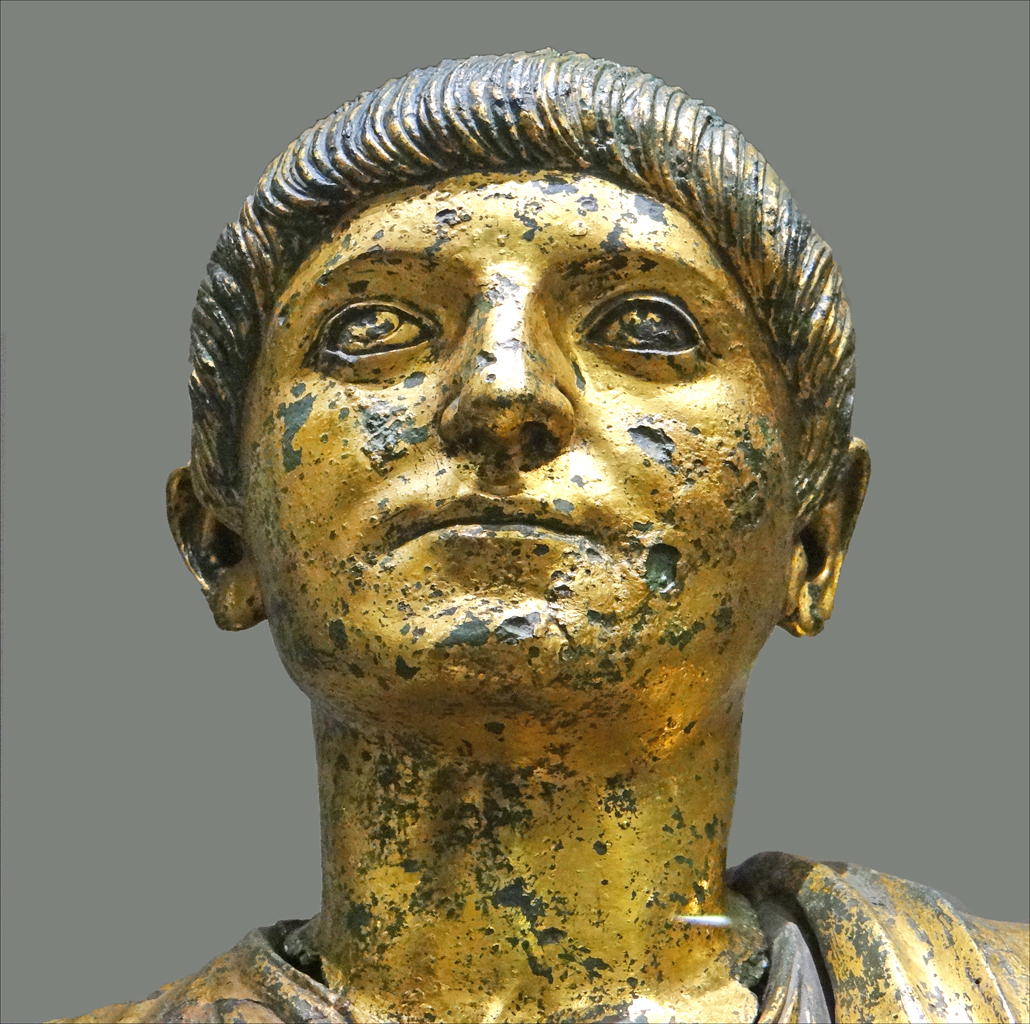
Cidadão de Emona, estátua em bronze do século II. O direito romano aplicava-se apenas aos cidadãos. Para aqueles que não possuíam cidadania, a administração romana respeitava as leis e as tradições locais (mos regionis)

Os tribunais romanos possuíam jurisdição para deliberar sobre processos que envolvessem cidadãos romanos em todo o império, embora houvesse poucos funcionários para fazer cumprir a lei de forma uniforme entre as províncias. Para os que não tinham cidadania romana, a política do império consistia em respeitar a mos regionis, a "tradição local" ou "leis da terra" dos povos romanizados, vendo-as como fonte de precedentes jurídicos e de estabilidade social. A compatibilidade entre o direito romano e o direito local era vista como reflexo da Ius gentium, a lei das gentes ou direito internacional comum entre todas as comunidades humanas. Quando determinados aspetos das leis provinciais entravam em conflito com as leis ou costumes romanos, podiam ser feitos apelos aos tribunais romanos, tendo o imperador autoridade para promulgar uma decisão final.
A maior parte dos territórios da parte oriental do império tinha implementados códigos de direito e procedimentos jurídicos. A ocidente, o direito tinha sido administrado numa base tribal e o direito à propriedade privada pode ter constituído uma novidade da era romana, sobretudo entre os povos celtas. O direito romano facilitava a aquisição de riqueza por parte da elite pró-romana, a qual via vantagens nos seus novos privilégios enquanto cidadãos do império. O alargamento da cidadania de forma universal a todos os habitantes do império em 212 exigiu a aplicação uniforme do direito romano, substituindo os códigos de direito locais que eram aplicados a não cidadãos. A tentativa de Diocleciano em estabilizar o império após a crise do terceiro século incluiu duas compilações jurídicas notáveis em apenas quatro anos, o Código Gregoriano e o Código Hermogeniano, destinadas a auxiliar os administradores de província a implementar padrões jurídicos consistentes.

### Finanças

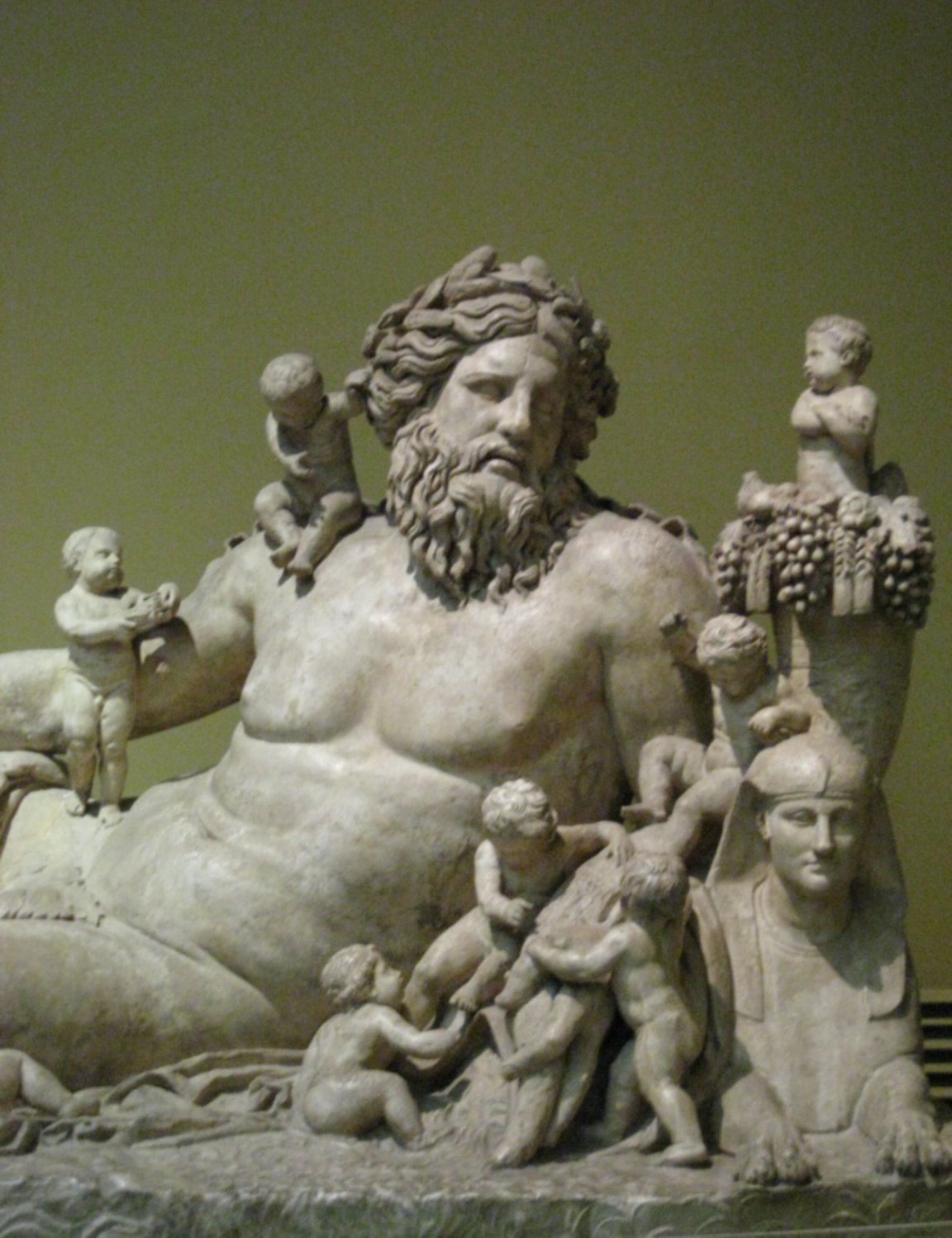
Personificação do rio Nilo e da sua prole.

O direito fiscal era confuso e contraditório e determinava um sistema complexo de impostos diretos e indiretos, alguns pagos em dinheiro e outros em géneros. Os impostos podiam ser específicos de determinada província, podiam incidir apenas sobre determinado tipo de propriedades, como a pesca ou salinas ou podiam ainda ser aplicados apenas durante determinado intervalo de tempo. Em regiões pouco monetarizadas eram aceites pagamentos em género, sobretudo nas que produziam cereais ou bens para abastecer os campos militares. Os impostos também financiavam o exército, pelo que os contribuintes tinham direito a reembolso quando o exército capturava despojos ou excedentes.
O valor de impostos cobrados no império correspondia a 5% do produto interno bruto romano. A taxa de imposto sobre rendimentos individuais variava entre 2 e 5%. Os cidadãos pagavam impostos per capita e pelos seus terrenos, com base na sua produção ou na capacidade produtiva. O código previa exceções; por exemplo, os agricultores egípcios estavam isentos quando o ciclo de cheias do rio Nilo não era favorável. As obrigações fiscais eram determinadas pelos censos, os quais exigiam que cada chefe de família se apresentasse perante o administrador encarregado e indicasse a constituição da sua família e as propriedades que possuía adequadas a agricultura ou habitação.
Uma das principais fontes de impostos indiretos era a portoria, obtida em alfândegas e portagens sobre importações e exportações, inclusive entre províncias. Existiam também impostos especiais sobre o comércio de escravos. Um proprietário que libertasse um escravo pagava uma taxa de liberdade, calculada em 5% do seu valor (vicesima libertatis). Era ainda cobrado um imposto de 5% a todos os cidadãos romanos acima de determinadas posses que deixassem uma herança a outras pessoas que não a sua família próxima. Os impostos sobre bens do estado e 1% dos valores de leilão revertiam a favor do fundo de pensões militar. As reduzidas taxas de imposto permitiram à aristocracia romana acumular riqueza, a qual igualava ou excedia a receita do próprio governo central. Por vezes, um imperador repunha o tesouro do estado através da apreensão das propriedades dos imensamente ricos. A recusa no pagamento de impostos por parte dos mais abastados foi um dos factores que contribuiu para o colapso do império.

## Sociedade

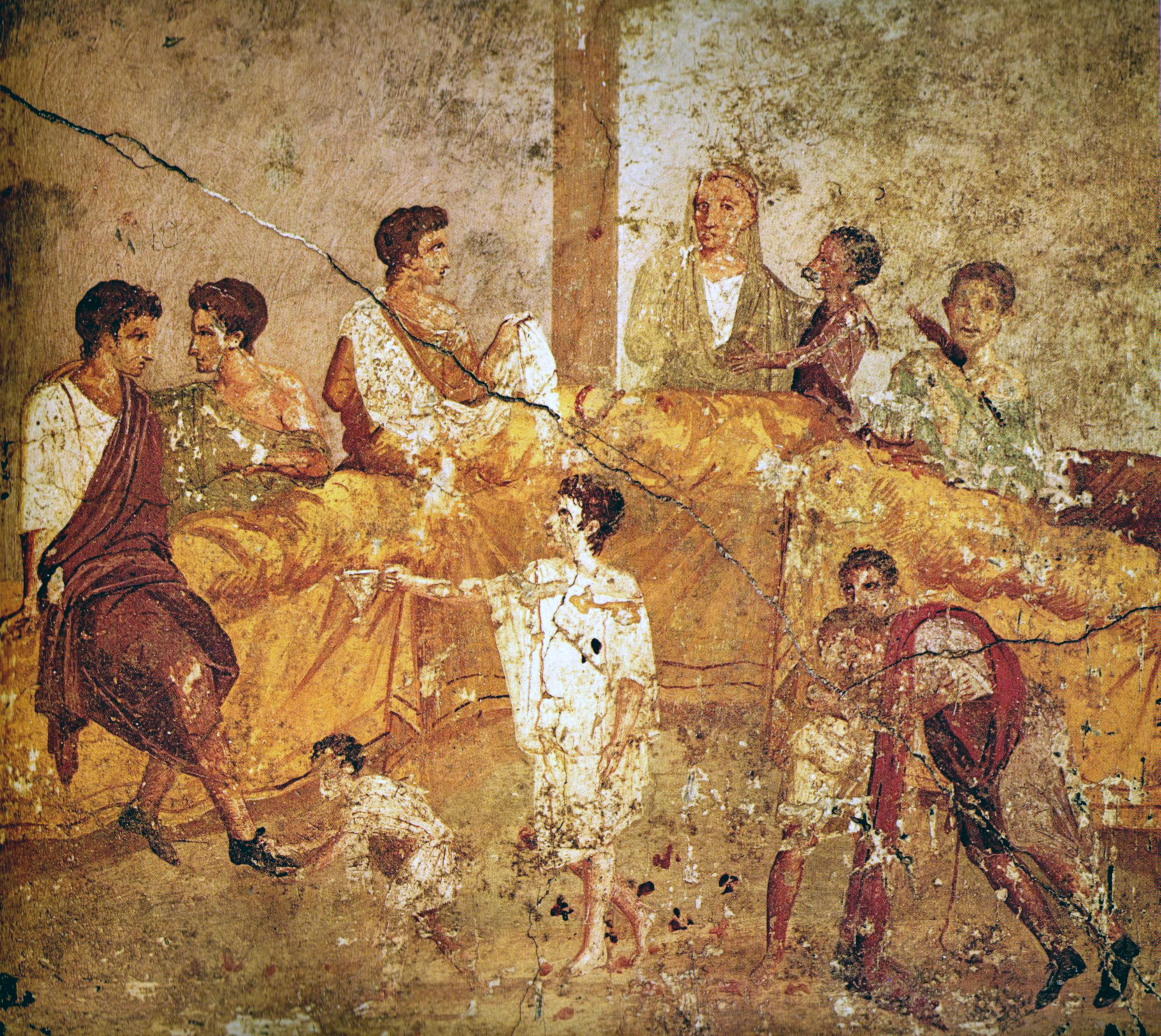
Banquete entre gerações, representado numa pintura mural de Pompeia,, hoje no Museu Arqueológico Nacional de Nápoles

O Império Romano era uma sociedade multicultural, com uma surpreendente capacidade de coesão, capaz de criar uma noção de identidade comum ao mesmo tempo que assimilou os mais diversos povos no seu sistema político. A preocupação romana em criar monumentos e espaços comunitários abertos ao público, como os fóruns, anfiteatros, circos ou as termas, ajudou a estabelecer o sentimento de romanidade. A sociedade romana possuía um sistema complexo de múltiplas hierarquias, que o conceito contemporâneo de classe social não define de forma precisa.
As duas décadas de guerra civil anteriores ao governo de Augusto deixaram a sociedade tradicional romana num estado de confusão e sobressalto. No entanto, a diluição da hierarquia rígida da república levou a uma cada vez maior mobilidade social entre os romanos, tanto ascendente como descendente, e mais expressiva do que em qualquer outra sociedade da Antiguidade documentada. As mulheres, os libertos e os escravos tinham agora oportunidades económicas e de exercício de influência através de meios que anteriormente lhes estavam vedados. A vida em sociedade do império, particularmente para os que tinham recursos limitados, foi ainda impulsionada pela proliferação de associações voluntárias e confrarias (collegia e sodalitates) formadas com diversas finalidades: guildas profissionais e comerciais, grupos de veteranos, associações religiosas, clubes gastronómicos e trupes artísticas. No governo de Nero não era invulgar encontrar um escravo que fosse mais rico do que um cidadão nascido livre, ou um equestre (eques) mais influente do que um senador.

### Cidadania
De acordo com o jurista Gaio, a principal distinção entre pessoas no direito romano dava-se entre cidadãos livres (liberi) e escravos (servi). O estatuto jurídico dos cidadãos livres podia ainda ser precisado de acordo com a sua cidadania. Durante o início do império, só um número limitado de homens é que tinha pleno direito à cidadania romana, a qual lhes permitia votar, candidatar-se a eleições e serem ordenados sacerdotes. A maior parte dos cidadãos tinha apenas direitos limitados, tendo, no entanto, direito a proteção jurídica e outros privilégios que eram vedados àqueles que não tinham cidadania. Os homens livres que viviam no interior do império, mas que não eram considerados cidadãos, tinham o estatuto de peregrinos (peregrini, ou não romanos). Em 212, através do Édito de Caracala, o imperador Caracala alargou o direito de cidadania a todos os habitantes do império, revogando todas as leis que distinguiam cidadãos de não cidadãos.

#### Escravos

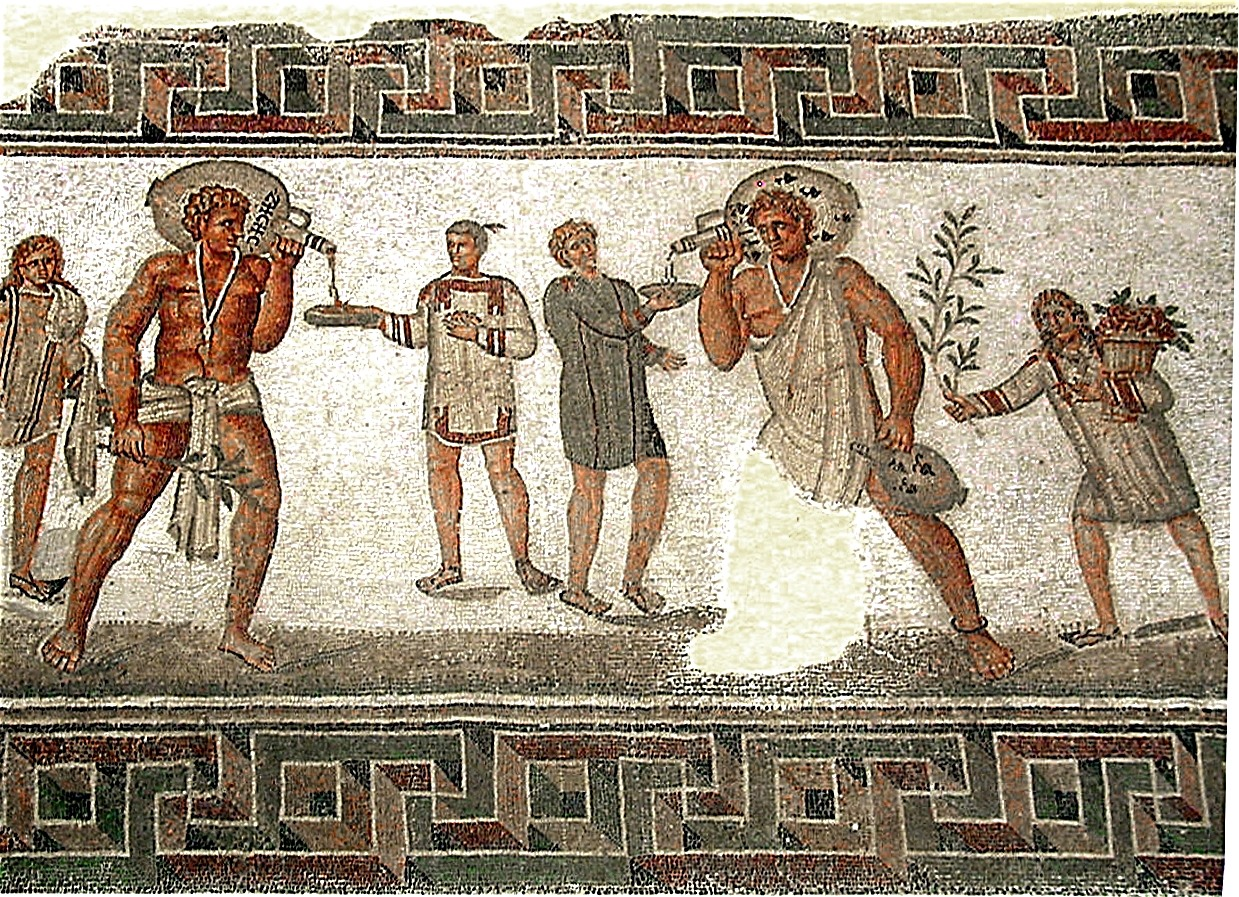
Mosaico de Duga, Tunísia (século II). Os dois escravos que carregam jarros de vinho ostentam o vestuário comum entre escravos e trazem ao pescoço um amuleto contra o mau-olhado. O rapaz da esquerda segura em água e toalhas e o da direita um ramo e um cesto de flores

Na época de Augusto, cerca de 35% dos habitantes da província de Itália eram escravos. A escravatura era uma instituição complexa e de utilidade económica que sustentava a estrutura social romana. A indústria e a agricultura dependiam da mão de obra escrava. Nas cidades, os escravos podiam exercer diversas profissões, entre as quais professores, médicos, cozinheiros e contabilistas, embora a maioria realizasse apenas tarefas pouco qualificadas. Fora de Itália, os escravos constituíam em média entre 10 a 20% da população. Embora a escravatura tenha diminuído nos séculos III e IV, permaneceu parte integrante da sociedade romana até ao século V, até desaparecer gradualmente ao longo dos séculos VI e VII, a par do declínio dos centros urbanos a da desintegração do complexo sistema económico que criava a procura.
A escravatura romana não tinha por base a discriminação racial. Durante a expansão republicana, período em que se deu a generalização da escravatura, a principal fonte de escravos eram prisioneiros de guerra das mais diversas etnias. A conquista da Grécia levou para Roma um grande número de escravos extremamente qualificados e instruídos. Os escravos podiam também ser vendidos em mercados e, ocasionalmente, por piratas. Entre outras fontes de escravos estavam o abandono infantil e a auto-escravização entre os mais pobres. Os vernas (vernae) eram escravos filhos de uma mãe escrava que tivessem nascido e crescido na casa dos seus proprietários. Embora não tivessem qualquer proteção jurídica particular, o dono que maltratasse ou não cuidasse dos seus vernas era malvisto pela sociedade, já que estes eram considerados parte da sua família, podendo até ser filhos dos homens livres da família.
A legislação sobre escravatura era bastante complexa. Perante a lei romana, os escravos eram considerados propriedade e não tinham personalidade jurídica. Um escravo podia ser sujeito a formas de castigo corporal vedadas a cidadãos, ser explorado sexualmente, torturado e executado sumariamente. Em termos jurídicos, um escravo não podia ser considerado violado, uma vez que a violação só podia ser exercida sobre pessoas livres; um violador de um escravo teria de ser acusado pelo dono por danos materiais. Os escravos não tinham direito a contrair matrimónio, embora por vezes fossem reconhecidas uniões e pudessem casar, no caso de ambos serem libertados. Tecnicamente, um escravo não podia possuir propriedade, embora um escravo que realizasse negócios pudesse ter acesso a um fundo ou conta individual (pecúlio; peculium), da qual podia dispor livremente. Os termos desta conta variavam em função da relação de confiança entre o proprietário e o escravo. Um escravo com aptidão para os negócios podia ter autonomia considerável para gerir empresas e outros escravos. Dentro de uma residência ou de uma oficina, era comum a existência de uma hierarquia entre escravos, em que um deles administrava os restantes. Os escravos bem-sucedidos tinham a possibilidade de acumular dinheiro suficiente para comprar a sua liberdade ou serem libertados pelos serviços prestados. A manumissão tornou-se tão frequente que, no século II a.C., uma lei limitou o número de escravos que um proprietário podia libertar.
No seguimento das Guerras Servis, a legislação tentou diminuir a ameaça de rebeliões de escravos limitando a dimensão dos grupos de trabalho e perseguindo os fugitivos. Com o decorrer dos séculos, os escravos foram ganhando cada vez maior proteção jurídica, incluindo o direito de apresentar queixa em relação aos amos. Um contrato de compra podia ter uma cláusula que determinasse que o escravo não podia ser destinado a prostituição, já que grande parte dos prostitutos e prostitutas eram escravos. O crescimento do comércio de escravos eunucos durante o fim do século I promoveu legislação que proibia a castração de um escravo contra a sua vontade.

#### Libertos
Ao contrário das cidades-estado gregas, Roma permitia que os escravos libertos se tornassem cidadãos, tendo inclusive direito ao voto. Um escravo que conseguisse a libertas era denominado um liberto (libertus; "pessoa liberta," fem. liberta) em relação ao seu antigo amo, o qual se tornava então o seu patrono (em latim: patronus). No entanto, as duas partes continuavam a ter obrigações habituais e jurídicas entre si. A classe social dos libertos era denominada libertinos (libertini), embora mais tarde os termos liberto e libertino (libertinus) fossem usados indistintamente. Um libertino não podia ocupar cargos na administração pública ou no sacerdócio de estado, embora pudesse exercer sacerdócio no culto imperial. Um liberto não podia também casar com uma mulher de uma família da ordem senatorial ou ele próprio fazer parte dessa ordem de forma legítima, embora durante o início do império os libertos ocupassem lugares cimeiros na administração.

### Ordens

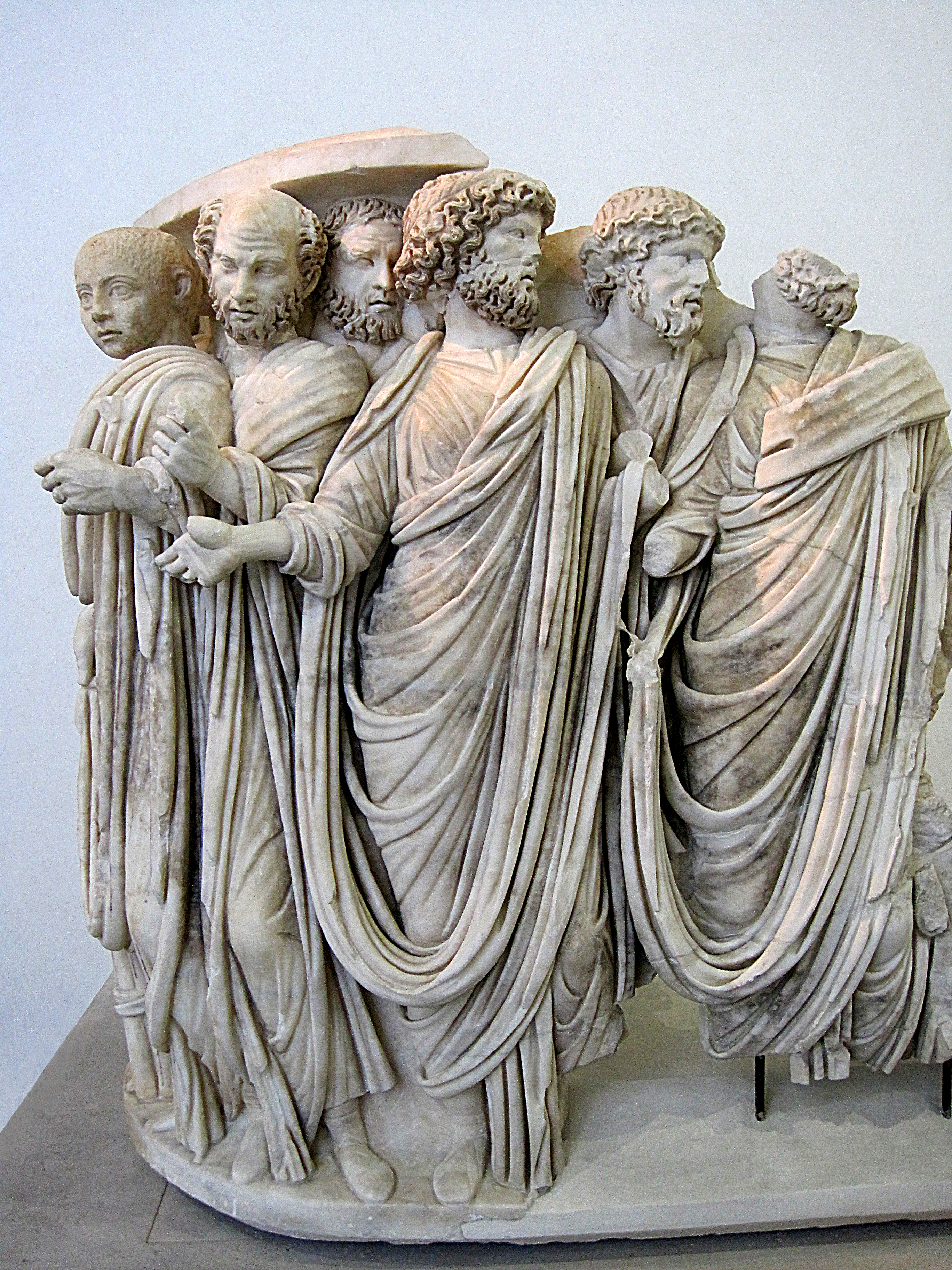
A elite da sociedade romana era constituída por duas ordens aristocráticas: a ordem senatorial (imagem) e a ordem equestre. Para exercer cargos políticos e administrativos era necessário pertencer a uma ordem

No contexto do Império Romano, uma ordem (ordo; pl. ordine) significa uma classe aristocrática. Uma das finalidades dos censos era determinar a ordem (ordo; pl. ordine) a que determinada pessoa pertencia. Em Roma, as duas ordens de maior estatuto eram a ordem senatorial (ordo senatorius) e a ordem equestre (ordo equester). Fora de Roma, os decuriões (ordo decurionum) representavam a aristocracia local. A posição de "senador" não era um cargo eletivo. Um cidadão era admitido no senado depois de ser eleito e servir durante pelo menos um mandato enquanto magistrado. Um senador deveria também ter uma riqueza de, no mínimo, um milhão de sestércios. Nem todos os homens que cumpriam os critérios para a ordem senatorial aceitavam um lugar no senado, o qual exigia domicílio em Roma. Dado que o senado compreendia 600 lugares, os imperadores muitas vezes preenchiam os assentos vagos por nomeação direta. O filho de um senador pertencia por direito à ordem senatorial, embora tivesse que se qualificar por mérito próprio para ser admitido no senado. Os senadores podiam ser expulsos por violar as normas de conduta moral; por exemplo, não podiam casar com uma mulher liberta ou lutar na arena. Na época de Nero, os senadores eram oriundos principalmente de Roma e de outras partes de Itália, sendo alguns da Península Ibérica e do sul de França. Durante o governo de Vespasiano começaram a ser acrescentados senadores das províncias orientais. Durante a dinastia severa, os itálicos eram já menos de metade do senado.
O cargo de senador correspondia à máxima posição de prestígio e ao culminar do percurso político (curso público). No entanto, os membros da ordem equestre em muitos casos possuíam maior riqueza e poder. A admissão à ordem tinha como critério a riqueza e posses de uma pessoa, a qual se qualificava mediante uma avaliação censitária de 400 mil sestércios e pelo menos três gerações de nascimentos livres. Os eques progrediam ao longo de uma carreira militar (tres militiae) com o intuito de virem a ser prefeitos e procuradores no quadro da administração imperial.
A integração nas ordens de homens das províncias revela a mobilidade social existente nos primeiros três séculos do império. A aristocracia romana baseava-se na competição e, ao contrário da posterior nobreza europeia, uma família romana não podia manter o seu estatuto apenas através da herança de títulos ou terras. A admissão às ordens de topo trazia consigo não só privilégios e prestígio, mas também uma série de responsabilidades. A manutenção do estatuto exigia despesas pessoais avultadas, uma vez que o financiamento de obras públicas, eventos e serviços das cidades romanas dependia dos seus cidadãos mais proeminentes e não dos impostos coletados, os quais se destinavam principalmente a financiar o exército.

### Mulheres

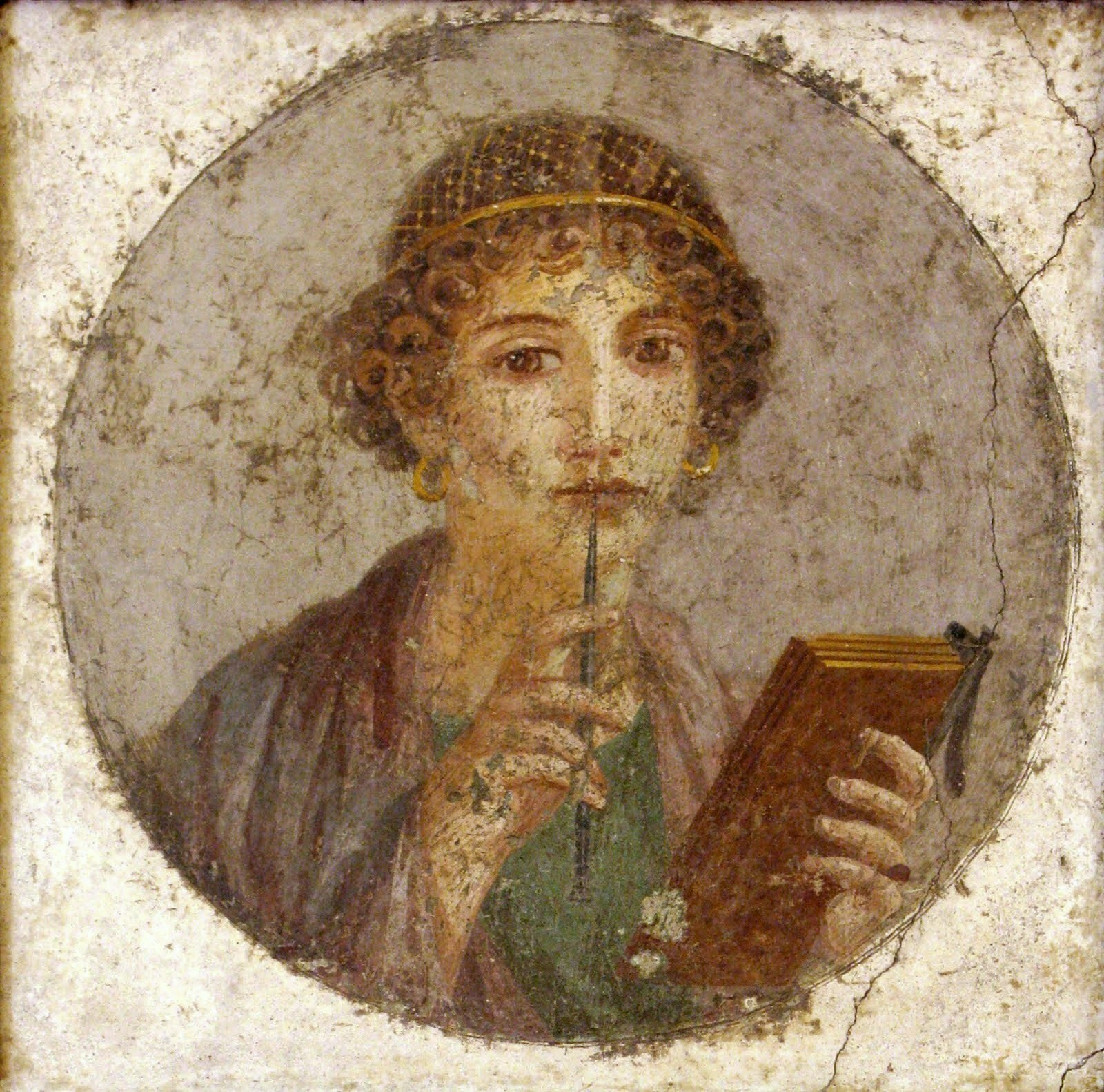
A mulher romana tinha bastante independência em comparação com outras culturas da antiguidade, tendo direito a possuir e gerir propriedade sem subordinação jurídica ao marido

Ao longo da república e durante o império, as mulheres romanas livres eram consideradas cidadãs, embora não pudessem votar, ocupar cargos políticos ou servir no exército. A mulher romana conservava o apelido de solteira ao longo da vida. Na maior parte das vezes, os filhos escolhiam receber o apelido do pai, embora no período imperial pudessem também manter o apelido da mãe. A mulher romana podia possuir propriedade, realizar contratos e concretizar negócios, incluindo manufatura, transportes e empréstimos bancários. Era comum haver mulheres que financiavam obras públicas, o que indica que muitas delas possuíam ou administravam fortunas consideráveis. As mulheres tinham os mesmos direitos que os homens em relação a heranças, caso o pai morresse sem deixar um testamento. O direito a possuir e gerir propriedade, incluindo os termos do seu próprio testamento, proporcionavam à mulher romana uma enorme influência sobre os filhos, mesmo em adultos.

### Casamento
A forma arcaica de casamento cum manum, pelo qual a mulher era sujeita à autoridade do marido, caiu em desuso durante o período imperial. Uma mulher romana que casasse continuava a ser proprietária dos bens que levava para o casamento. Tecnicamente, mesmo após a mudança para a residência do marido, continuava ainda sob a autoridade do pai, e só quando o pai morria é que se emancipava em termos legais. Este princípio demonstra o relativo grau de independência das mulheres romanas em comparação com outras culturas da antiguidade e até à idade moderna. Embora tivesse que responder perante o pai em assuntos jurídicos, a mulher romana era livre para gerir a vida quotidiana e o marido não tinha qualquer poder jurídico sobre ela. Embora fosse motivo de orgulho social ter casado apenas uma vez, o estigma social em relação ao divórcio ou ao segundo casamento era praticamente inexistente.

## Economia
A economia do Império Romano tinha por base uma rede de economias regionais, na qual o Estado intervinha e regulava o comércio de forma a assegurar as suas próprias receitas. A conquista de território permitiu a reorganização em larga escala do uso da terra, o que proporcionou a produção de excedentes agrícolas e uma progressiva divisão do trabalho, em particular no norte de África. Algumas cidades afirmavam-se como grandes centros regionais de determinada indústria ou atividade comercial e a escala das edificações em áreas urbanas indica uma indústria de construção plenamente desenvolvida. Os papiros revelam métodos de contabilidade complexos que sugerem elementos de racionalismo económico numa economia bastante monetizada. Durante os séculos I e II as redes de estradas e transportes expandiram-se significativamente, ligando com rapidez as economias regionais. O crescimento económico, embora não seja comparável às economias modernas, foi superior à maioria das sociedades anteriores à industrialização.

### Moeda e banca
|  | 1 áureo de ouro = 25 denários        |
|  | 1 denário de prata = 4 sestércios    |
|  | 1 sestércio de cobre-zinco = 4 asses |
|  | 1 dupôndio de bronze = 2 asses       |
|  | 1 asse de bronze = 4 quadrantes      |

A economia do Império Romano era universalmente monetizada. A normalização do dinheiro e das formas de pagamento em todo o império impulsionou o comércio e a integração económica das províncias. Até ao século IV, a unidade monetária básica era o sestércio, embora no início da dinastia severa também fosse usado o denário de prata, que valia quatro sestércios. A moeda de circulação corrente de menor valor era o asse de bronze, que valia um quarto de sestércio. Os lingotes não eram considerados moeda e eram usados apenas em negócios nas regiões fronteiriças. Os romanos dos séculos I e II contavam as moedas, em vez de as pesar, o que indica que o valor da moeda era atribuído em função do seu valor fiduciário, e não do valor do metal.
Roma não tinha banco central, pelo que a regulação do sistema bancário era mínima. As reservas dos bancos da Antiguidade Clássica geralmente eram inferiores ao total dos depósitos dos clientes. A maior parte dos bancos só tinha uma agência, embora alguns dos maiores tivessem até quinze balcões. Banqueiros comerciais denominados argentários (argentarius) recebiam e mantinham os depósitos durante um prazo indefinido ou a termo, realizando empréstimos a terceiros. O detentor de um débito podia usá-lo como forma de pagamento, transferindo-o para outra parte e sem haver troca de dinheiro. O sistema bancário romano estava presente em todas as regiões do império e possibilitava a troca de verbas avultadas em qualquer parte sem a necessidade de transferência física de moedas, o que diminuía o risco associado ao transporte. Ao longo de toda a história do império, só se tem conhecimento da existência de uma crise de crédito, ocorrida em 33 d.C., durante a qual o governo central interveio no mercado com um resgate bancário (mensas; mensae) de 100 milhões de sestércios.
O governo central não pedia dinheiro emprestado: perante a inexistência de dívida pública, o défice tinha que ser financiado a partir de reservas monetárias. Durante a crise do terceiro século, a diminuição do comércio de longa distância, a interrupção da mineração e a transferência de valores para o exterior por parte dos invasores reduziram significativamente o dinheiro em circulação. Os imperadores das dinastias antonina e severa desvalorizaram drasticamente a moeda, particularmente o denário, devido à pressão com o pagamento de salários aos militares. A súbita inflação durante o reinado de Cómodo (r. 180–192) colocou em risco o mercado de crédito. Embora a moeda romana tivesse sempre tido valor fiduciário, durante o reinado de Aureliano (r. 270–275) a crise económica atingiu o seu auge, fazendo com que os banqueiros perdessem a confiança no dinheiro emitido pelo governo central. Apesar de Diocleciano (r. 286–305) ter aplicado diversas reformas monetárias e ter introduzido o soldo de ouro, o mercado de crédito nunca recuperou o vigor anterior.

### Transportes e comunicações

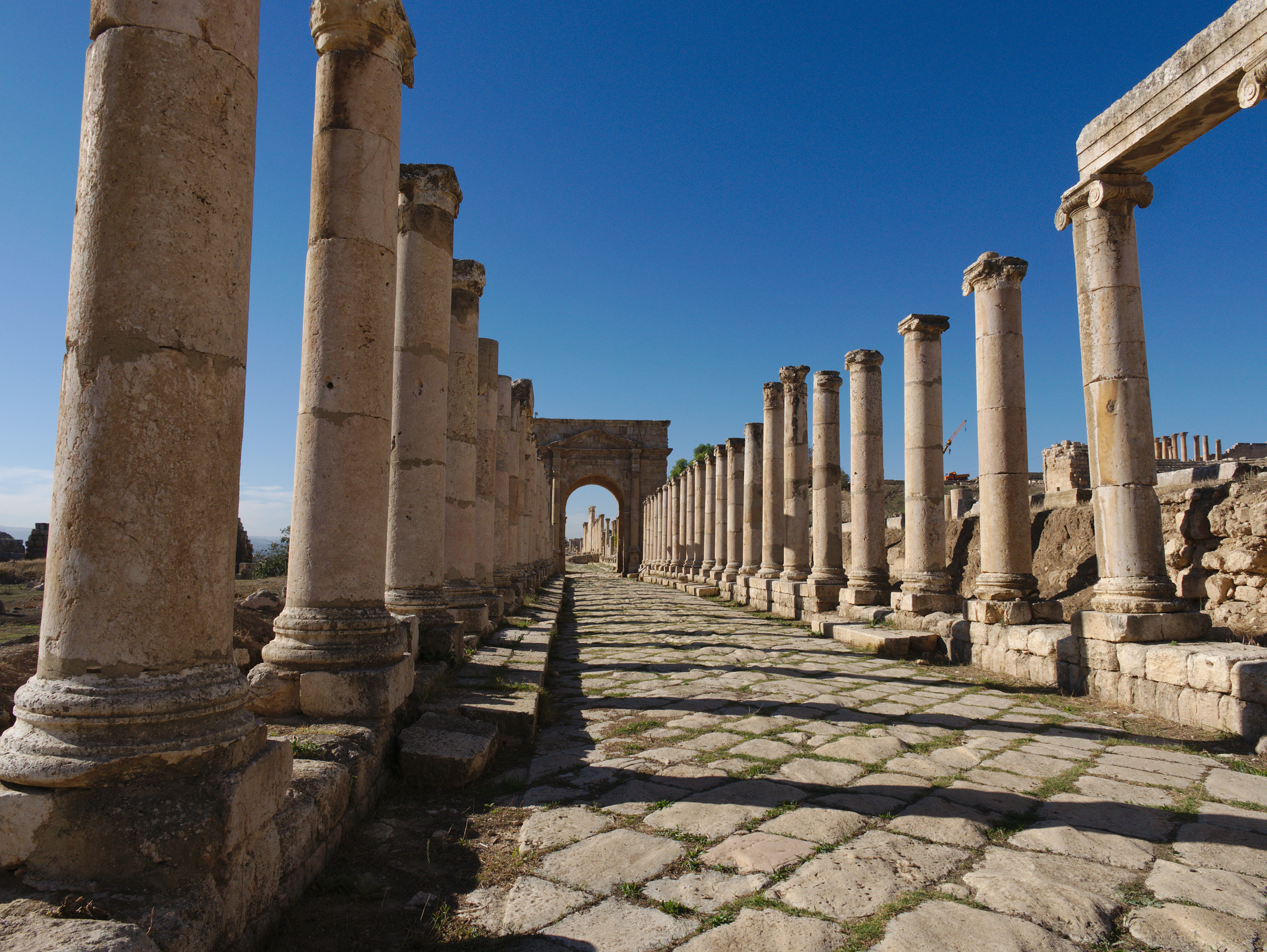
Estrada romana na entrada da cidade de Gérasa. A rede de estradas do império prolongava-se por 400 mil quilómetros. Muitas das estradas eram servidas por áreas de serviço a cada doze milhas

Os romanos privilegiavam o transporte de mercadorias por via marítima ou fluvial, uma vez que o transporte por terra era mais difícil. O Império Romano circundava o Mediterrâneo, o qual denominavam Mare Nostrum ("nosso mar"). As embarcações à vela romanas navegavam não só o Mediterrâneo, como todos os principais rios do império, entre os quais o Guadalquivir, o Ebro, o Ródano, o Reno, o Tibre e o Nilo.
O transporte por via terrestre fazia uso de uma rede complexa e avançada de estradas romanas. Os impostos em género pagos pelas comunidades locais exigiam a deslocação frequente de funcionários administrativos, animais e veículos do curso público – o sistema estatal de correios e transportes implementado por Augusto. A primeira via foi criada em 312 a.C. por Ápio Cláudio Cego, para ligar Roma à cidade de Cápua: a Via Ápia. À medida que o império se expandiu, a administração adaptou o mesmo esquema nas províncias. No seu apogeu, a rede viária romana chegou a ter 400 mil quilómetros de estradas, 80 500 quilómetros das quais pavimentadas.
A cada sete ou doze milhas romanas situava-se uma mansão (mansio), uma estação de serviço destinada ao curso público e funcionários do governo e mantida pelo estado. Entre os funcionários destes postos estavam condutores, secretários, ferreiros, um veterinário e alguns carteiros e polícias militares. A distância entre as mansões era determinada pela distância que uma carroça podia percorrer ao longo de um dia e algumas podiam crescer até se tornarem pequenas vilas ou entrepostos comerciais. Para além das mansões, algumas tabernas ofereciam alojamento, restauração, rações animais e, eventualmente, serviços de prostituição. Os animais de tração mais comuns eram as mulas, as quais viajavam a uma velocidade de quatro milhas por hora. Para ter uma ideia do tempo de comunicação, um mensageiro precisava de nove dias para viajar entre Roma e Mogoncíaco, na província da Germânia Superior. As estradas estavam balizadas por marcos miliários (miliaria) colocados em intervalos de cerca de mil passos (1 480 metros). 

### Trabalho e profissões

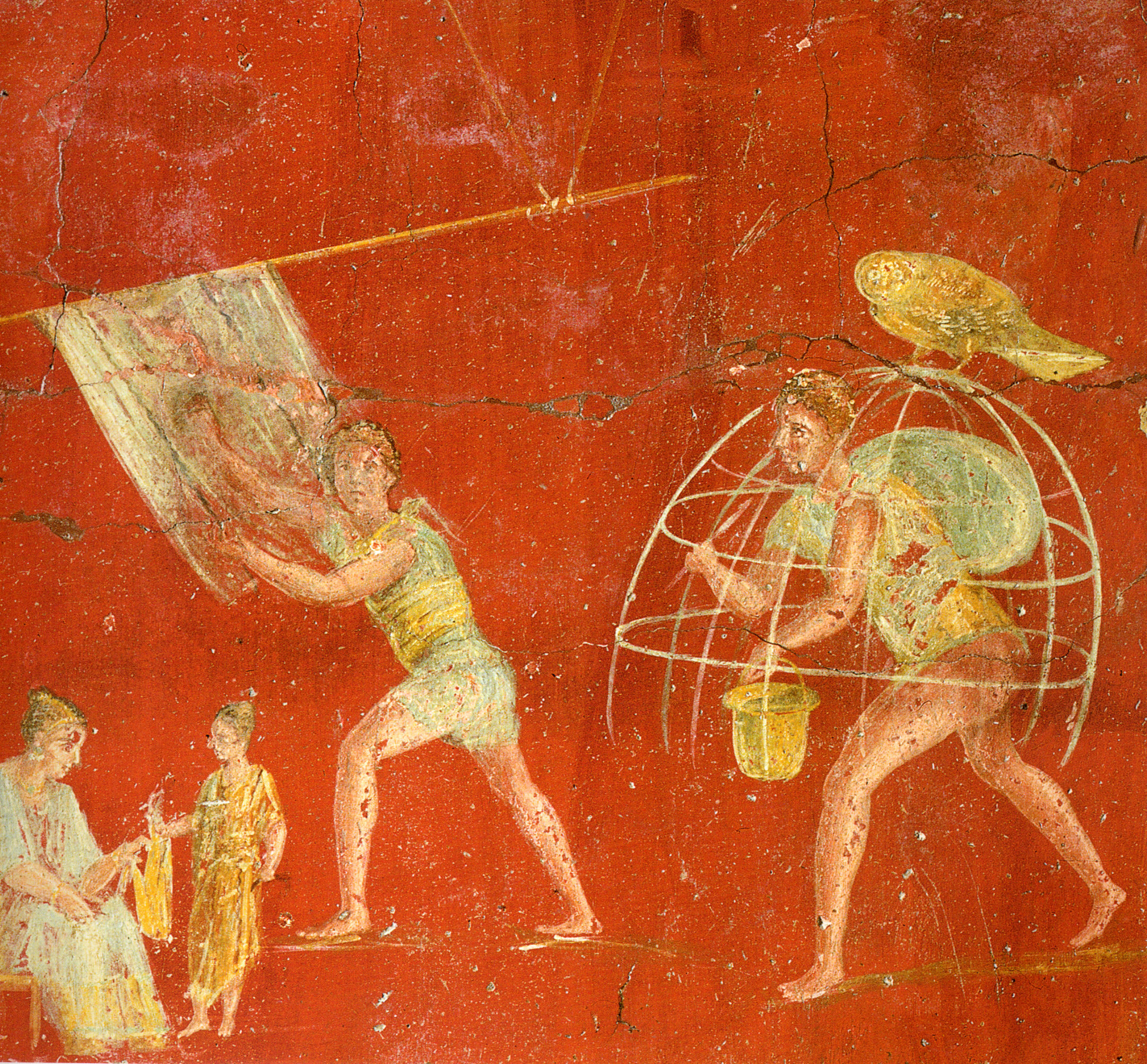
Trabalhadores de uma tinturaria têxtil, uma das principais fontes de emprego do império. Muitos trabalhadores estavam inscritos em associações profissionais denominadas collegia

As inscrições registam 268 profissões diferentes na cidade de Roma e 85 em Pompeia. Existiam associações profissionais (collegia) para as mais diversas profissões, como as de pescadores (piscatores), mercadores de sal (salinadores; salinatores), comerciantes de azeite (olivários; olivarii), artistas (escênicos; scaenici), comerciantes de gado (pecuários; pecuarii), ourives (aurífices; aurifices), condutores (asinários [asinarii] ou muliões [muliones]) e pedreiros (lapidários; lapidarii).
A produção têxtil era uma das principais fontes de emprego. Os tecidos e o vestuário pronto-a-vestir eram duas das principais mercadorias de troca entre as províncias. O vestuário de melhor qualidade era exportado por homens de negócios (negociadores [negotiatores] ou mercadores [mercatores]), os quais eram muitas vezes residentes abastados dos centros de produção. O pronto-a-vestir podia ser vendido por intermédio de vendedores (vestiários; vestiarii) ou mercadores itinerantes. Os produtores têxteis geriam muitas vezes pequenos negócios, empregando aprendizes, trabalhadores livres assalariados e escravos. Tanto os fiadores (fulões; fullones) como os tintureiros (coloradores; coloratores) tinham as suas próprias guildas. Os centonários (centonarii) eram trabalhadores especializados na produção têxtil e na reciclagem de tecidos em retalhos.
O trabalho realizado pelos escravos dividia-se em cinco categorias: doméstico, para o qual os epitáfios registam pelo menos 55 profissões; serviço público ou imperial; ofícios urbanos; agricultura e mineração. Os condenados realizavam grande parte do trabalho das minas e pedreiras, nas quais as condições eram notoriamente violentas. Na prática, existia pouca divisão de trabalho entre os escravos e os homens livres e grande parte dos trabalhadores do império eram analfabetos e não qualificados. A maior parte dos trabalhadores não qualificados estava empregada na agricultura. No sistema de produção agrícola em Itália, os trabalhadores eram sobretudo escravos, embora nas restantes províncias a sua percentagem fosse muito inferior em relação a outros trabalhadores dependentes.

### Comércio

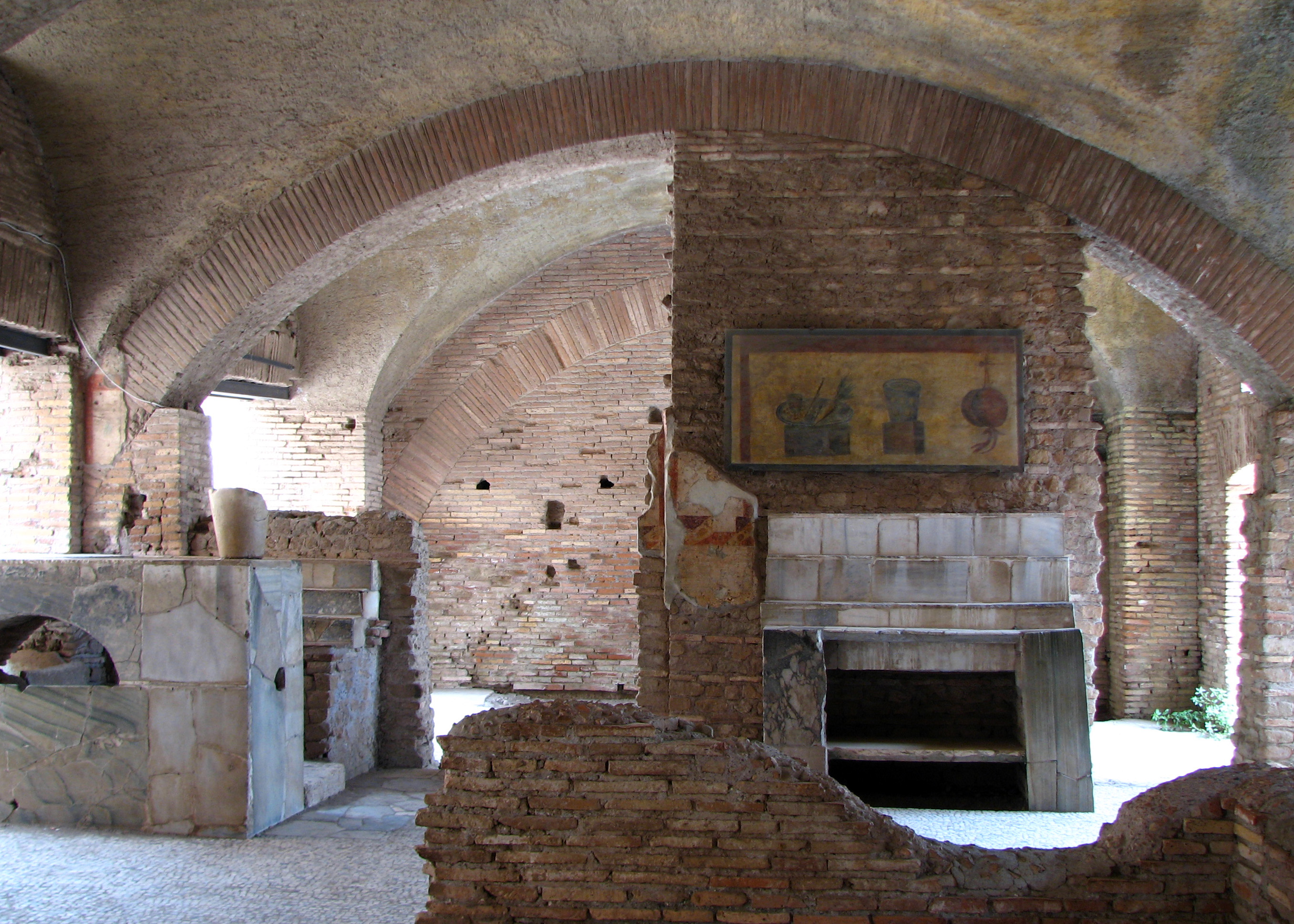
Taberna onde se serviam refeições, na cidade de Óstia Antiga. No painel por cima do balcão estão representados ovos, azeitonas, frutas e rabanetes.

Embora grande parte das trocas comerciais se realizassem entre as diversas províncias do império, as rotas comerciais estendiam-se muito para além das fronteiras do império, chegando a regiões tão remotas como a China e a Índia O comércio com a China era realizado principalmente através de intermediários ao longo da Rota da Seda, enquanto que as trocas comerciais com a Índia eram também realizadas por via marítima, a partir dos portos egípcios no mar Vermelho. A principal mercadoria transacionada eram os cereais, sendo também comercializados outros alimentos, como o azeite e o garo (molho de peixe), escravos, minério, utensílios de metal, tecidos, fibras naturais, madeira, olaria, artefactos de vidro, mármore, papiro, especiarias, plantas medicinais, marfim, pérolas e pedras preciosas.
Embora a maior parte das províncias fosse capaz de produzir vinho, os romanos tinham preferência por determinadas regiões e castas, o que levou a que o vinho se tornasse num dos principais produtos comercializados. A escassez de vinho era rara. Os principais fornecedores de vinho da cidade de Roma eram a costa ocidental da península Itálica, o sul da Gália, a região Tarraconense e Creta. Alexandria, a segunda maior cidade, importava vinho de Lataquia na Síria e do mar Egeu. A nível de retalho, o vinho era vendido a copo ou a granel em tabernas ou lojas próprias (vinaria), consumido no local ou transportado, variando o preço em função da qualidade e proveniência.

### Agricultura

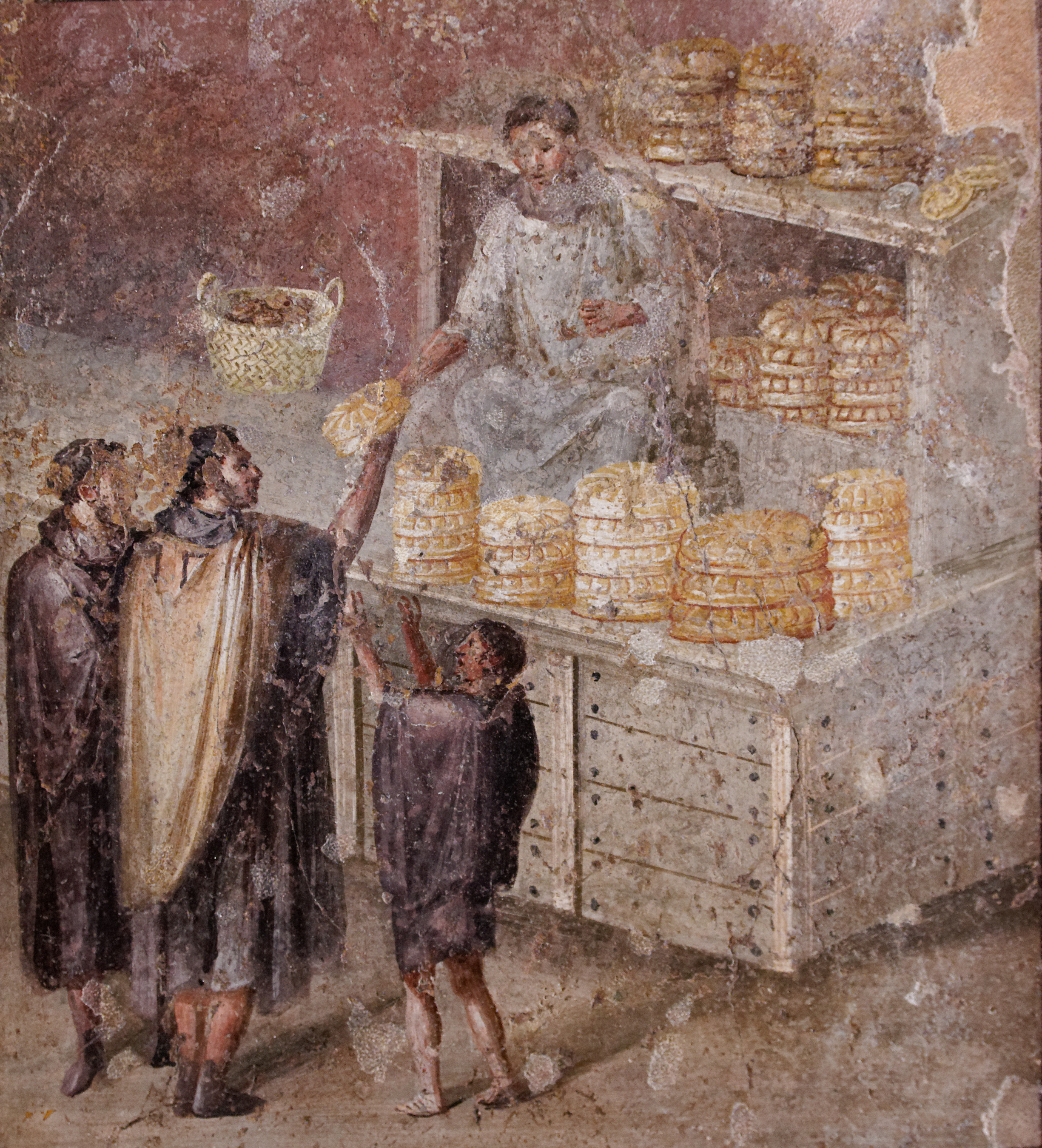
Banca de venda de pão, representada numa pintura mural de Pompeia

O governo central tinha um papel interventivo no fomento da produção agrícola. A produção de alimentos tinha a máxima prioridade na organização do território. As quintas de maior dimensão (latifúndios) alcançaram uma economia de escala tal que eram capazes de suster a vida urbana e a divisão do trabalho própria de economias avançadas. Os pequenos produtores eram beneficiados com a criação de mercados locais em cidades e centros de comércio. Em praticamente todo o território imperial se praticavam diversas técnicas agrícolas avançadas, como a rotação de culturas ou a selecção artificial, e era comum a introdução de novas espécies entre províncias, como a ervilha e o repolho na Britânia.
A manutenção do fornecimento sustentado de alimentos para a cidade de Roma tornou-se um dos principais tópicos de discussão política no fim da República, época em que o Estado implementou um subsídio pago em cereais (anona; annona) a todos os cidadãos que se registassem para tal. Este subsídio era atribuído a 200-250 mil homens adultos em Roma e correspondia a 33 quilos por mês, o que totalizava 100 mil toneladas de trigo, proveniente principalmente da Sicília, norte de África e Egito. O subsídio tinha um custo de pelo menos 15% da receita fiscal do estado, mas melhorou significativamente as condições económicas e familiares entre as classes mais desfavorecidas, o que favoreceu também as classes mais abastadas ao impulsionar o consumo de vinho e azeite produzido nas grandes propriedades agrícolas. O subsídio de cereais tinha também um valor simbólico: não só afirmava o papel do imperador enquanto benfeitor universal, como o direito de todos os cidadãos a ter uma parte do lucro do processo de conquista. O anonna, os equipamentos públicos e os espetáculos de entretenimento mitigavam as de outra forma precárias condições de vida das classes desfavorecidas e minimizavam a agitação social. No entanto, o humorista Juvenal via a política de panem et circenses como símbolo da ausência de liberdade política na república.

### Mineração e metalurgia

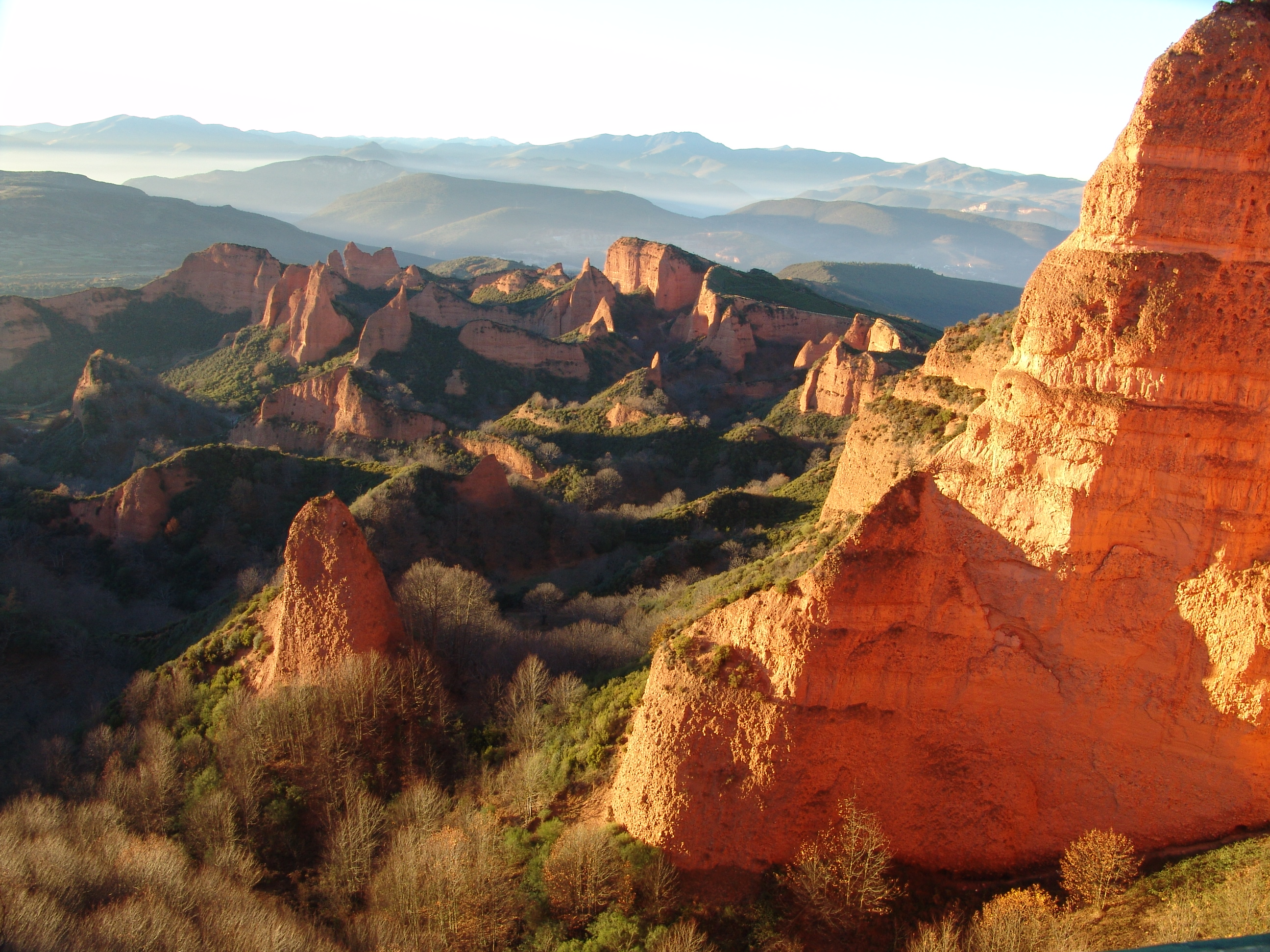
Relevo resultante da técnica de mineração ruina montium, em Las Médulas, Hispânia, uma das mais importantes minas de ouro do império

Estima-se que em todo o império fossem extraídas anualmente 82 500 toneladas de ferro, 15 mil toneladas de cobre, 80 mil toneladas de chumbo, 9 toneladas de ouro e 200 toneladas de prata, valores que só seriam igualados durante a Revolução Industrial. As principais regiões mineiras do império eram a Hispânia (ouro, prata, cobre, estanho e chumbo), a Gália (ouro, prata, ferro); a Britânia (ferro, chumbo, estanho), as províncias do Danúbio (ouro, ferro), a Macedónia e a Trácia (ouro, prata), e a Ásia Menor (ouro, prata, ferro, estanho). A mineração em grande escala ocorreu entre o reinado de Augusto e o início do século III, período em que a instabilidade do império afetou a produção.
Parte do processo de extração era mecanizada, utilizando a energia de azenhas para serrar pedra, fragmentar minério ou drenar as minas. Os romanos introduziram um sistema sofisticado de copelação para separar o ouro e a prata de outros metais, embora tenha sido a invenção e aplicação da mineração hidráulica que permitiu a extração a uma escala sem precedentes. O combustível mais utilizado nas fundições era o carvão vegetal, embora em algumas regiões fosse extraído carvão mineral em grande quantidade. No entanto, a contribuição mais significativa dos romanos para a metalurgia foi a introdução da produção em massa. O principal método para a produção em série de objetos metálicos era a moldagem, na qual a forma pretendida era esculpida em madeira, cera ou metal e depois pressionada contra um molde de cerâmica, no qual era introduzido o metal em fusão.

## Religião

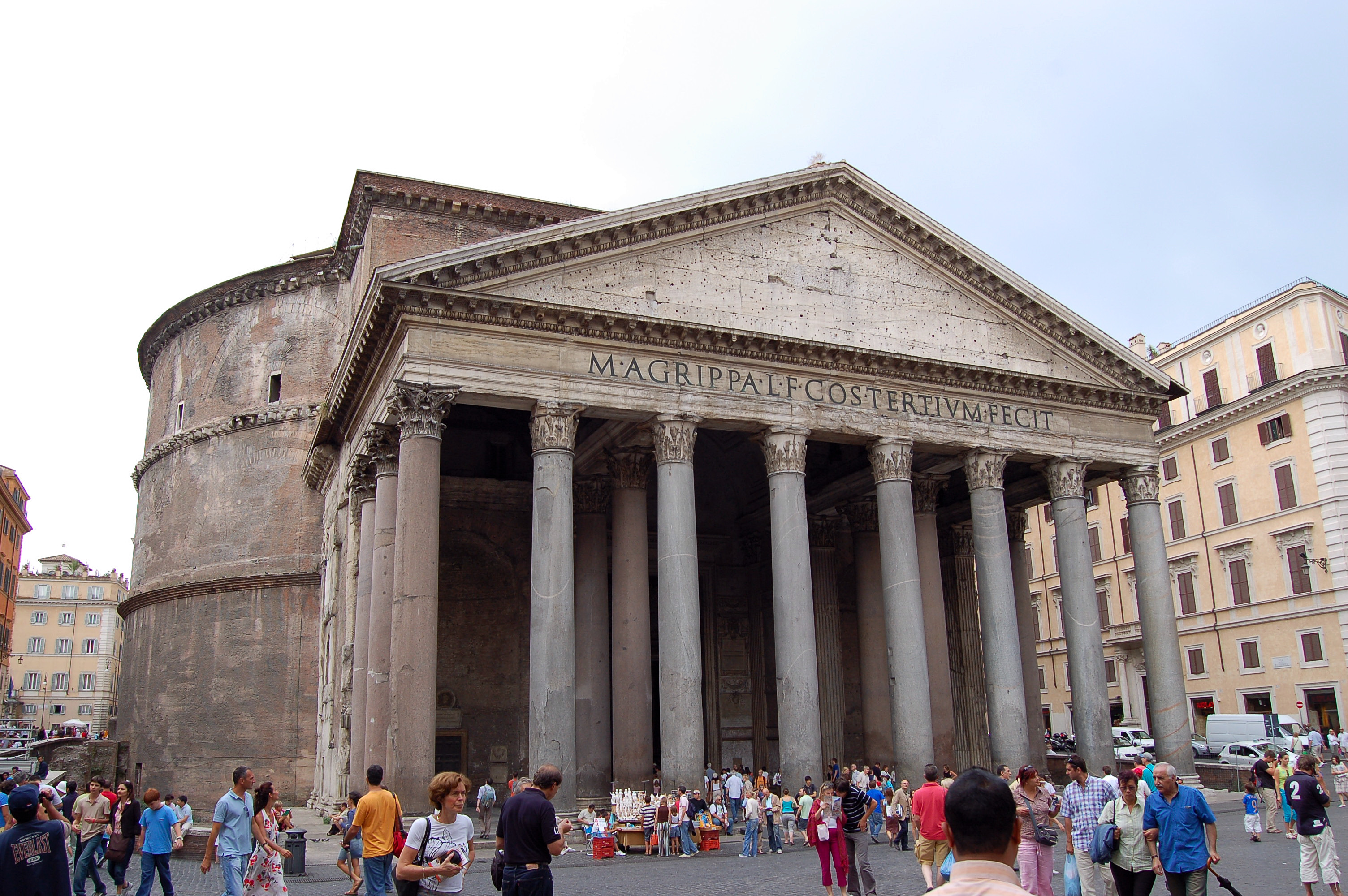
Panteão, templo de todos os deuses, em Roma

Após a crise republicana e a transição para o império, a religião do estado adaptou-se de forma a apoiar o novo regime. Augusto implementou um vasto programa de revivalismo e reformas religiosas. Os votos públicos, que anteriormente pediam às divindades a segurança da república, passaram a ser vocacionados para o bem-estar do imperador. O culto da personalidade vulgarizou novamente as práticas de veneração dos ancestrais e do génio – a divindade tutelar de cada indivíduo. Era possível ao próprio imperador tornar-se ainda em vida uma divindade de estado mediante uma votação no senado. O culto imperial, influenciado pela religião helenística, tornou-se uma das principais formas de Roma anunciar a sua presença nas províncias, cultivando em toda a extensão do império a lealdade e partilha da mesma identidade cultural.

### A religião romana

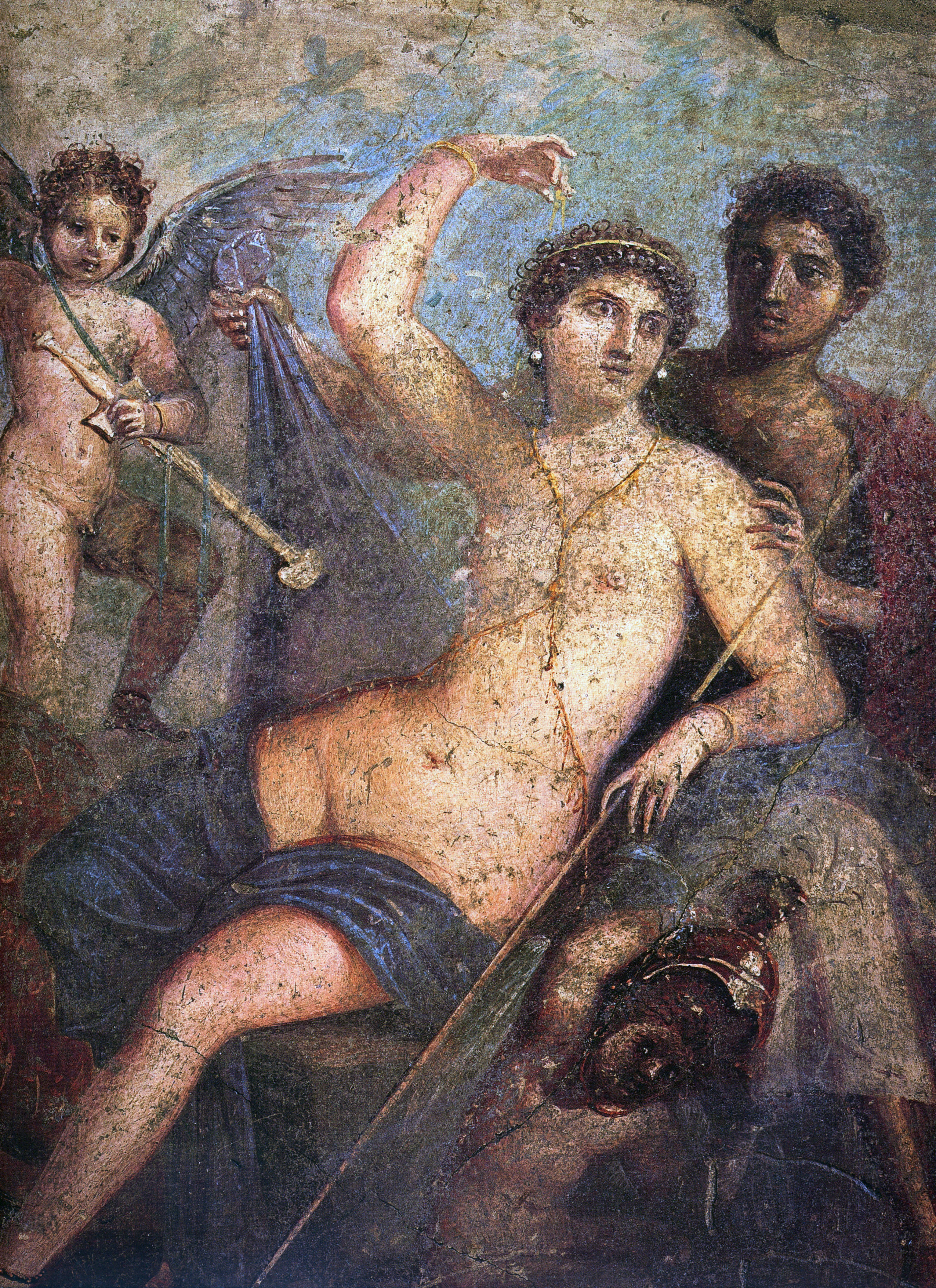
Fresco de Vénus e Marte em Pompeia. Os romanos prestavam culto a um grande número de divindades, assimilando também os cultos autóctones das territórios conquistados

A religião na Roma Antiga engloba não só as práticas e crenças que os romanos viam como suas, mas também os diversos cultos importados para Roma e os cultos praticados nas províncias. Os romanos viam a si próprios como profundamente religiosos, atribuindo a sua prosperidade económica e militar à boa relação com os deuses (pax deorum). A religião arcaica, que se acredita ter sido instituída pelos primeiros reis de Roma, ofereceu os fundamentos do mos maiorum, ou "tradição", o código social basilar na identidade romana. Não existia qualquer princípio análogo à separação Igreja-Estado e os lugares de sacerdote na religião do Estado eram preenchidos pelas mesmas pessoas que ocupavam lugares na administração pública. Durante o período imperial, o pontífice máximo era o próprio imperador.
A religião romana era prática e contratual, baseada no princípio do do ut es ("dou-te aquilo que possas oferecer"). A religião tinha como princípios o conhecimento e a prática correta da oração, dos rituais e do sacrifício, e não a fé ou dogmas. Para o cidadão comum, a religião era parte do quotidiano. A maioria das residências possuía um altar doméstico, no qual se realizavam as orações diárias e se ofereciam libações. As cidades eram pontuadas por altares de bairro e locais considerados sagrados, como nascentes de água e cavernas, e era comum que as pessoas fizessem um voto ou oferecessem alguns frutos quando passavam por um local de culto. O calendário romano era organizado em função das comemorações religiosas. Durante o período imperial, havia 135 dias do ano dedicados a festividades religiosas e jogos (ludi).
Uma das características da religião romana é o grande número de divindades a que prestavam culto e a reverência em paralelo de divindades romanas com divindades locais. A política de conquista romana consistia na assimilação de divindades e cultos dos povos conquistados, e não na sua erradicação. Roma promovia a estabilidade entre os diversos povos através do apoio às diferentes heranças religiosas, construindo templos destinados a divindades locais que enquadravam as práticas autóctones na hierarquia da religião romana. No apogeu do império, eram adoradas em Roma divindades internacionais, cujo culto tinha sido difundido para as mais remotas províncias, entre elas Cibele, Ísis, Epona e os deuses do monismo solar, como Mitra e Sol Invicto.
As religiões de mistérios, que ofereciam aos iniciados salvação após a morte, eram praticadas de forma complementar aos rituais familiares e à participação na religião pública. No entanto, os mistérios envolviam secretismo e juramentos exclusivos, que os conservadores romanos viam com desconfiança e como elementos característicos de magia, conspiração e atividade subversiva. Foram feitas diversas tentativas para suprimir seitas que aparentavam ameaçar a unidade e moral tradicionais, algumas delas de forma violenta. Na Gália foram feitas várias tentativas para controlar o poder dos druidas, inicialmente através da proibição dos cidadãos romanos em pertencer à ordem e depois através da proibição completa do druidismo. No entanto, as próprias tradições celtas foram reinterpretadas no contexto da teologia imperial, dando origem a uma nova religião galo-romana.

### Cristianização

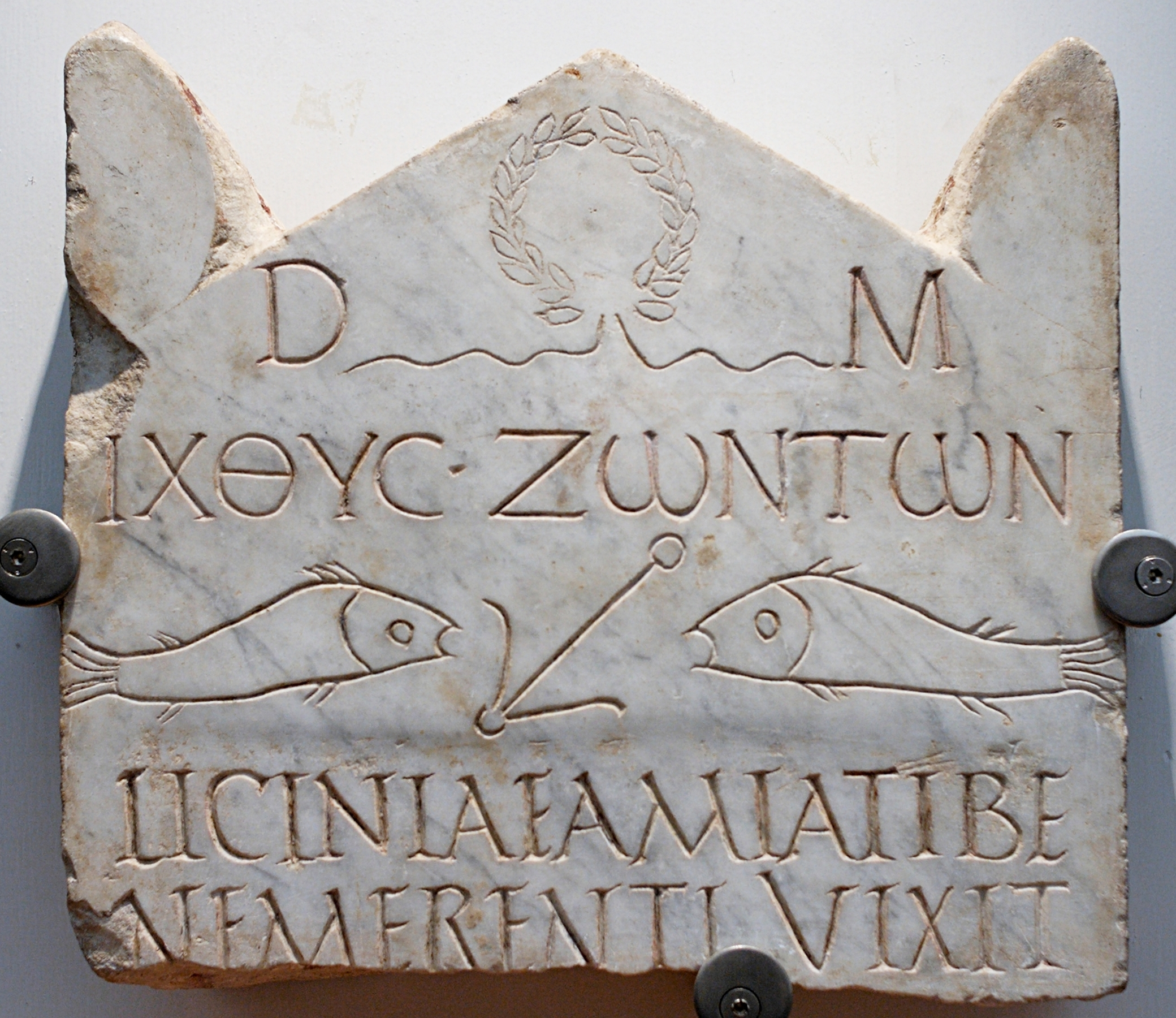
Esta estela funerária do século III está entre as mais antigas inscrições cristãs, escrita simultâneamente em grego e latim. A abreviatura "D.M." no topo refere-se a Di Manes, os espíritos tradicionais romanos da morte, mas é acompanhada pelo símbolo cristão

O rigor monoteísta do judaísmo colocava dificuldades à política de tolerância religiosa romana. A religião judaica, ao contrário da cristã, era considerada legítima (religio licita). No entanto, quando os conflitos políticos e religiosos se tornaram irreconciliáveis surgiram várias revoltas entre judeus e romanos. O cerco de Jerusalém, em 70, esteve na origem do saque ao templo da cidade e da dispersão do poder político judaico. O cristianismo surgiu na província da Judeia no século I d.C. enquanto seita religiosa judaica, tendo o papa Lino, no ano 76 importante papel nesse período. A religião expandiu-se gradualmente até Jerusalém, estabelecendo inicialmente centros importantes em Antioquia e Alexandria, e a partir daí por todo o império. As perseguições oficiais foram muito poucas e esporádicas e a maior parte dos martírios ocorreu por iniciativa de autoridades locais.
Durante o início do século IV, Constantino tornou-se o primeiro imperador a converter-se ao cristianismo, dando início a uma era de hegemonia cristã. O imperador Juliano realizou uma breve tentativa de reavivar as religiões tradicionais e de reafirmar o estatuto especial do judaísmo. No entanto, em 391 e durante o governo de Teodósio, o cristianismo tornou-se a religião oficial do império, excluindo todas as outras. A partir do século II, os Padres da Igreja começaram a condenar as restantes práticas religiosas, denominando-as coletivamente por "pagãs". Ao mesmo tempo, foram rejeitados apelos à tolerância religiosa por parte de tradicionalistas e o monoteísmo cristão tornou-se uma das características do domínio imperial. Todos os hereges e não cristãos estavam sujeitos a ser perseguidos ou excluídos da vida pública. No entanto, as práticas cristãs foram influenciadas por grande parte da hierarquia religiosa romana e por muitos aspetos dos rituais romanos, e muitas destas práticas sobrevivem ainda através de festivais e tradições locais cristãs.

## Cultura
A rede de cidades ao longo do território imperial (colónias, municípios, cividades ou, no termo grego, pólis) era um elemento de coesão que fomentava a Pax Romana. Os romanos dos séculos I e II eram encorajados pela propaganda imperial a respeitar e usufruir dos valores do tempo de paz. Até mesmo o polemista Tertuliano declarou que o mundo do século II era mais ordeiro e culto do que em épocas anteriores: "Por todo o lado existem casas, por todo o lado existem pessoas, por todo o lado a res publica, a causa do povo, por todo o lado existe vida." Muitas das características associadas à cultura imperial, como o culto público, jogos e festividades, competições para artistas, oradores e atletas, assim como a grande maioria da arte e dos edifícios públicos, eram financiados por privados, cujas despesas em benefício da comunidade ajudavam a justificar o seu poder económico e privilégios jurídicos e provinciais. O declínio das cidades e da vida cívica no século IV, quando as classes abastadas já não eram capazes de financiar a obra pública, foi um dos sinais da dissolução iminente do império.

### A vida nas cidades
Na Antiguidade clássica, as cidades eram vistas como territórios que fomentavam a civilização se fossem adequadamente desenhadas, ordenadas e adornadas. O planeamento das cidades romanas e o estilo de vida urbano foram influenciados pela civilização grega de períodos anteriores. Na parte oriental do império, o domínio romano veio acelerar o desenvolvimento de cidades que já de si tinham um acentuado carácter helenístico. Algumas cidades, como Atenas, Afrodísias, Éfeso e Gérasa, modificaram alguns aspetos da arquitetura e planeamento urbano em conformidade com os cânones imperiais, embora exprimindo também a sua identidade individual e proeminência regional. Nas áreas mais ocidentais do império, habitadas por povos de línguas celtas, Roma encorajou o desenvolvimento de centros urbanos planificados, dotados de templos, fóruns, fontes monumentais e anfiteatros. Estas novas cidades eram muitas vezes projetadas nas proximidades ou no próprio local de assentamentos muralhados preexistentes (ópidos). A urbanização no norte de África expandiu as cidades gregas e púnicas ao longo da costa.
Augusto levou a cabo uma vasto programa de construção em Roma que serviu de modelo para as restantes cidades do império, financiando obras de arte pública que expressavam a nova ideologia imperial e reorganizando a cidade em bairros (vicos; vici) administrados a nível local, com serviço de polícia e bombeiros. Um dos focos de arquitetura monumental foi o Campo de Marte, uma área descoberta nos arredores do centro que anteriormente estava destinada a desportos equestres e exercício físico dos jovens. Foram aí construídos o Altar da Paz (Ara Pacis) e o obelisco de Montecitório, importado do Egito, o qual formava o ponteiro (gnómon) de um monumental relógio solar. Dotado de jardins públicos, o Campo de Marte tornou-se uma das principais atrações de Roma.
Os romanos foram pioneiros na engenharia e construção de sofisticadas infraestruturas como canalizações, aquedutos, estradas e pontes. As obras estenderam-se por todo o império, o que foi possibilitado em grande parte pela extensa rede viária. Além do saneamento básico, as infraestruturas incluíam equipamentos como termas, fóruns, teatros, anfiteatros e monumentos. Os aquedutos construídos em todo o império abasteciam as explorações agrícolas e as cidades com água potável. O escoamento era geralmente com superfície livre, apresentando uma inclinação mínima para que a água pudesse correr, e eram edificados em alvenaria. O atravessamento de vales era feito sobre estruturas em arcaria. Contavam ainda com a ajuda de bombas hidráulicas. As águas residuais eram recolhidas numa sofisticada rede de esgotos, de que é exemplo a cloaca Máxima, em Roma, uma das mais antigas redes de esgotos do mundo, construída em Roma nos finais do século VI a.C., iniciada por Tarquínio Prisco, que usufruía da experiência desenvolvida pela engenharia etrusca para drenar os esgotos para o rio Tibre. O funcionamento da cloaca Máxima e outras redes de esgotos romanas, como a de Eboraco (actual cidade inglesa Iorque) prosseguiu durante bastante tempo após a queda do Império Romano.

#### Habitações

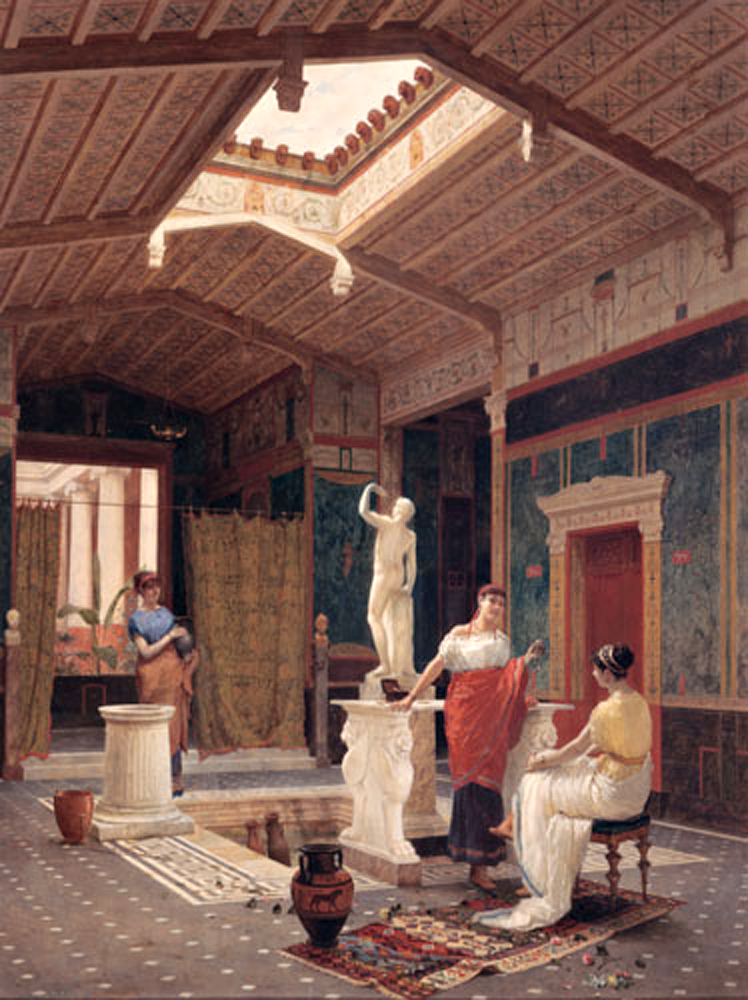
Reconstituição do interior de uma domus em Pompeia. As domūs eram moradias de famílias abastadas, geralmente com os interiores profusamente decorados

Na cidade de Roma, a maior parte da população residia em edifícios de apartamentos de vários pisos (ínsulas), os quais ofereciam muito pouca segurança em relação a incêndios. Os equipamentos públicos, como as termas (em latim: termae), sanitários (latrinae) e fontanários de água potável, assim como o entretenimento de massas, destinavam-se principalmente ao cidadão comum que residia nas ínsulas.
As famílias abastadas de Roma geralmente possuíam duas ou mais habitações: uma moradia urbana (domus, plural domūs) e pelo menos uma casa de campo (vila) na província. A domus era uma moradia unifamiliar privada que podia incluir termas privadas. Embora em alguns dos bairros de Roma houvesse uma grande concentração de moradias abastadas, as classes superiores não viviam em enclaves segregados e pretendiam que as suas casas fossem visíveis e acessíveis à população. O átrio (atrium) era o espaço de recepção, no qual o chefe de família (pater familias) recebia clientes e visitas todas as manhãs, desde amigos igualmente abastados até dependentes carenciados que recebiam esmola. Era também palco dos rituais religiosos das famílias, no qual estavam presentes altares e imagens dos respetivos ancestrais. As habitações urbanas situavam-se geralmente em caminhos públicos movimentados, pelo que os rés-do-chão voltados para a rua eram muitas vezes arrendados para lojas (tabernas; tabernae). Para além de uma pequena horta, que nas insulas podia ser substituída por floreiras, as domūs tinham geralmente um jardim formal enquadrado por um peristilo.
Por outro lado, a vila correspondia a uma evasão do alvoroço urbano, retratada na literatura enquanto símbolo de um estilo de vida que equilibra o apreço pela arte e cultura (otium) com o apreço pela natureza e o ciclo agrícola. As vilas situavam-se geralmente em centros de produção agrícola ou em regiões balneares ao longo da costa. Idealmente, teriam uma vista sobre a região envolvente, cuidadosamente enquadrada pelo desenho arquitetónico. O interior das habitações era muitas vezes decorado com pinturas de jardins, fontes, paisagens, motivos vegetalistas, e animais, em particular aves e espécies marinhas, as quais eram retratadas com tal precisão que os arqueólogos contemporâneos conseguem por vezes identificar as espécies.

#### Termas

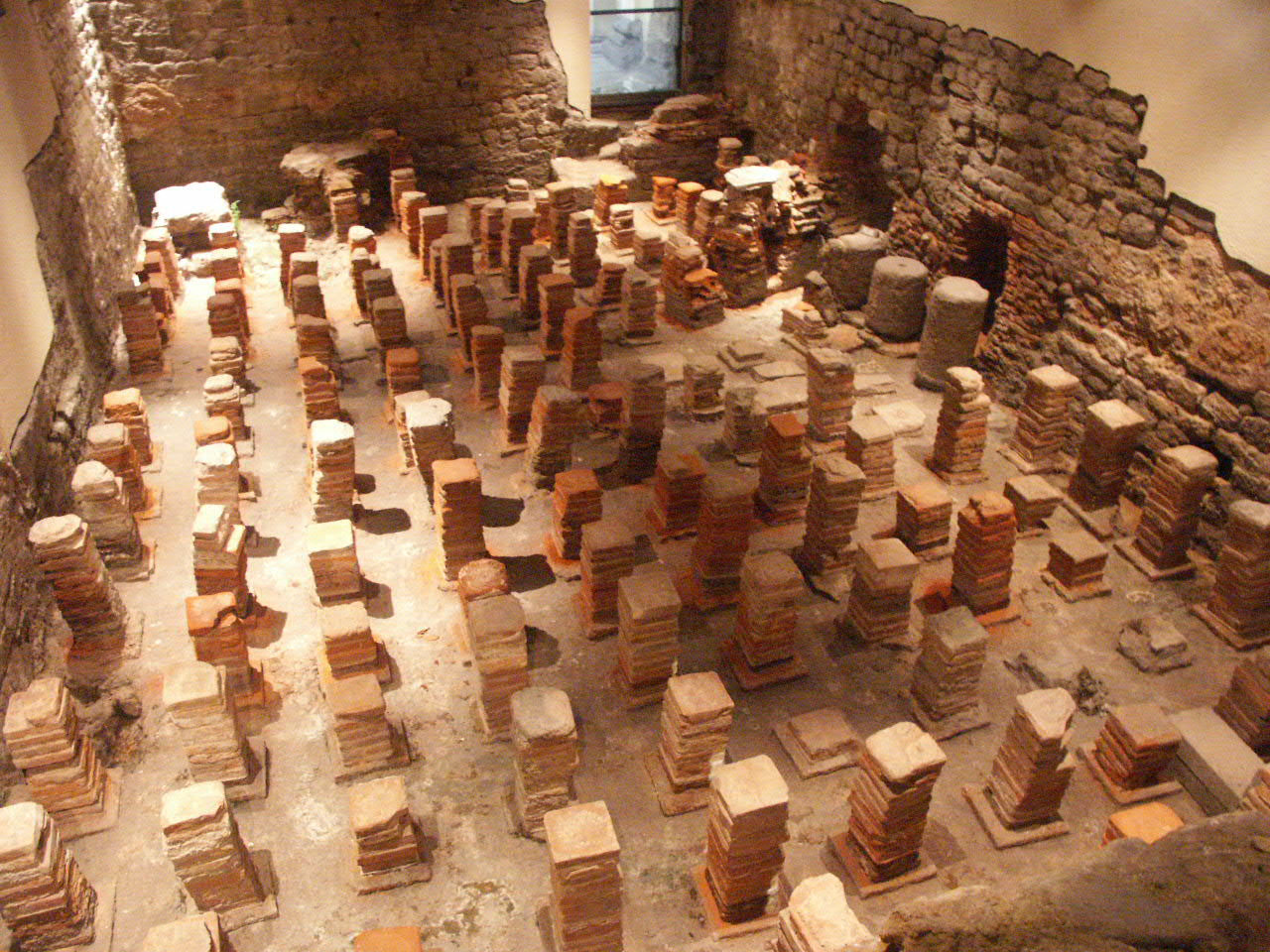
As termas romanas eram aquecidas por hipocausto (imagem), um sistema em que o ar quente circulava entre pilares, aquecendo a piscina por cima

As termas públicas tinham função higiénica, social e cultural. Os banhos públicos eram o foco de socialização quotidiana após o dia de trabalho, ao fim da tarde antes do jantar, e estavam abertas tanto a homens como a mulheres. A tradição termal está relacionada com o culto à deusa grega Hígia (equivalente romana: Salus) e Panaceia, filhas de Esculápio, deusas da saúde e limpeza, e com as recomendações da medicina hipocrática. As mais antigas termas romanas conhecidas datam do século V a.C. em Delos e Olímpia, embora as mais conhecidas sejam as termas de Caracala. O desenvolvimento dos aquedutos permitiu a construção generalizada em todo o território imperial de termas (thermae: grandes complexos termais públicos) e balneários (balneae: termas de pequena dimensão, públicas ou privadas).
As termas romanas dispunham de serviços que asseguravam a higiene corporal e a hidroterapia. As diferentes salas ofereciam banhos comunitários em três temperaturas diferentes, os quais podiam ser complementados por diversos serviços, como salas de exercício e treino, sauna, spa de exfoliação (no qual a pele era massajada com óleos, removidos com um estrígil), campo de jogos ou ainda uma piscina exterior. As termas eram aquecidas por hipocausto: o pavimento estava assente sobre condutas nas quais circulava ar quente. Embora algumas termas oferecessem instalações segregadas para homens e mulheres, o banho nu misto entre sexos era relativamente comum. As termas públicas faziam parte da cultura urbana por todas as províncias, embora a partir do fim do século IV as termas comunitárias tenham começado a dar lugar aos banhos privados. Os cristãos eram aconselhados a frequentar as termas por razões higiénicas e de saúde, e não por prazer, embora fossem também aconselhados a não frequentar os jogos públicos, os quais estavam integrados nos festivais religiosos que consideravam "pagãos".

### Educação
A educação tradicional romana era moral e prática. As histórias sobre as grandes personalidades, ou lições sobre fracassos individuais, destinavam-se a incutir nos jovens os valores romanos (mores maiorum). Era esperado dos pais e da família que agissem como modelo comportamental e que os pais com uma profissão passassem aos filhos esse conhecimento, os quais se podiam depois tornar aprendizes. As elites urbanas de todo o império partilhavam uma cultura literária imbuída de ideais de educação gregos (paideia). Muitas cidades gregas financiavam escolas superiores e, para além da literacia e numeracia, o currículo incluía também música e desporto. Atenas era o destino de muitos jovens romanos que aí procuravam as mais reputadas escolas de retórica e filosofia no império. Por norma, todas as filhas de membros das ordens equestre e senatorial recebiam instrução. O nível de qualificação variava, desde aristocratas cultas até mulheres formadas para serem caligrafistas ou escribas. A poesia augustiniana enaltece o ideal da mulher instruída, culta, independente e versada em arte, e uma mulher com qualificações elevadas representava uma mais-valia para qualquer família que tivesse ambições sociais.

#### Ensino

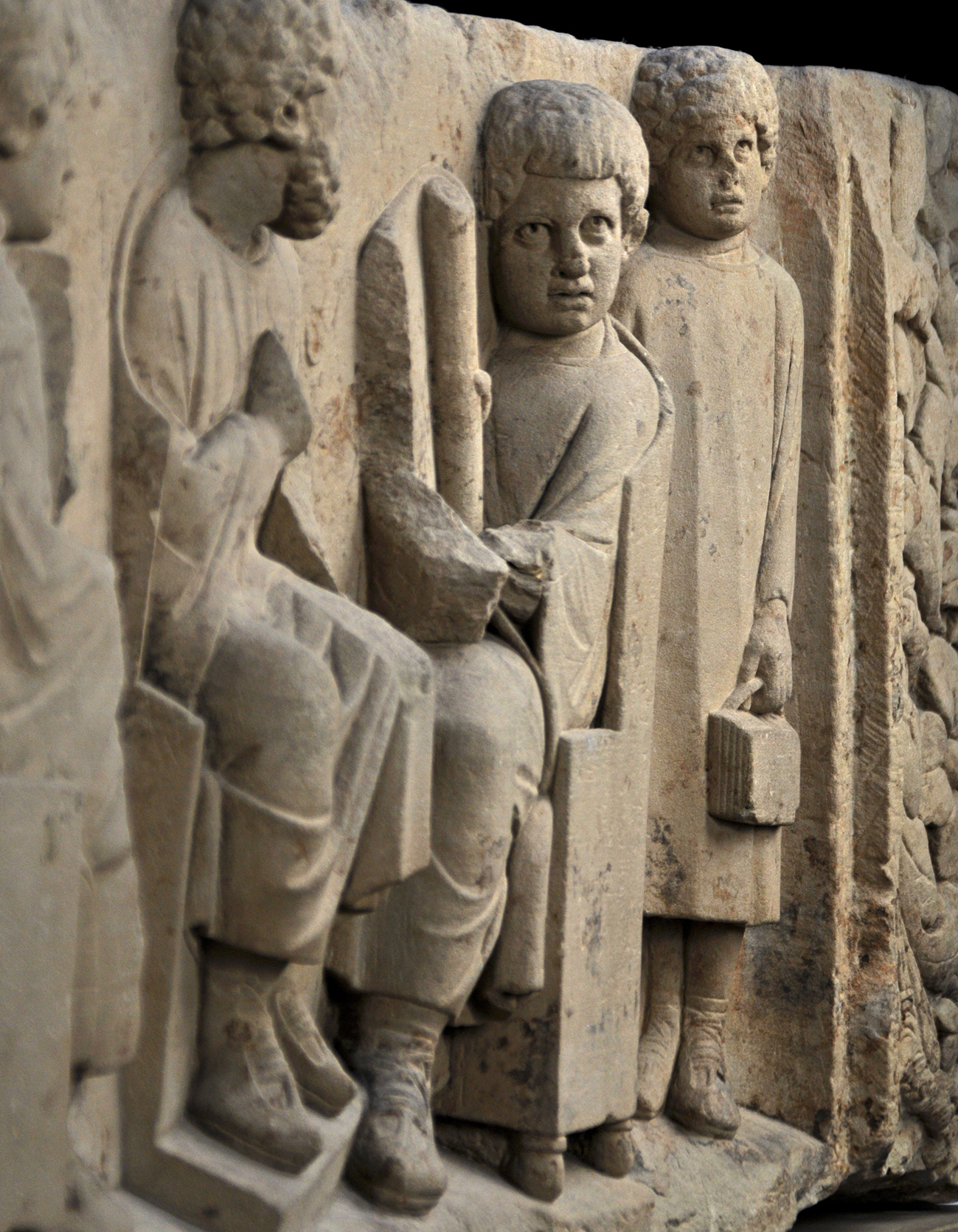
Professor com dois alunos e um terceiro, em pé, que segura um lóculo, uma mala na qual se guardava canetas, um frasco de tinta e uma esponja para corrigir erros.

O ensino formal era acessível apenas às famílias que o podiam pagar. As crianças mais privilegiadas podiam ter aulas em casa com um pedagogo particular. As crianças mais novas eram ensinadas por um pedagogo (pedagogus), geralmente um escravo ou antigo escravo grego. O pedagogo era responsável pela segurança das crianças, ensinava-lhes autodisciplina e noções de comportamento em público e ministrava aulas de leitura, escrita e aritmética. As restantes crianças frequentavam uma escola particular dirigida por um mestre (ludi magister), financiada através de mensalidades dos vários pais. O número de escolas foi aumentando gradualmente durante o império, criando mais e melhores oportunidades de educação. As aulas podiam ser realizadas regularmente num espaço próprio arrendado ou em qualquer espaço público disponível, mesmo que no exterior. O ensino primário era ministrado a crianças entre os 7 e 12 anos de idade e as turmas não eram separadas nem por anos nem por sexos.
Aos 14 anos, os homens das classes mais abastadas realizavam o ritual de passagem para a idade adulta. A partir desta idade começavam a receber formação no sentido de vir a desempenhar um eventual cargo de liderança política, religiosa ou militar, formação essa que geralmente era dada por um membro mais velho ou amigo da família. O ensino secundário era ministrado por gramáticos (grammatici) ou reitores (rhetores). Os gramáticos ensinavam principalmente literatura grega e latina, complementada por explicações do texto que serviam de pretexto para ensinar história, geografia, filosofia e matemática. Após o reinado de Augusto, os autores latinos passaram também a fazer parte do currículo. O reitor era um professor de oratória e retórica. A arte de bem falar (ars dicendi) era extremamente valorizada enquanto indicador de superioridade social e intelectual, e a eloquência (eloquentia) era considerada o elemento agregador de qualquer sociedade civilizada. A educação superior proporcionava oportunidades de progressão na carreira, sobretudo para os membros da ordem equestre. A eloquência e a cultura eram consideradas características fundamentais dos homens cultivados e dignas de recompensa.

#### Literacia

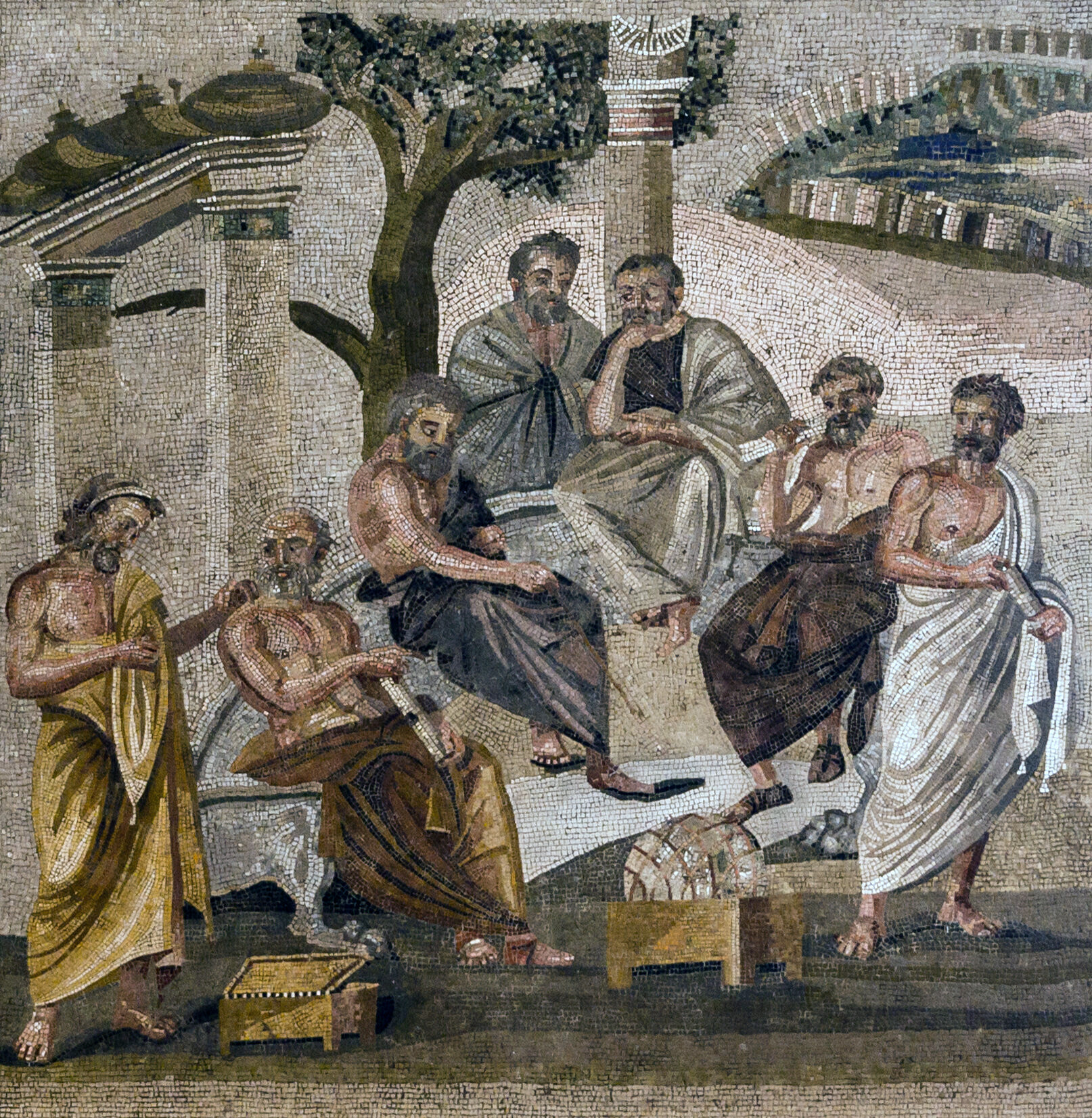
Mosaico de Pompeia no qual se representa a Academia de Platão. Era em Atenas que se encontravam as mais reputadas escolas de retórica e filosofia do império

Em latim, iliterado (illiteratus) podia significar tanto uma pessoa que era incapaz de ler ou escrever como uma sem consciência cultural ou sofisticação. As estimativas apontam para uma taxa de alfabetização média do império entre 5 e 30% ou mais, dependendo da definição de alfabetização. A obsessão romana com documentos e inscrições públicas é um indicador do valor que a escrita tinha na sociedade. A burocracia romana dependia da capacidade de ler e escrever e tanto as leis como os editais eram afixados em locais públicos. O governo colocava à disposição dos romanos iliterados escribas (scriba) capazes de ler ou redigir documentos oficiais. A administração militar produzia uma quantidade assinalável de registos e relatórios escritos, e a literacia entre o exército era bastante elevada. Qualquer forma de comércio exigia também um mínimo de conhecimento de cálculo matemático. Havia também uma quantidade assinalável de escravos instruídos, alguns bastante letrados.
Entre os séculos I e III houve um aumento significativo de público literário e, embora continuasse a ser uma minoria entre a população, já não estava restrito a uma elite sofisticada. Isto levou ao aparecimento de literatura de consumo, destinada ao entretenimento das massas e reflexo da mobilidade social existente no período imperial. Os livros ilustrados, inclusive os eróticos, eram bastante populares. As obras literárias eram lidas com frequência em jantares ou entre grupos de leitura. No entanto, a literacia entrou abruptamente em declínio durante a crise do terceiro século. Durante os séculos V e VI, a capacidade de ler tornou-se cada vez mais escassa, mesmo entre os que faziam parte da hierarquia da Igreja.

### Recreação e espetáculos
Durante o governo de Augusto, os espetáculos públicos ocupavam 77 dias do ano, número que por volta do reinado de Marco Aurélio ascendia a 135. Um dos principais eventos dos festivais religiosos romanos era a realização de jogos (ludi), sobretudo corridas de cavalos e bigas. No plural, ludi refere-se quase sempre a jogos com espectadores em grande escala. O singular latino ludus ("jogo, desporto, treino") tinha uma grande amplitude de significados, desde jogos de palavras, atuação teatral, jogos de tabuleiro, escola primária e até mesmo as escolas de treino de gladiadores, como o Ludo Magno, o maior destes campos em Roma.

#### Jogos de arena

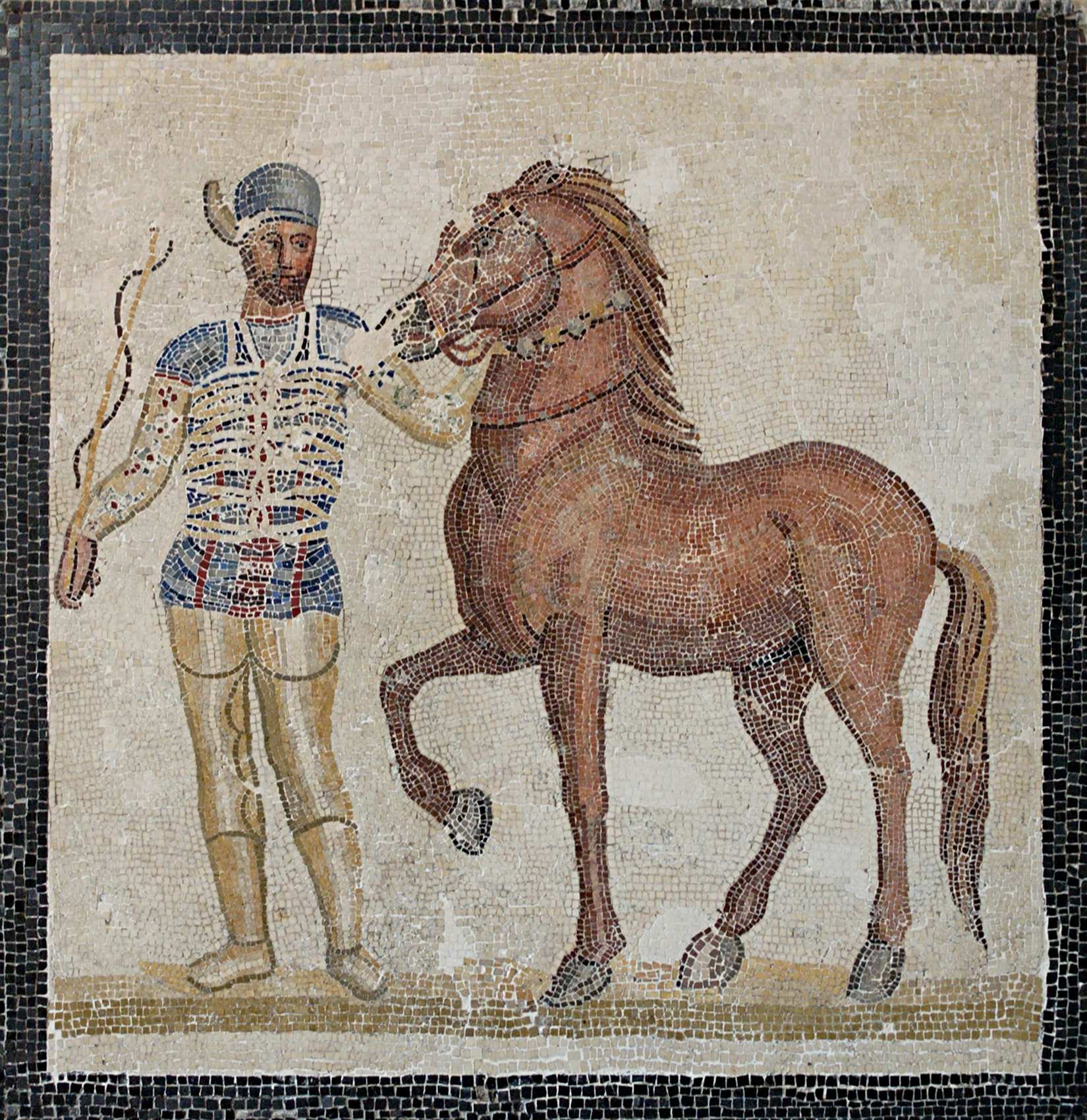
As corridas de bigas eram um dos desportos de arena mais populares no circo romano. As equipas diferenciavam-se pelas cores, sendo os equipamentos azuis (imagem) e verdes os mais populares. Para além das corridas de bigas, realizavam-se corridas de cavalos, encenação de caçadas, competições atléticas, recriações históricas e combates de gladiadores

Os jogos circenses (ludi circensis) realizavam-se em recintos de espetáculos denominados circos, inspirados nos hipódromos gregos. Os circos eram a maior estrutura de construção regular no mundo romano e palco de corridas de cavalos, corridas de bigas, encenação de caçadas (veação), competições atléticas, recriações históricas e combates de gladiadores. Os jogos eram antecedidos por um desfile bastante elaborado (pompa circense; pompa circensis) que terminava no recinto. Os eventos de competição também eram realizados em recintos mais pequenos, como anfiteatros e estádios. Entre as modalidades desportivas, inspiradas nos modelos gregos, estavam as corridas a pé, boxe, luta livre e o pancrácio. Havia várias modalidades que tinham lugar em piscinas próprias, como a naumaquia e uma modalidade de balé aquático. Os eventos teatrais (ludi scaenici) tinham lugar nas escadarias dos templos, nos grandes teatros de pedra ou em teatros de pequena dimensão denominados odeão. Embora os jogos tivessem origem nas celebrações religiosas da Antiguidade, ao longo do tempo o seu significado recreativo foi se sobrepondo ao significado religioso. O mecenato dos eventos e espetáculos das arenas estava a cargo das elites locais. Apesar dos encargos financeiros avultados, a sua organização era uma fonte de prestígio e estatuto social.
O Circo Máximo era o maior dos recintos de espetáculo de Roma, com uma plateia de cerca de 150 mil espectadores. Inaugurado em 80, o Coliseu tornou-se arena regular de desportos violentos na cidade, tendo mais de 50 mil lugares sentados e mais 10 mil de pé. A disposição física do anfiteatro representava a hierarquia da sociedade romana: o imperador presidia no seu púlpito opulento; os senadores e altas patentes militares tinham os melhores lugares reservados; as mulheres sentavam-se resguardadas da ação; os escravos sentavam-se nos piores lugares e os restantes sentavam-se onde houvesse lugar entre os dois grupos. A multidão podia exigir um resultado assobiando ou aplaudindo, embora fosse o imperador quem tinha a palavra final. Os espetáculos podiam rapidamente tornar-se locais de protestos políticos e sociais, pelo que muitas vezes os imperadores recorriam à força para dominar a população. Um dos casos mais notáveis foi a Revolta de Nica em 532, quando o exército sob o comando de Justiniano massacrou milhares de cidadãos.
As equipas de bigas diferenciavam-se pelas cores envergadas, sendo os azuis e verdes as mais populares. A lealdade dos fãs era acérrima, convergindo muitas vezes para cenas de violência. A competição era perigosa, mas os condutores estavam entre os mais celebrados e recompensados atletas da antiguidade. Uma das estrelas desportivas foi Diocles da Lusitânia (atualmente Portugal), que conduziu bigas ao longo de 24 anos e acumulou ganhos de 35 milhões de sestércios. Os cavalos também eram populares, celebrados na arte e recordados em inscrições, muitas vezes pelo próprio nome. O desenho dos circos romanos evoluiu no sentido de assegurar que nenhuma das equipas possuísse qualquer vantagem e de minimizar o número de colisões, as quais, no entanto, continuaram a ser frequentes e a satisfazer o desejo de espetacularidade da multidão. As corridas estavam envoltas numa aura de mistério em função da sua associação com os rituais ctónicos: as imagens circenses eram consideradas protetivas ou de boa sorte, e os condutores muitas vezes suspeitos de feitiçaria. As corridas de bigas continuaram a decorrer ao longo do período bizantino, ainda com o mecenato imperial, embora o declínio das cidades nos séculos VI e VII tenha precipitado o seu desaparecimento.

#### Luta de gladiadores

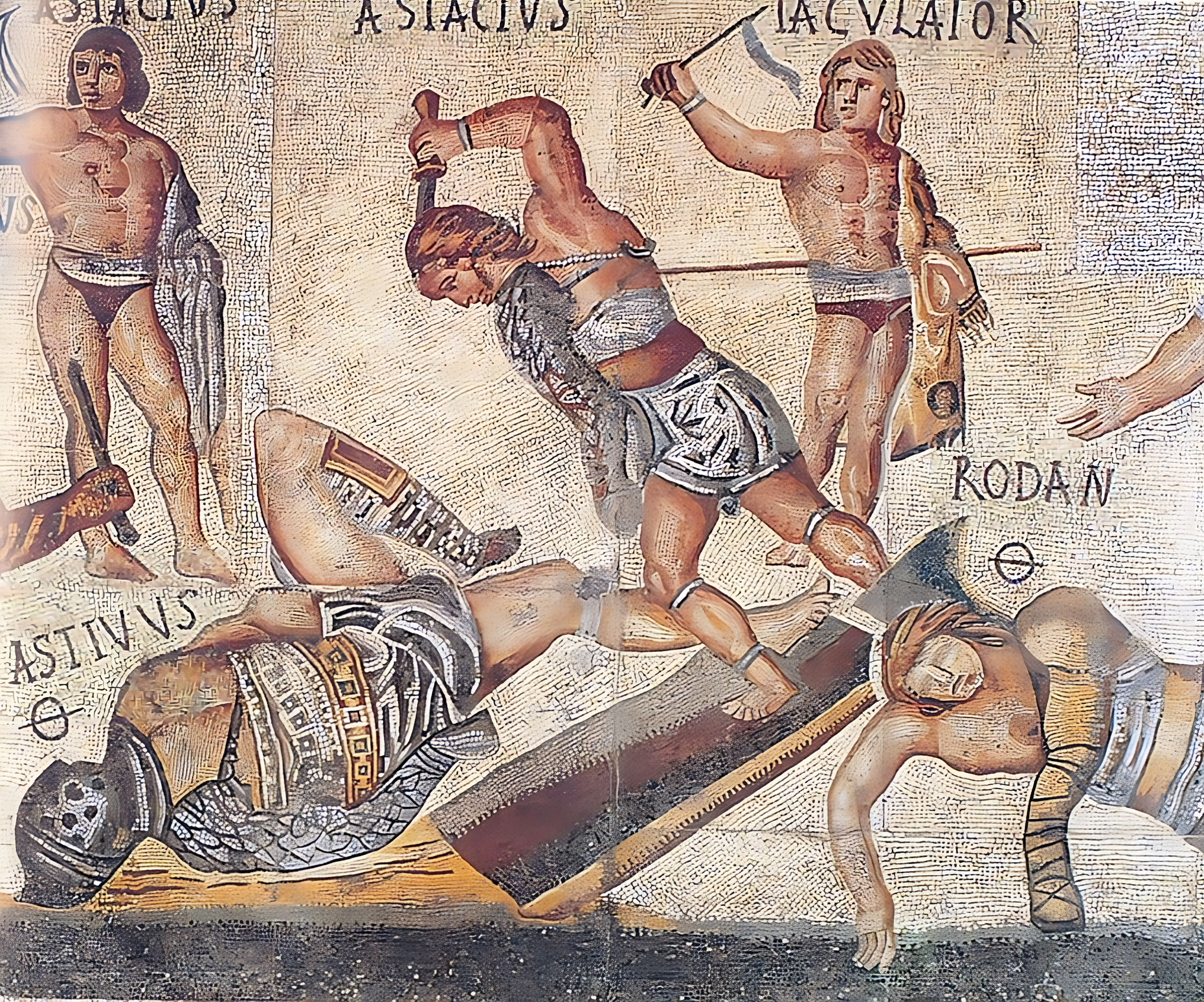
Epilogo do combate entre o reciário Astácio, que empunha o seu punhal, e o seu adversário, o gladiador Ástivo, que jaz por terra, moribundo. Mosaico do Gladiador, Galleria Borghese, Roma)

Os romanos acreditavam que as competições entre gladiadores tinham origem nos jogos fúnebres e sacrificais da antiguidade, nos quais eram selecionados prisioneiros de guerra que eram forçados a lutar entre si para expiar as mortes de romanos nobres. Alguns dos primeiros estilos de luta entre gladiadores tinham denominações étnicas, como trácio ou gaulês. Os combates encenados eram considerados múnus (serviços, ofertas, benfeitorias) e inicialmente eram distintos dos jogos de festivais. Ao longo do seu reinado de quarenta anos, Augusto financiou oito espetáculos de gladiadores, nos quais lutaram um total de dez mil homens, e 26 espetáculos de caçadas que resultaram na morte de 3 500 animais. Para assinalar a abertura do Coliseu, o imperador Tito ofereceu 100 dias de eventos na arena, durante os quais chegaram a competir três mil gladiadores num único dia. O fascínio romano pelos gladiadores pode ser constatado na forma como são frequentemente representados em mosaicos, pinturas murais e utensílios como lamparinas.
Os gladiadores romanos eram combatentes treinados, podendo ser escravos, condenados ou simplesmente voluntários. Neste tipo de combates, não era necessário, e nem mesmo desejável, que o adversário fosse morto. Os gladiadores eram lutadores com extrema perícia, cujo treino representava um investimento dispendioso de tempo e dinheiro. Por outro lado, os nóxios (noxii) eram condenados sentenciados a lutar na arena, com pouco ou nenhum treino, muitas vezes desarmados e sem qualquer expectativa de sobrevivência. O sofrimento físico e a humilhação eram considerados justiça compensatória pelos crimes cometidos. Estas execuções eram por vezes organizadas enquanto reencenações mitológicas, e os anfiteatros equipados com artifícios de palco de modo a criar efeitos especiais. Tertuliano considerava as mortes na arena nada mais do que uma forma encapotada de sacrifício humano.
Os historiadores contemporâneos concluem que o prazer que os romanos tinham com o "teatro da vida e da morte" é uma das perspetivas mais difíceis de explicar e compreender desta civilização. Plínio, o Jovem argumentava que os espetáculos de gladiadores eram benéficos para o povo e uma forma de o inspirar a desprezar a morte, ao manifestar o amor pela glória e desejo de vitória, mesmo no corpo de escravos e criminosos. Alguns romanos como Séneca eram críticos destes espetáculos brutais, embora vissem virtude na coragem e dignidade no lutador derrotado, e não no vitorioso, atitude que encontra a sua máxima expressão nos cristãos martirizados na arena. No entanto, a própria literatura sobre os mártires oferece descrições detalhadas e luxuriosas de sofrimento corporal, tornando-se um género popular por vezes indistinto da ficção.

#### Desporto e jogos
As atividades mais praticadas entre crianças e jovens incluíam o aro e o jogo da bugalha. Os sarcófagos de crianças muitas vezes representavam-nas a jogar jogos. As raparigas brincavam com bonecas, geralmente com 15–16 cm de comprimento e feitas de madeira, terracota, osso ou marfim. Entre os jogos com bola o trigon era um dos favoritos, o qual requeria destreza, a par do harpasto, um desporto mais violento. Nos memoriais infantis e na literatura é muito frequente a alusão a animais de estimação, entre os quais aves, gatos, cabras, ovelhas, coelhos e gansos. Após a adolescência, grande parte do exercício físico destinado aos homens era de natureza militar. O Campo de Marte foi originalmente um campo de treino onde os jovens podiam aperfeiçoar as técnicas bélicas e de cavalaria. A caça também era considerada um passatempo apropriado. De acordo com Plutarco, os romanos conservadores reprovavam o atletismo ao estilo grego que promovia a perfeição do corpo de forma gratuita, condenando a promoção que Nero fazia da ginástica ao estilo grego.
Algumas mulheres treinavam ginástica e dança. O famoso mosaico das "raparigas em biquíni" mostra jovens em posições que podem ser comparadas à ginástica rítmica. As mulheres eram, regra geral, encorajadas a promover a saúde através de atividades físicas, como jogos de bola, natação, caminhadas, leitura em voz alta (enquanto exercício de respiração) e viagens.
Os jogos de tabuleiro entre dois adversários eram jogados por pessoas de todas as idade. Entre os mais populares estavam o latrúnculo, um jogo de estratégia no qual os oponentes coordenavam jogadas e capturavam várias peças, e o ludus duodecim scriptorum (doze marcas), jogado com dados de forma a organizar peças numa grelha de letras ou palavras. Era também comum um jogo de dados conhecido por álea ou tábula, no qual o imperador Cláudio se viciou, e que pode ter sido semelhante ao gamão, usando um copo de dados (pyrgus).

### Alimentação

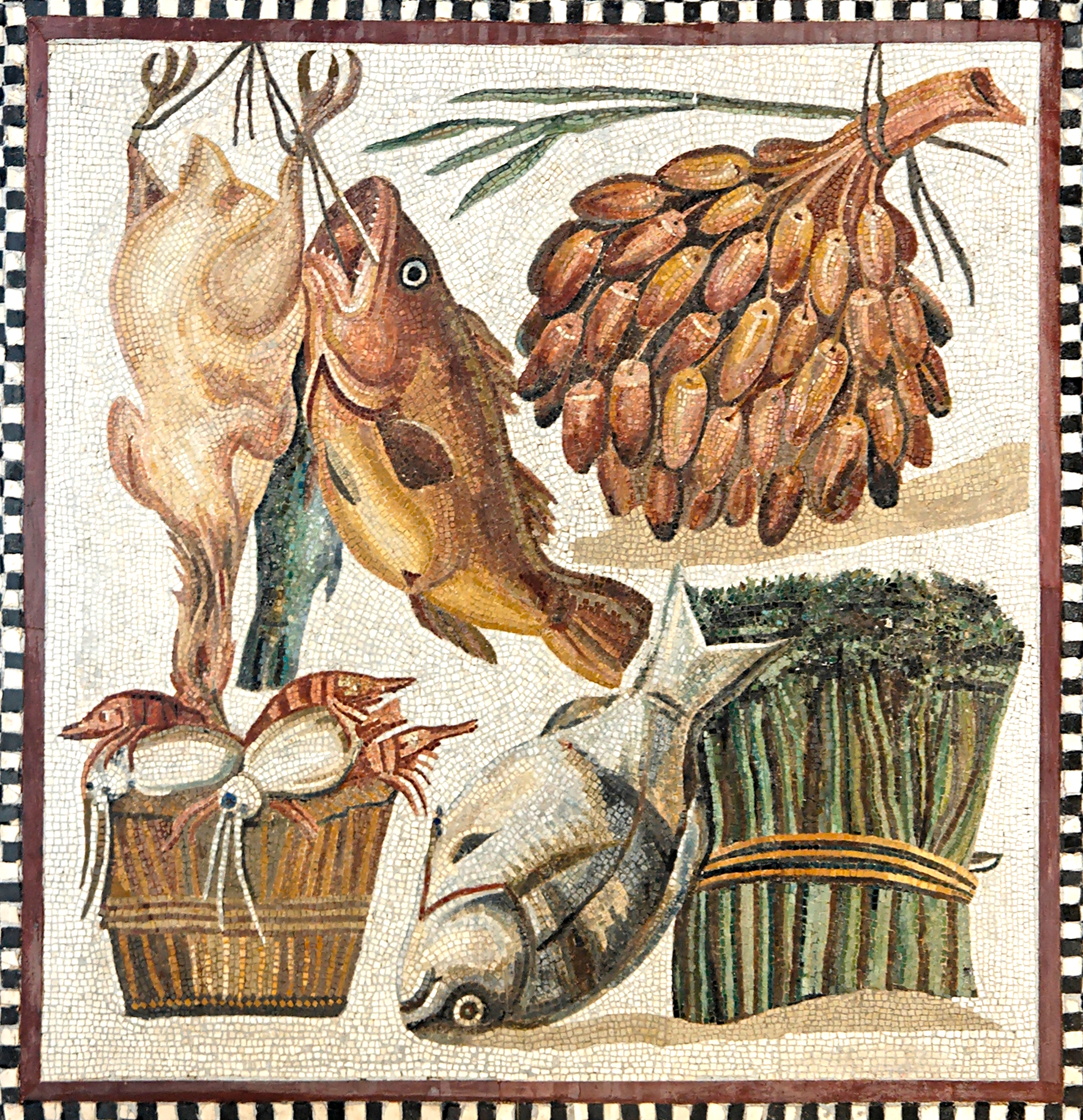
Peixe e legumes suspensos num mosaico de uma villa perto de Roma, atualmente nos Museus Vaticanos

A generalidade dos apartamentos em Roma não tinha cozinha, embora fosse frequente o uso de fogareiros. As tabernas, bares, estalagens e termopólios vendiam refeições prontas, embora comer nesses locais ou levar comida para casa fosse comum apenas entre as classes mais baixas. As classes mais abastadas preferiam refeições reservadas na sua própria residência, a qual geralmente tinha à disposição um chef (arquimágiro; archimagirus) e ajudantes de cozinha, ou então em banquetes organizados em clubes privados.
A maior parte da população obtinha 70% da dose diária de calorias através da ingestão de cereais e legumes. Um dos principais preparados romanos era o puls, uma papa feita a partir de legumes cortados, pedaços de carne, queijo ou ervas aromáticas, com a qual se podia confeccionar pratos semelhantes à polenta ou ao risotto. A população urbana e o exército preferiam consumir cereais transformados em pão. A moagem e cozedura eram geralmente feitas na mesma loja. Durante o reinado de Aureliano, o estado começou a distribuir entre os cidadãos de Roma a annona, uma ração diária de pão, azeite, vinho e carne de porco.

### Vestuário
Numa sociedade consciente do estatuto como a romana, o vestuário e os acessórios pessoais ofereciam uma indicação imediata sobre a etiqueta a observar na interação com o portador. Vestir de forma correta deveria refletir uma sociedade ordenada. A toga era o vestuário nacional característico do homem romano, embora fosse pesada e pouco prática, sendo vestida sobretudo para tratar de assuntos políticos, rituais religiosos e presença nos tribunais. Contrariamente à noção popular, o vestuário informal dos romanos era escuro ou colorido, e o conjunto mais comum entre os homens durante o quotidiano seria uma túnica, uma capa e calças nalgumas regiões. É difícil estudar a forma como os romanos se vestiam no quotidiano devido à falta de evidências diretas, uma vez que a retratística geralmente apresenta a pessoa com vestuário de natureza simbólica e são raros os tecidos sobreviventes deste período.
A peça de vestuário básica para todos os romanos, independentemente do género ou estatuto social, era uma túnica simples com mangas. O comprimento era diferenciado em função do utilizador: as masculinas atingiam metade da altura entre o joelho e o tornozelo, embora as dos soldados fossem mais curtas; as femininas caíam até ao tornozelo e as das crianças até ao joelho. As túnicas para os pobres e escravos eram feitas de lã cardada e o comprimento determinado em função do tipo de trabalho exercido. As melhores túnicas eram fabricadas em lã ou linho processado. Um homem que pertencesse a uma ordem senatorial ou equestre vestia uma túnica com duas fitas (clavos; clavi) púrpura, e quanto maior a dimensão, maior o estatuto do portador.
A toga imperial era fabricada em lã branca e, devido ao seu peso, não era possível vesti-la corretamente sem assistência. Na sua obra sobre oratória, Quintiliano descreve em detalhe a forma como um orador público deveria orquestrar os seus gestos em relação à sua toga. Na arte, a toga é mostrada com a ponta mais longa pendente entre os pés, uma dobra curva na frente e uma aba saliente a meio. Com o decorrer dos séculos, o panejamento torna-se mais intrincado e estruturado e, no final do império, o tecido formava uma dobra firme em volta do peito. A toga pretexta (toga praetexta), com uma tira púrpura que representava a inviolabilidade, era usada por crianças até aos dez anos, pelos magistrados executivos e pelos sacerdotes do Estado. Só o imperador é que estava autorizado a vestir uma toga totalmente púrpura (toga picta).
No século II, imperadores e homens de estatuto eram muitas vezes retratados a vestir o pálio, um manto de origem grega dobrado em volta do corpo, ocasionalmente retratado também em mulheres. Tertuliano considerava o pálio uma peça de vestuário adequada para os cristãos, ao contrário da toga, e também para pessoas literadas, devido à sua associação com os filósofos. Em meados do século IV, a toga foi praticamente substituída pelo pálio enquanto peça de vestuário simbólica da união social.
A moda e o estilo do vestuário romano sofreram alterações ao longo do tempo. Durante o Dominato, o vestuário de soldados e burocratas da administração tornou-se cada vez mais decorado, com listas de tecido bordadas (clavos) e emblemas circulares (orbículos; orbiculi) aplicados em túnicas e mantos. Estes elementos decorativos consistiam geralmente em padrões geométricos, motivos vegetalistas estilizados e, em alguns casos, figuras animais ou humanas. O uso de seda foi se tornando cada vez mais comum, e os mantos de seda eram comuns entre os cortesãos do final do império. A militarização da sociedade romana e o declínio da vida cultural urbana refletiram-se nos hábitos de vestuário; para além do abandono da toga, tornou-se comum o uso de cintas ao estilo militar entre os funcionários públicos.

### Sexualidade

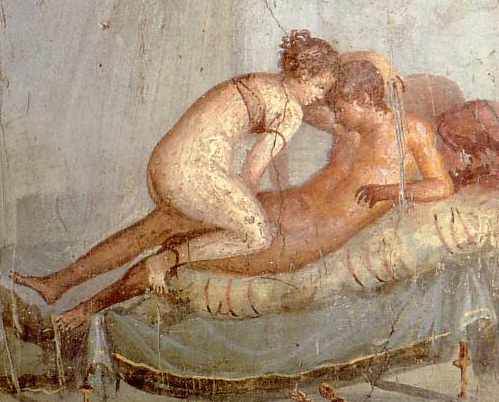
Temas eróticos eram bastante comuns na arte e na decoração dos cubículos das domūs, como neste fresco da Casa do Centenário, em Pompeia

A ideia de libertinagem sexual sem restrições no Império Romano é essencialmente uma interpretação cristã posterior. Na realidade, o sexo no mundo greco-romano era governado pela sobriedade e pela arte de gerir o prazer sexual. A sexualidade era um dos tópicos do mos maiorum, o conjunto de normas sociais que orientavam a vida pública, privada e militar, e o comportamento sexual era moderado pelas noções de pudor, vergonha e modéstia. Os censores romanos, magistrados que determinavam a classe social de cada pessoa, tinham o poder de remover a cidadania dos homens da ordem equestre ou senatorial que se envolvessem em conduta sexual imprópria. A legislação moral introduzida durante o reinado de Augusto tentou regular a conduta da mulher como forma de promover os valores da família. O adultério, que durante a república tinha sido uma questão do foro privado, foi criminalizado e definido enquanto ato sexual ilícito (stuprum) que ocorre entre um homem e uma mulher casada.
A sociedade romana era patriarcal. A masculinidade estava associada ao ideal de virtude (virtus) e autodisciplina, enquanto que o correspondente feminino era a modéstia (pudicitia). A religião romana promovia a sexualidade enquanto sinal de prosperidade, sendo comuns as práticas religiosas ou mágicas privadas com o intuito de fortalecer a vida erótica ou saúde reprodutiva. A prostituição era legal, pública e bastante comum nas cidades. As pinturas ou mosaicos pornográficos eram peças de destaque entre as coleções de arte, até mesmo nas casas mais abastadas e respeitáveis. A homossexualidade não era condenável e era considerado natural que os homens se sentissem atraídos por adolescentes de ambos os sexos, desde que pertencessem a um estatuto social inferior. No entanto, a hipersexualidade era condenável, tanto em homens como em mulheres.

## Arte
Roma formou uma sociedade que deu grande espaço para as artes nas suas mais variadas manifestações. Além de desempenhar uma função decorativa, as artes desempenhavam também um importante papel educativo e socializante num contexto em que grande parte da população era analfabeta ou com pouco acesso à literatura mais sofisticada. A arte consagrava ideologias, narrava eventos históricos, integrava festividades cívicas e rituais religiosos e glorificava personagens eminentes, agindo de fato como uma língua franca à qual toda a população tinha acesso. A arte romana desenvolveu-se inicialmente a partir da tradição etrusca e ao longo do processo de expansão territorial de Roma foi absorvendo as referências da cultura grega, tornando a sua arte em larga medida uma extensão e variação daquela, e fazendo dos romanos os principais preservadores do legado artístico grego para a posteridade.
No entanto, embora tenham copiado muitas técnicas e modelos formais gregos na literatura, nas artes visuais, no teatro, na música e em outras especialidades, os romanos foram capazes de desenvolver uma tradição que no fim do período republicano e ao longo período imperial assumiu características inovadoras e originais, ganhando significativa independência da herança recebida e formando uma identidade própria. Mesmo assim, no Império houve várias fases de oscilação entre tendências mais helenizantes e imitativas e outras mais progressistas e criativas. Isso, somando-se às múltiplas variações regionais, à incorporação de influências orientalizantes, às importantes mudanças introduzidas na fase de cristianização do Império e ao forte e permanente amor romano pelo ecletismo, fazem da arte da Roma Imperial um complexo mosaico de tendências às vezes bastante divergentes, sendo impossível a sua caracterização como um bloco estético monolítico. Apesar do enorme valor dado às obras de arte, os artistas detinham um estatuto social inferior, mesmo até os mais renomados. Os romanos e gregos viam artistas e artesãos enquanto trabalhadores braçais, embora ao mesmo tempo fosse reconhecida a perícia necessária para produzir arte de qualidade, sendo até considerada uma oferenda divina.

### Arquitetura

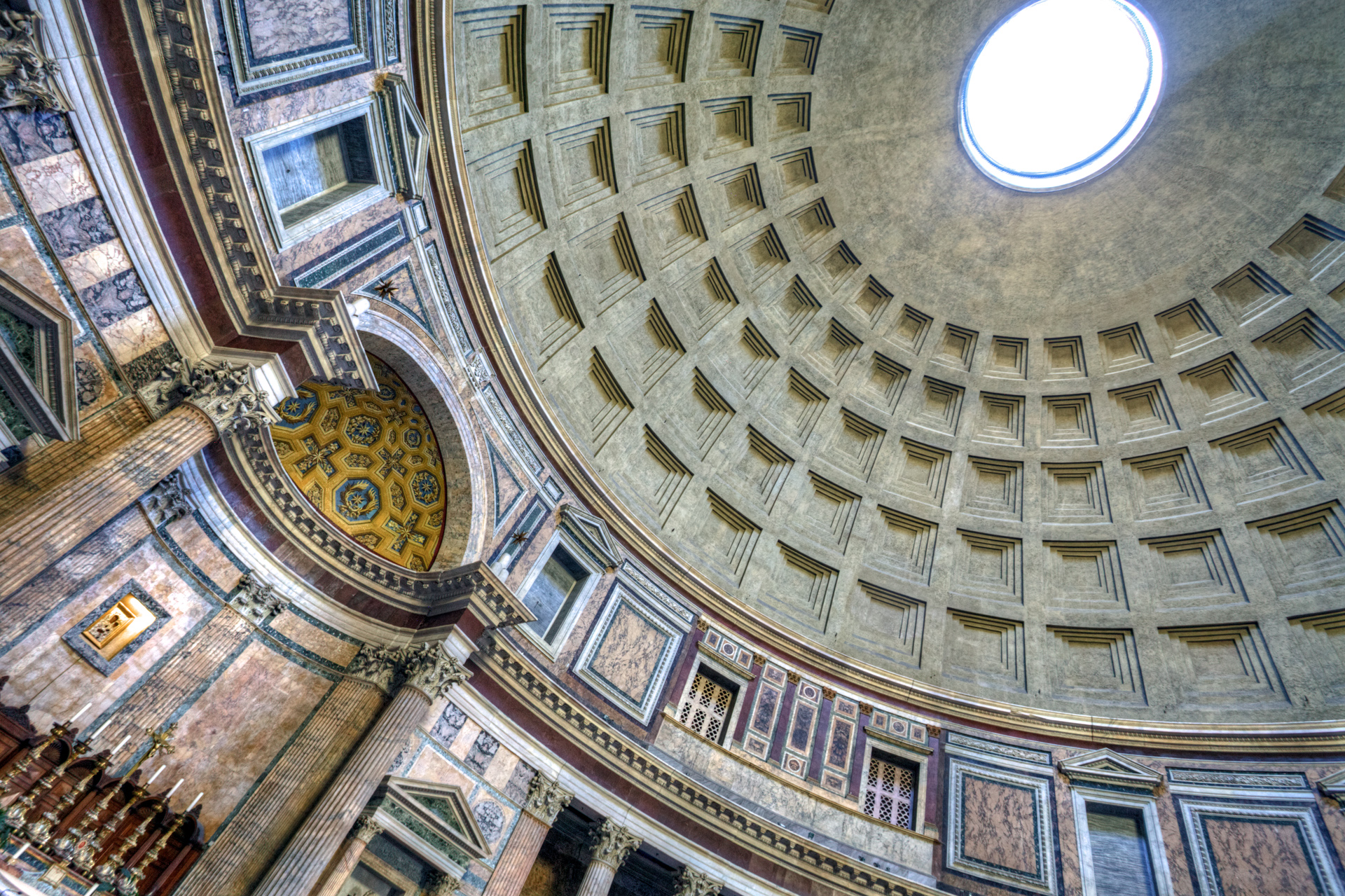
A invenção do betão (opus caementicium) permitiu aos romanos a introdução de arcos, abóbadas e cúpulas de dimensões sem precedentes na história e de elevada durabilidade, como a cúpula do Panteão de Roma (imagem), ainda hoje a maior cúpula sem reforço estrutural do mundo

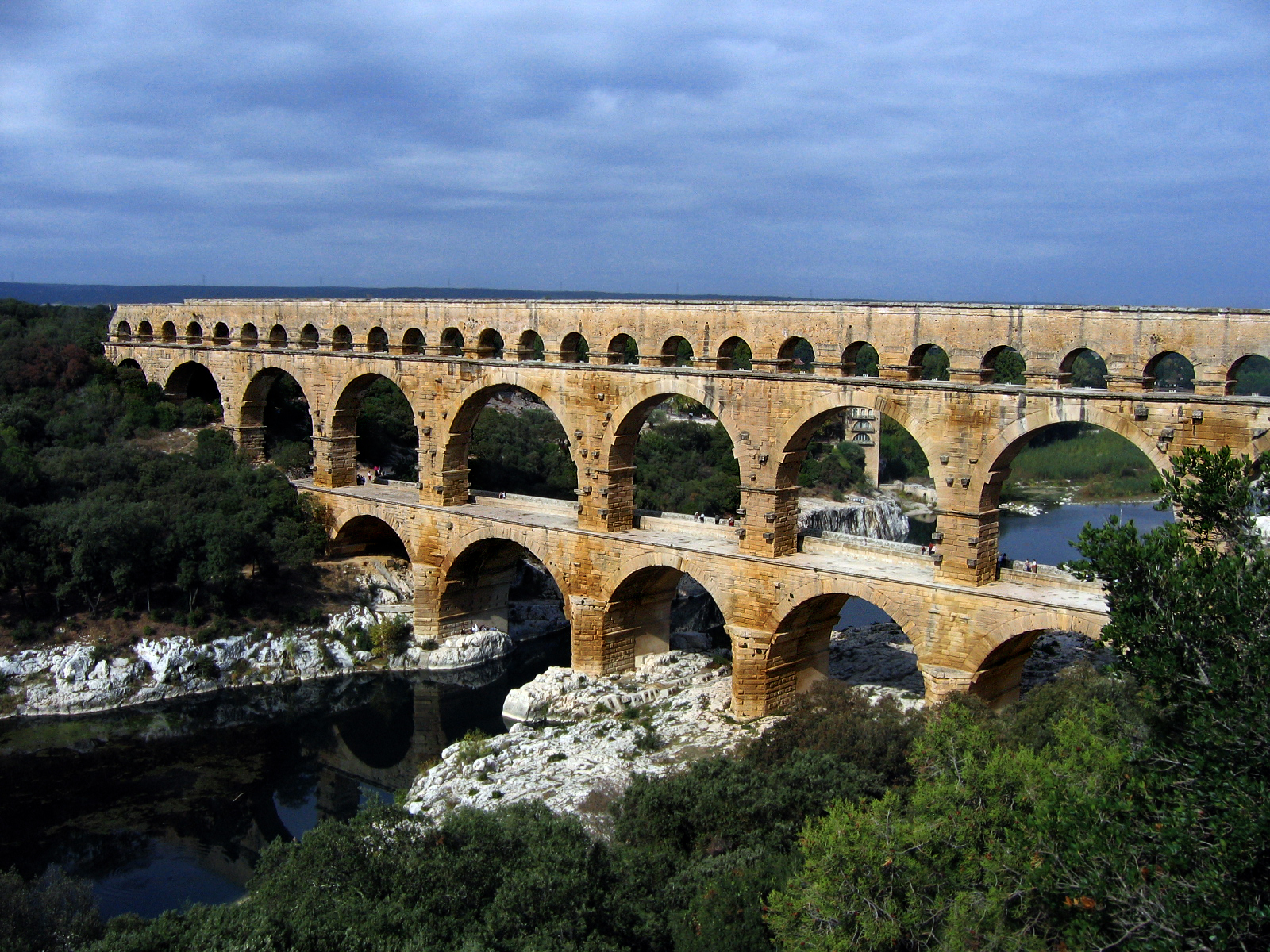
Pont du Gard, um aqueduto romano na França

Os arcos de volta perfeita, as abóbadas e as cúpulas são características da arquitetura romana que a tornam distinta da arquitetura grega. A introdução destes elementos, de uma dimensão sem precedentes na História, foi possível graças à invenção do betão pelos romanos. O betão (opus caementicium) era fabricado a partir de cinzas vulcânicas descobertas nas imediações do Vesúvio, denominadas pozolanas, que eram trituradas e misturadas com cal. O núcleo de betão das construções era geralmente revestido com estuque, tijolo, pedra ou mármore. Em alguns casos eram acrescentadas esculturas douradas para criar um efeito de deslumbramento e ostentação de poder e prosperidade. A qualidade construtiva introduzida na arquitetura romana aumentou significativamente a sua durabilidade. Muitos dos edifícios romanos ainda se encontram intactos e em uso, dos quais a maior parte são edifícios convertidos em igrejas durante a época cristã. No entanto, em muitas das ruínas o revestimento de mármore foi removido, pelo que não representam a grandiosidade da aparência original, como é o caso da Basílica de Constantino.
As cúpulas eram uma presença comum em termas, villas, palácios e túmulos. As salas de audiência de muitos dos palácios imperiais eram encimadas por cúpulas, sendo também muito comuns em pavilhões de jardins. Geralmente assumiam formato hemisférico e eram total ou parcialmente ocultas pelo exterior, sendo em muitos casos rematadas por um óculo e por vezes cobertas por um telhado cónico ou poligonal. Com o colapso da metade ocidental do império, a construção de cúpulas entrou em declínio. No entanto, a oriente tornou-se uma das principais características da arquitetura bizantina.
Foi durante o reinado de Trajano (r. 98–117) e Adriano (r. 117–138) que o império atingiu a sua maior extensão e que Roma atingiu o seu apogeu artístico, tendo iniciado um programa imenso de construção de monumentos, assembleias, jardins, aquedutos, termas, palácios, pavilhões, sarcófagos e templos. A introdução do arco, da cúpula e o uso do betão permitiram a construção de tetos abobadados de grande vão em espaços e complexos públicos como as termas ou as basílicas. Entre os exemplos mais notáveis de cúpulas estão o Panteão de Roma, as Termas de Diocleciano e as Termas de Caracala. O Panteão, dedicado a todos os deuses planetários, é o o templo da Antiguidade em melhor estado de conservação e preserva ainda a cúpula intacta. Os últimos grandes programas construtivos em Roma tiveram lugar durante o reinado de Constantino (r. 306–337), incluindo o Arco de Constantino perto do Coliseu de Roma.

### Pintura

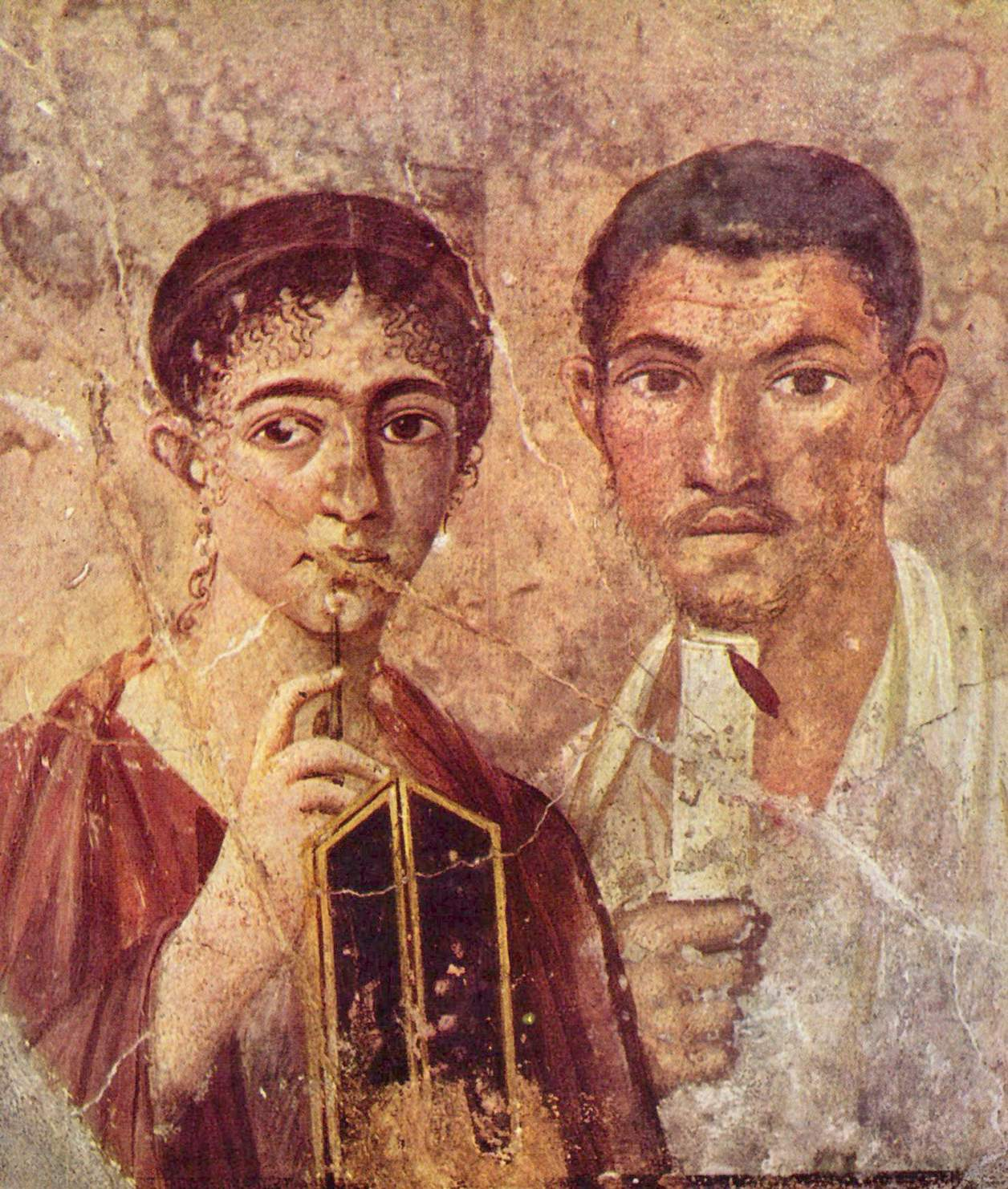
Fresco de Pompeia, c. 20-30 A pintura demonstra muitas vezes o orgulho existente na literacia, onde o encomendador se faz retratar com objetos associados à leitura e escrita.

A pintura foi uma das artes mais populares do Império Romano, mas pouco se sabe sobre ela, uma vez que a grande maioria dos registos se perdeu ao longo do tempo. Muito do que se conhece sobre pintura romana baseia-se na decoração do interior de residências privadas, em particular os frescos que foram preservados em Pompeia. Esta cidade, descoberta no século XVIII, foi soterrada pela erupção do Vesúvio em 79, o que possibilitou a sua conservação relativamente intacta. A partir deste grupo de obras — que embora rico e variado, é uma diminuta fração do que foi produzido e abrange um período muito limitado — foi estabelecida uma cronologia de estilos que vem sendo controversamente aplicada para o conjunto do legado pictórico imperial. Segundo esta proposta, a pintura romana evoluiu a partir de exemplos gregos de decoração parietal puramente geométrica, incorporando progressivamente elementos figurativos em cenários arquitetónicos ou paisagísticos, frequentemente utilizando modelos gregos ou citando obras gregas célebres em releituras criativas, vindo a apresentar em alguns exemplos grande sofisticação e suntuosidade, em conjuntos organizados segundo um grande programa integrado e distribuído em vários ambientes, enquanto em outros a simplicidade e o gosto popular predominam. Para além dos frisos decorativos e de painéis com motivos geométricos e vegetalistas, a pintura mural representa cenas da mitologia e do teatro, paisagem e jardins, recreação e espetáculos, trabalho e vida quotidiana e cenas eróticas. Os pássaros, animais e vida marinha são frequentemente representados com especial cuidado em relação ao detalhe artístico.
Porém, através de registos literários e de escassos remanescentes distribuídos pela extensão do Império, sabe-se que a pintura mural foi apenas uma das modalidades praticadas de pintura, havendo notícia de obras produzidas sobre tecido, metal, pedra, marfim e outros suportes, utilizando pigmentos variados de origem vegetal e mineral. Os retratos pintados sobre pranchas de madeira e placas metálicas eram muito apreciados, especialmente em contextos fúnebres, mas também como glorificação de personagens ilustres, apresentados em procissões que reafirmavam o prestígio das famílias patrícias e em outras festividades públicas. Também os cidadãos comuns podiam ter as suas faces eternizadas, já que a técnica tinha um custo relativamente baixo. Sobreviveu um bom conjunto de retratos fúnebres em encáustica no Egito, que mostram refinada técnica e grande realismo. Os retratos de Faium são um indicador da razão pela qual as antigas fontes literárias se maravilhavam com o realismo das representações artísticas. Outro género popular foi o das pinturas triunfais, executadas sobre painéis de grandes dimensões representando batalhas e mapas de campanhas militares, apresentadas nos cortejos dos generais vitoriosos. Merece nota ainda a produção de iluminuras destinadas à ilustração de manuscritos, das quais sobrevive reduzidíssimo número de exemplares.
Grande parte da escultura retratística teria sido pintada, embora a tinta raramente tenha sobrevivido ao longo dos séculos. A partir do século II, com a difusão do Cristianismo, surgiu toda uma nova temática alusiva a esta religião – a arte paleocristã – observando-se ao mesmo tempo uma crescente simplificação e geometrização nas formas. No entanto, ainda se encontram alguns exemplos refinados de pintura tardo-imperial que remetem à tradição clássica, principalmente em Dura Europo, com temas hebraicos, e em Luxor, com temas cristãos.

### Escultura

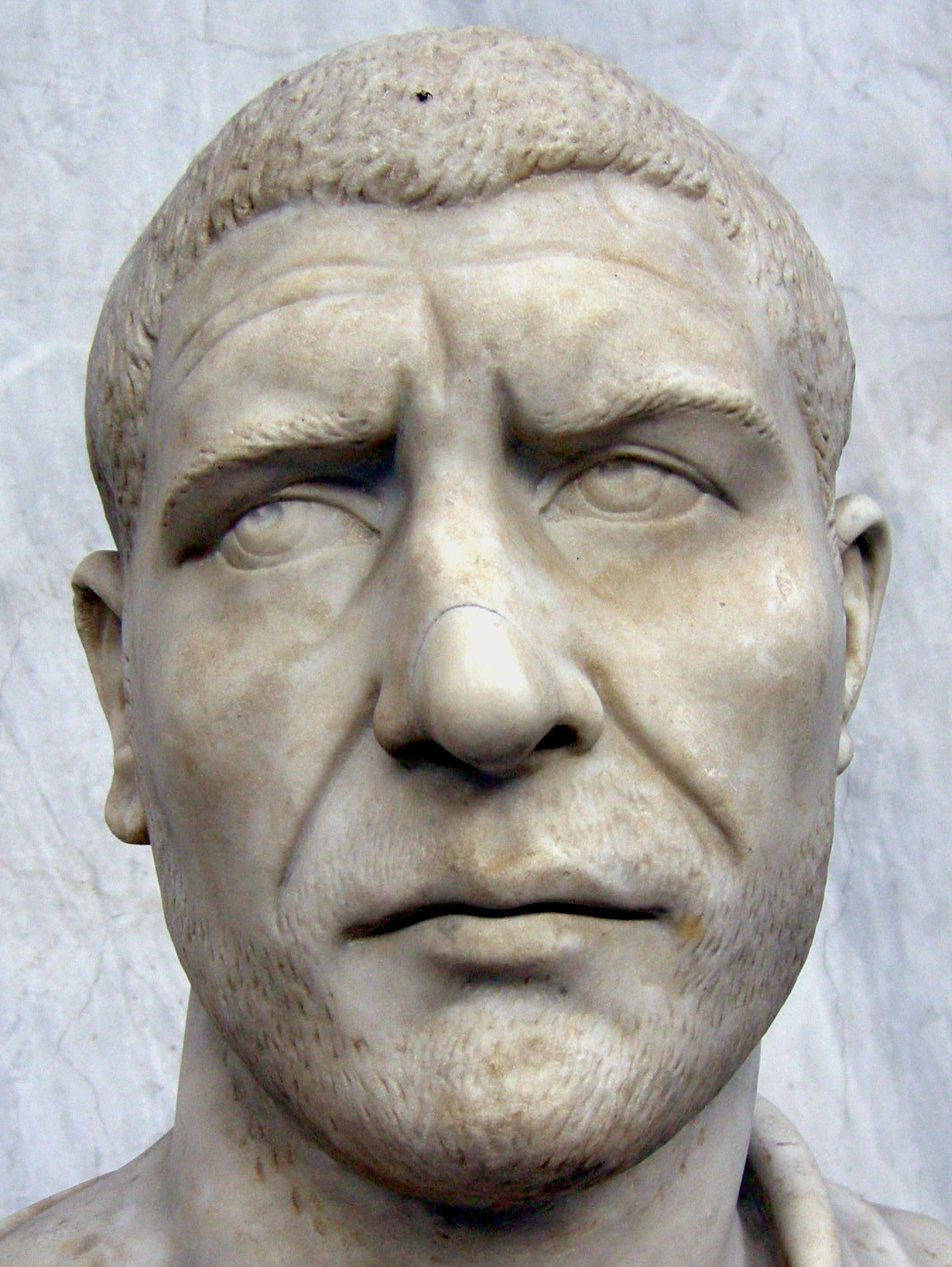
Detalhe de um busto do imperador r. no Museu Chiaramonti

A escultura foi uma das mais importantes expressões artísticas dos antigos romanos e estava presente em todos os aspetos das suas vidas, do âmbito doméstico ao público, do religioso ao civil e militar, em grandes e pequenas dimensões, em pedra, metal ou cerâmica, desempenhando funções decorativas, mágicas, propiciatórias, consacratórias, memorialistas, celebratórias ou educativas. A parte mais importante da escultura imperial é figurativa, mas encontra-se também aplicada a objetos utilitários. Era comum aplicar na superfície das esculturas uma pintura decorativa.
A tradição grega permaneceu uma referência central ao longo de toda a trajetória da arte escultórica em Roma, mas assim como ocorreu em outras expressões artísticas, foram introduzidas diversas inovações, visíveis em especial na retratística, que desde a República gozou de especial estima, com exemplares de intensa expressividade e grande realismo, e na decoração dos grandes monumentos públicos, como os arcos de triunfo, o Altar da Paz e a Coluna de Trajano, onde se desenvolveu um estilo narrativo que se configurou como tipicamente romano.
Ao longo do Império, as influências orientais ocasionaram um lento mas crescente afastamento do cânone grego em direção a uma simplificação formal que estabeleceu as bases da escultura bizantina, paleocristã e medieval. Mesmo assim, verificaram-se diversas fases em que foram recuperados arcaísmos clássicos, a exemplo do que sucedeu na era de Augusto, elementos que reforçavam a continuidade com um passado prestigiado e serviam ao mesmo tempo como elos de coesão política e cultural num território que se expandia e absorvia influências estéticas diversificadas, agindo como uma linguagem de entendimento comum. Com a ascensão do Cristianismo apareceram novas temáticas, mas a herança clássica continuou a oferecer modelos importantes para a constituição de uma iconografia renovada.
Durante o período de Augusto, os retratos usavam proporções clássicas e feições jovens, evoluindo posteriormente para uma conjugação de realismo e idealismo. Os retratos do período republicano demonstram um realismo intenso, embora após o século II a.C. tenha sido progressivamente adotado o conceito de nudez heroica, muitas vezes para o retrato de generais conquistadores. A escultura imperial pode apresentar uma face adulta, por vezes envelhecida, no topo de um corpo jovem nu ou seminu com musculatura perfeita. Aliás, era comum a colocação de bustos num corpo criado para outro efeito. Vestido com a toga ou o uniforme militar, o corpo comunica a patente ou a esfera de atividade, e não as características do retratado. As mulheres da família imperial eram frequentemente retratadas vestidas de forma semelhante à das deusas ou personificações divinas, como a Pax.
Os sarcófagos de mármore e calcário são característicos do período entre os séculos II e IV, do qual existem pelo menos 10 mil exemplares sobreviventes. Embora as cenas mitológicas sejam aquelas cujo estudo é mais aprofundado, os relevos em sarcófagos são a mais rica fonte de iconografia romana, podendo representar a ocupação em vida do morto e cenas militares, entre outros temas. O hábito da cópia e da releitura de modelos gregos foi essencial para a preservação do legado da escultura grega, cujos originais foram na sua vasta maioria perdidos, e a produção romana foi uma importante influência nos períodos renascentista, barroco e neoclássico.

### Artes decorativas

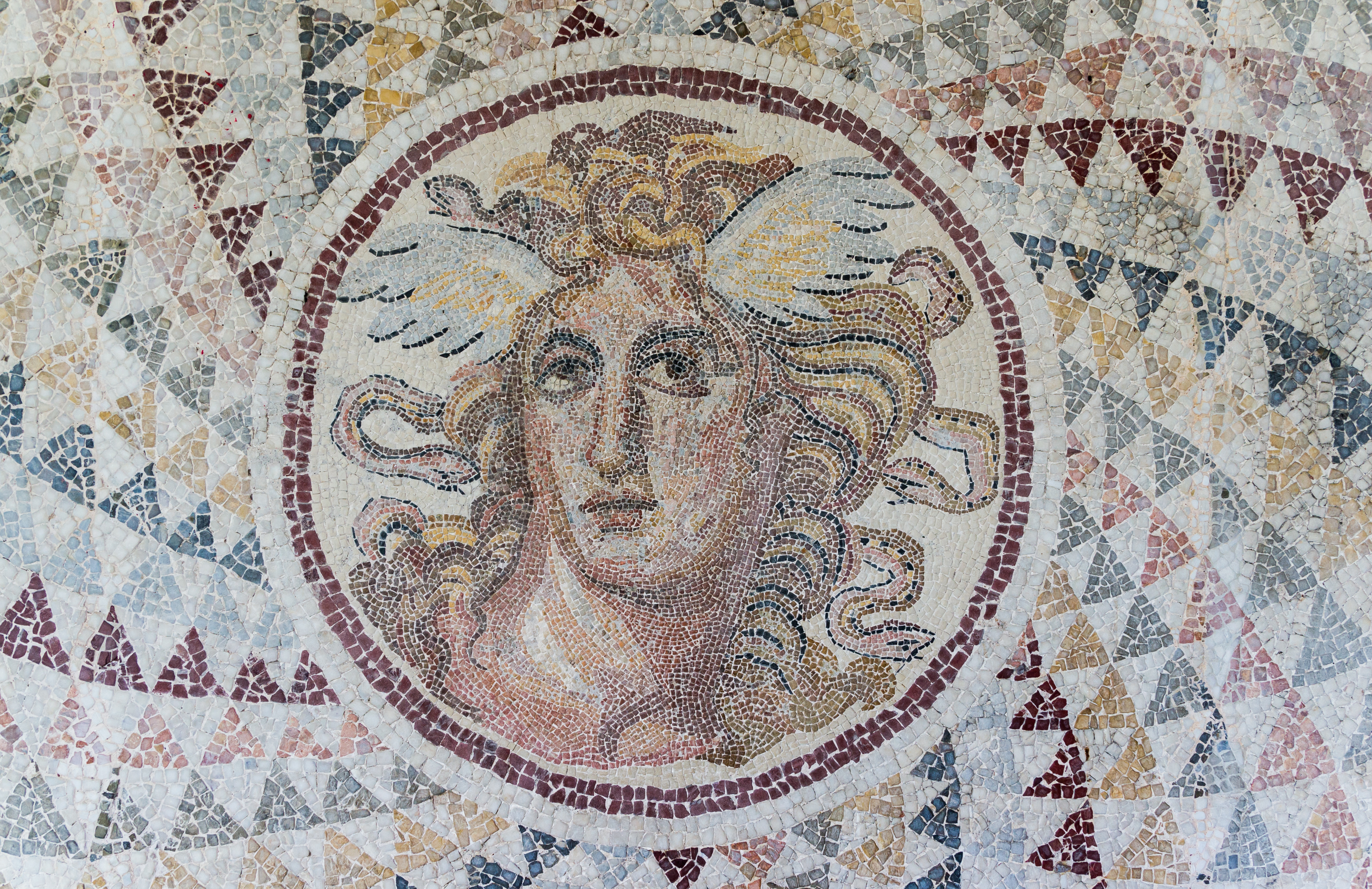
Detalhe de mosaico de pavimento em opus tessellatum, representando Medusa. Pireu, atual Grécia,

Entre os mais comuns objetos de artes decorativas, destinados a consumidores abastados, estão peças de cerâmica, recipientes e utensílios de prata e de bronze e artefactos de vidro. A produção de cerâmica de várias qualidades e as indústrias de metalurgia e vidro desempenhavam um papel económico significativo no comércio e no emprego. As importações estimulavam os novos centros de produção regionais, como o sul da Gália, que se tornou o principal produtor de terra sigillata, cerâmica de elevada qualidade e um dos principais artigos comercializados na Europa durante o século I. Os romanos dominavam também a técnica de sopro de vidro, a qual teve origem na Síria durante o século I a.C..
Os mosaicos são uma das mais duradouras formas de arte decorativa romanas, podendo ser encontrados nas superfícies de pavimentos, paredes, tetos e colunas de espaços públicos ou privados. Os mosaicos figurativos partilham muitos dos temas com a pintura e, nalguns casos, representam os mesmos temas em composições praticamente idênticas. Embora os padrões geométricos e cenas mitológicas sejam motivos recorrentes ao longo de todo o império, existem também diversas expressões locais. No norte de África, uma fonte particularmente rica de mosaicos, os temas preferidos em propriedades privadas eram cenas da vida quotidiana: caça, agricultura e vida selvagem local. Uma oficina de mosaico era dirigida pelo mestre (pictor). A técnica mais comum é o opus tessellatum, criado a partir de peças uniformes (tessela) de materiais como pedra e vidro. Os mosaicos eram geralmente produzidos no local, embora por vezes fossem produzidos e comercializados em painéis pré-fabricados. O opus sectile é uma técnica relacionada na qual pedra lisa, geralmente mármore colorido, é cortada em formas precisas que compõem os padrões geométricos ou figurativos. Esta técnica, mais complexa, era particularmente valiosa e tornou-se extremamente popular durante o século IV.

### Artes performativas

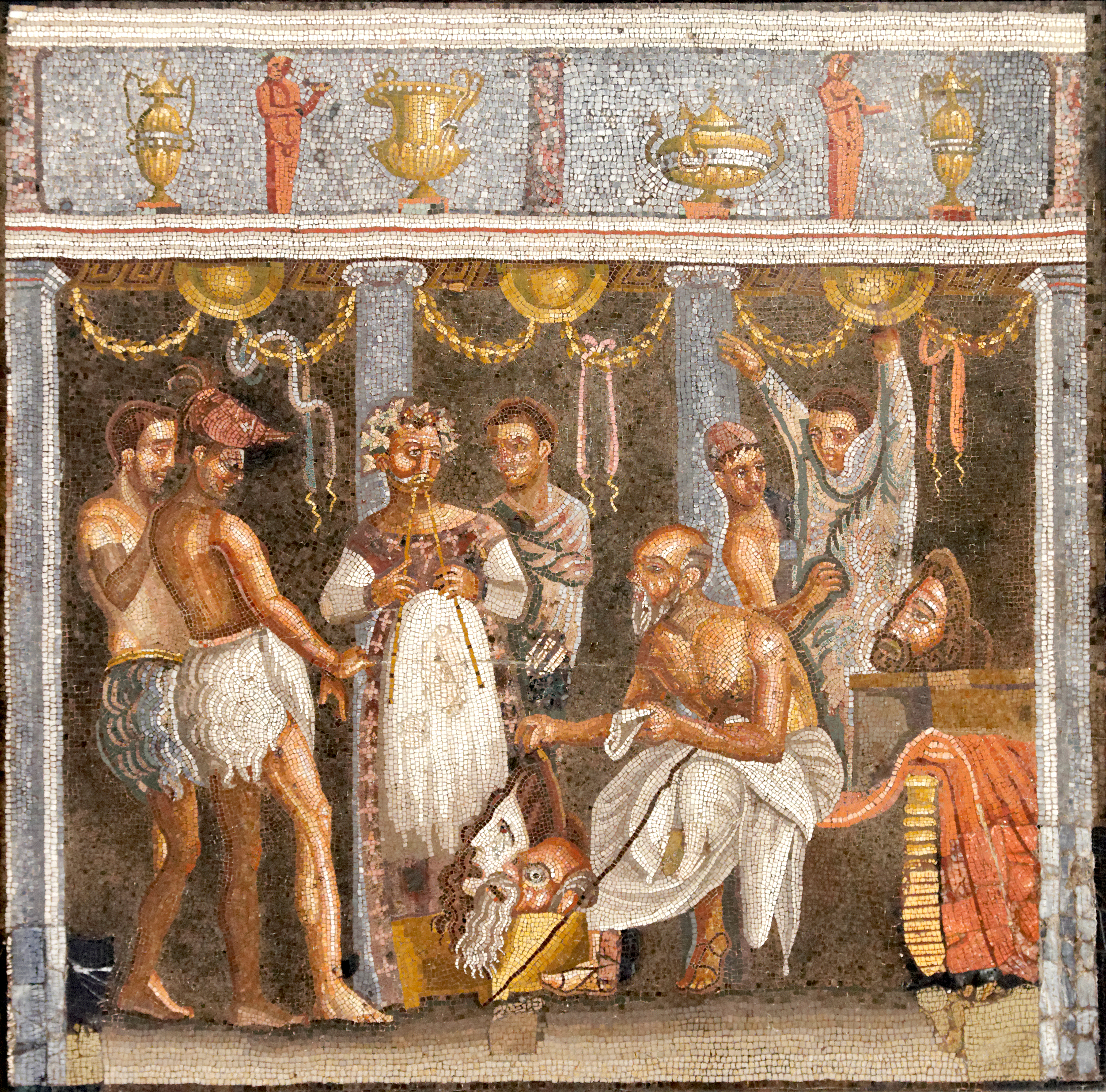
Para além da tradição grega do teatro de máscaras exclusivamente masculino (imagem), o género mais popular no império foi o mime, que misturava um guião escrito com improviso, humor, sátira política, cenas de ação e sexo, acrobacias e malabarismo

A música e dança foram manifestações artísticas populares desde a fundação, tendo-se provavelmente desenvolvido a partir da imitação de precursores gregos. O pouco que se conhece a seu respeito deriva de fontes bibliográficas e iconográficas. A presença de música era comum em praticamente todos os eventos sociais e nas cerimónias fúnebres. Nos sacrifícios era habitual tocar uma tíbia, um instrumento de sopro cujo som se acreditava espantar as más influências. Acreditava-se que a música refletia a ordem do cosmos, sendo associada à matemática e ao conhecimento. Entre os instrumentos musicais mais comuns estavam as madeiras, os metais, os instrumentos de percussão e as cordas, como a cítara grega. O corno (cornu), um instrumento de sopro metálico que se curvava ao longo do corpo do músico, era usado em paradas e sinalização militar. O órgão hidráulico chamado hidraulo (hydraulis) foi um dos mais significativos feitos musicais e técnicos da Antiguidade, acompanhando combates entre gladiadores, eventos nos anfiteatros e atuações em palco.
O teatro de máscaras exclusivamente masculino de tradição grega manteve-se durante o Império Romano, levando ao palco as tragédias e comédias da literatura latina. No entanto, a mais popular forma de teatro foi mime, um género caracterizado por peças que misturavam um guião escrito com improvisação e usavam linguagem por vezes brejeira, humor, cenas de sexo, sequências de ação e sátira política. Eram também intercaladas por números de dança, acrobacias, malabarismo, funambulismo, striptease e até ursos dançarinos. O mime realizava-se sem máscaras e promovia o realismo estilístico em palco. Os papéis femininos eram desempenhados por mulheres, e não por homens com disfarces. Este género estava relacionado com um outro denominado pantomima (pantomimus), uma forma primitiva de balé narrativo, música instrumental e libreto musical, muitas vezes sobre temas mitológicos que podiam ser trágicos ou cómicos.
Embora algumas formas de dança não tivessem aceitação no império e fossem vistas como estrangeiras ou pouco humanas, a dança estava incorporada nos rituais religiosos da Roma arcaica. As danças extasiantes eram uma característica da religião de mistérios, em particular do culto de Cibele praticado pelos seus sacerdotes eunucos e do culto de Ísis. Na vertente secular, as dançarinas da Síria e de Cádis eram extremamente populares. Tal como os gladiadores, os artistas de espetáculos eram infames aos olhos da lei e com estatuto pouco superior em relação aos escravos, ainda que tecnicamente fossem livres. As grandes estrelas podiam, no entanto, desfrutar de riqueza e estatuto considerável, sendo-lhes permitido envolver-se com as classes superiores e inclusive com imperadores, muitas vezes sexualmente. Os artistas apoiavam-se entre si através da formação de guildas. O teatro e a dança foram muitas vezes condenados pelos polemistas cristãos durante o final do império, e cristãos que integrassem dança ou música nas suas práticas religiosas eram vistos pelos Padres da Igreja como pagãos.

### Literatura

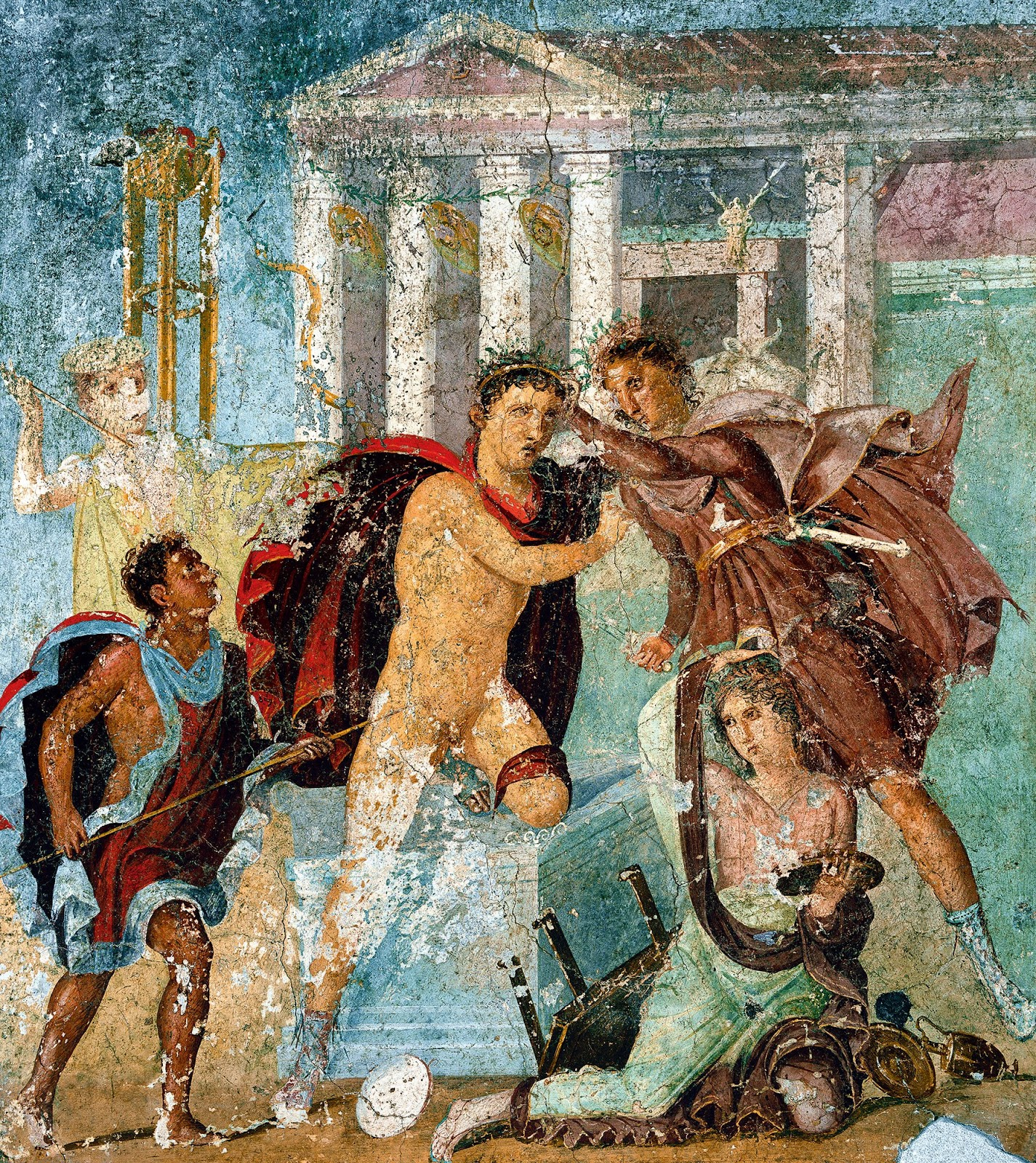
Cena da tragédia Andrómaca de Eurípedes, num fresco da Casa de Marco Lucrécio em Pompeia

No cânone literário ocidental, a literatura durante o período de Augusto até ao fim da república é vista como a idade de ouro da literatura latina, incorporando os ideais clássicos da unidade do conjunto, proporção entre as partes e articulação cuidada da composição. Os três poetas clássicos latinos mais influentes – Virgílio, Horácio e Ovídio – pertencem a este período. Virgílio escreveu a Eneida, criando um épico nacional para Roma da mesma forma que os épicos de Homero o foram para a Grécia. Horácio aperfeiçoou o uso da métrica grega na poesia latina. A poesia erótica de Ovídio foi extremamente popular, embora vítima do programa moral de Augusto, que levou ao seu exílio em Tômis, onde permaneceu até ao resto da sua vida. As Metamorfoses de Ovídio são um poema contínuo ao longo de quinze livros, que abrangem temas desde a mitologia greco-romana até ao culto imperial de Júlio César. As versões de Ovídio dos mitos gregos tornaram-se numa das principais fontes de mitologia clássica. A sua foi tão influente na literatura medieval que os séculos XII e XIII foram denominados de "Idade de Ovídio"."
O período entre meados do século I e meados do século II é convencionalmente denominado de idade de prata da literatura latina. Durante o governo de Nero, os escritores reagiram contra o augustianismo. Os três principais escritores – o filósofo e dramaturgo Séneca; Lucano, o seu sobrinho, que transformou a Segunda Guerra Civil no épico Farsália; e o romancista Petrónio, autor de Satíricon – cometeram todos suicídio após caírem em desgraça junto do imperador. Séneca e Lucano eram da Hispânia, tal como o epigramista Marcial. A obra do poeta Estácio viria a exercer uma enorme influência na literatura do Renascimento.
Os livros eram caros, uma vez que cada cópia tinha que ser manuscrita num rolo de papiro (volume; volumen) por escribas especializados. A produção comercial de livros teve início durante o período final da República. Por volta do século I alguns bairros de Roma eram conhecidos pelas suas livrarias (tabernas de livros; tabernae librariae), as quais existiam também em muitas das cidades de província ocidentais. A qualidade das edições variava significativamente e alguns autores queixavam-se de cópias cheias de erros, plágio ou falsificações, uma vez que não existiam direitos de autor. O códice era ainda uma novidade no século I, mas em finais do século III tinha já substituído o volume e era o suporte mais comum entre os livros de conteúdo cristão. No entanto, enquanto que o formato do livro dava ênfase à continuidade do texto, o códice encorajava uma leitura parcelar, interpretações fragmentadas e criação de máximas. Embora os Padres da Igreja fossem instruídos, consideravam a literatura clássica perigosa e sem valor, pelo que muitas vezes a reinterpretavam através metáforas e alegorias. Juliano, o único imperador a rejeitar o cristianismo após a conversão de Constantino, proibiu os cristãos de ensinar o currículo clássico sob a alegação de que corrompiam os jovens.

## Legado

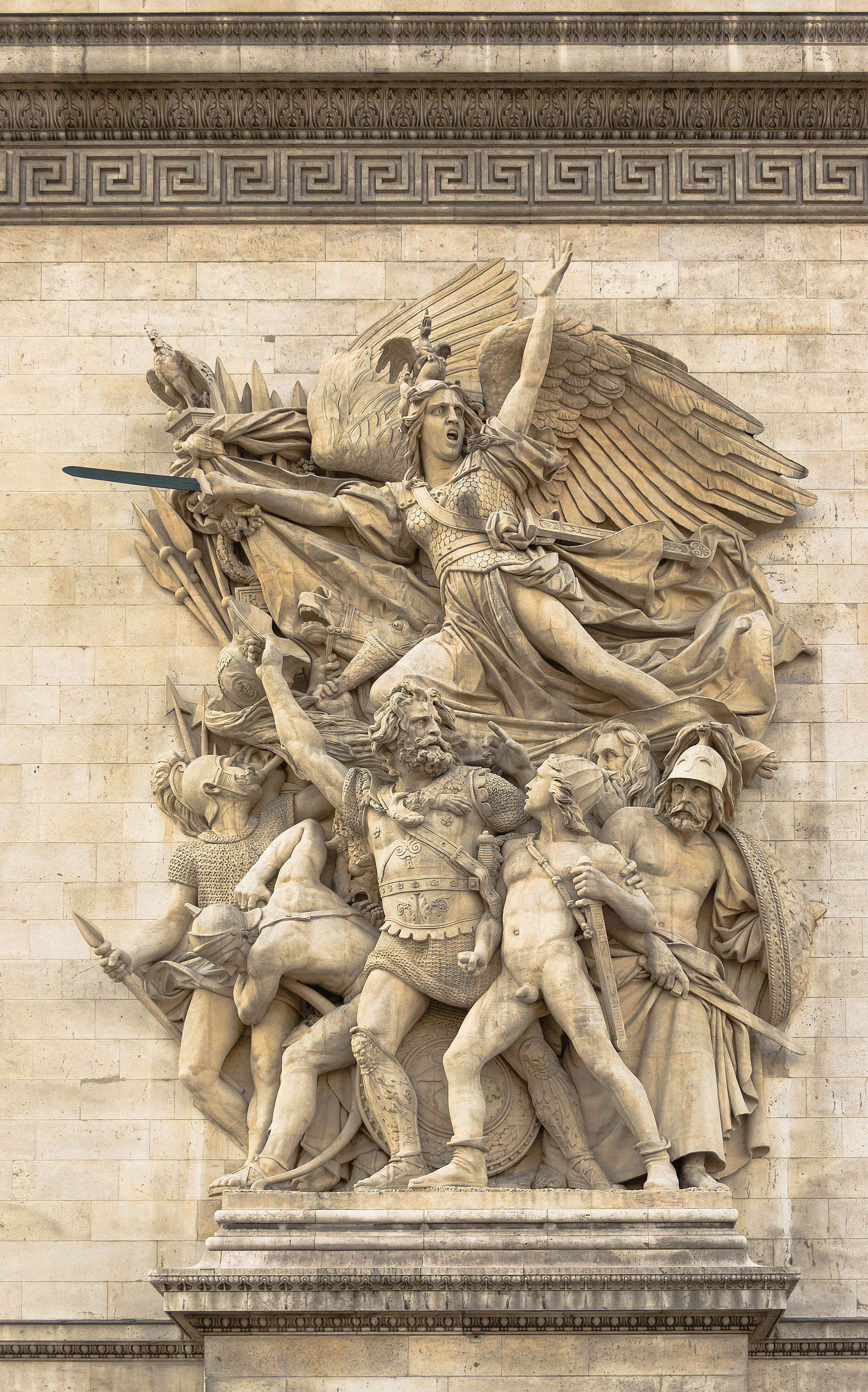
Pormenor do Arco do Triunfo, encomendado por Napoleão no início do século XIX. A história da Europa e a civilização ocidental foram profundamente influenciadas pelos ideais, cultura e direito romanos. A arte romana influenciou significativamente o Românico, o Renascimento e o Neoclassicismo. As línguas românicas são hoje o maior grupo linguístico do mundo e o alfabeto latino é o sistema de escrita mais utilizado

As noções imperiais de autocracia, lei e cidadania global influenciaram profundamente a História da Europa. O sentimento de partilha de uma cultura e identidade comuns no Ocidente, mais do que à língua ou à literatura, deveu-se à própria natureza do Império Romano. Após a queda do Império Romano do Ocidente, vários estados reivindicaram serem seus sucessores, um conceito denominado translatio imperii. O Sacro Império Romano-Germânico, uma tentativa de ressuscitar o império no Ocidente, foi fundado em 800 após a coroação pelo papa Leão III do rei dos francos Carlos Magno como imperador romano, embora o império só viesse a ser formalizado décadas mais tarde. Na parte oriental, os Bizantinos mantiveram um império que denominavam "romano" até à Queda de Constantinopla em 1453. Quando o Império Otomano, cujo estado era baseado no modelo bizantino, conquistou Constantinopla, Maomé II, o Conquistador estabeleceu aí a sua capital e alegou ter ascendido ao trono do Império Romano. Chegou também a iniciar uma invasão de Itália com o intuito de reunificar o império e convidou diversos artistas italianos para a sua capital, entre os quais Gentile Bellini. Após a queda de Constantinopla, o Grão-Ducado de Moscovo, herdeiro da tradição ortodoxa bizantina, denominou a sua capital Terceira Roma. O domínio romano da península Itálica influenciou também a unificação de Itália em 1861.
No ocidente medieval, o termo "romano" foi associado à igreja e ao Papa de Roma. A forma grega romaioi continuou a ser associada à população falante de grego do império oriental e é ainda usada pelos gregos. A Pax Romana criou uma imensa região de estabilidade e união política que permitiu a disseminação do cristianismo. A própria Igreja Católica é uma monarquia absoluta baseada no modelo de Roma e os papas assumem o título do mais alto sacerdote romano, pontífice máximo (Pontifex Maximus). Nas primeiras igrejas de Roma e Ravena, a basílica, um edifício tradicional romano, foi adaptada para o culto cristão, influenciando o modelo de igreja até aos nossos dias.
A arte romana influenciou de forma significativa a arquitetura do Renascimento e a arquitetura românica no sul da Europa. A pintura romana tardia influenciou significativamente a pintura bizantina, a pintura medieval e a pintura da Igreja Ortodoxa. Muitos dos elementos clássicos romanos formaram as bases estéticas do Renascimento e do Neoclassicismo. Por exemplo, a ordem toscana, a sobreposição de diferentes ordens, e a organização de arcos de volta perfeita ao longo de uma linha de colunas.
Nas regiões romanizadas do império ocidental as línguas pré-latinas foram sendo progressivamente extintas e o latim tornou-se a língua nativa da maioria dos habitantes. O latim desenvolveu-se em diversos ramos regionais que evoluiriam para as línguas românicas modernas, como as línguas portuguesa, espanhola, francesa, italiana ou romena, e exerceu uma enorme influência na língua inglesa. Apesar disso, o latim continuou a ser a língua internacional por excelência no ensino, literatura, diplomacia e vida intelectual até ao século XVII, e em obras jurídicas e eclesiásticas até aos nossos dias. Na Idade Média os autores clássicos eram autoridades respeitadas. Embora no Império Bizantino o grego tivesse permanecido como língua franca, a distribuição das línguas regionais é muito mais complexa. A maioria dos que falavam grego vivia na península e nas ilhas gregas, na Anatólia ocidental, nas principais cidades do império e em algumas regiões costeiras. Tal como o grego e o latim, a língua trácia e diversas línguas extintas da Anatólia tinham raiz indo-europeia. Várias línguas afro-asiáticas, principalmente a língua copta no Egito e a língua aramaica na Síria e Mesopotâmia, nunca foram substituídas pelo grego.